# Sottomissione (lotta)
Con l'espressione presa di sottomissione (o più semplicemente sottomissione) si indica, in alcuni sport da combattimento e arti marziali, una tecnica applicata allo scopo di infliggere dolore all'avversario, costringendolo ad arrendersi per via dello stesso o per timore di subire un infortunio. La resa può avvenire o dichiarandola a voce o con almeno due colpi con la mano o con il piede sul tappeto o sul corpo dell'avversario.
Le sottomissioni sono utilizzate soprattutto nella lotta a terra e possono essere suddivise in costrizioni (strangolamenti, soffocamenti, compressioni) e manipolazioni (leve, torsioni, chiavi articolari). Quando utilizzate per la difesa personale o per ambiti di polizia queste tecniche possono causare dislocamenti, strappi ai legamenti, fratture, perdita di sensi o persino morte.

## Discipline che usano sottomissioni
Tra le principali discipline che contemplano, nel loro bagaglio tecnico, tecniche di sottomissione si possono annoverare: Grappling, Jiu jitsu brasiliano, Submission Wrestling, Catch wrestling, Judo, Jujutsu, Luta livre, MMA, Pancrazio, Wrestling professionistico, Puroresu, Dumog, Sambo, Shoot wrestling e Shoot boxing.

## Tecniche

### Manipolazioni

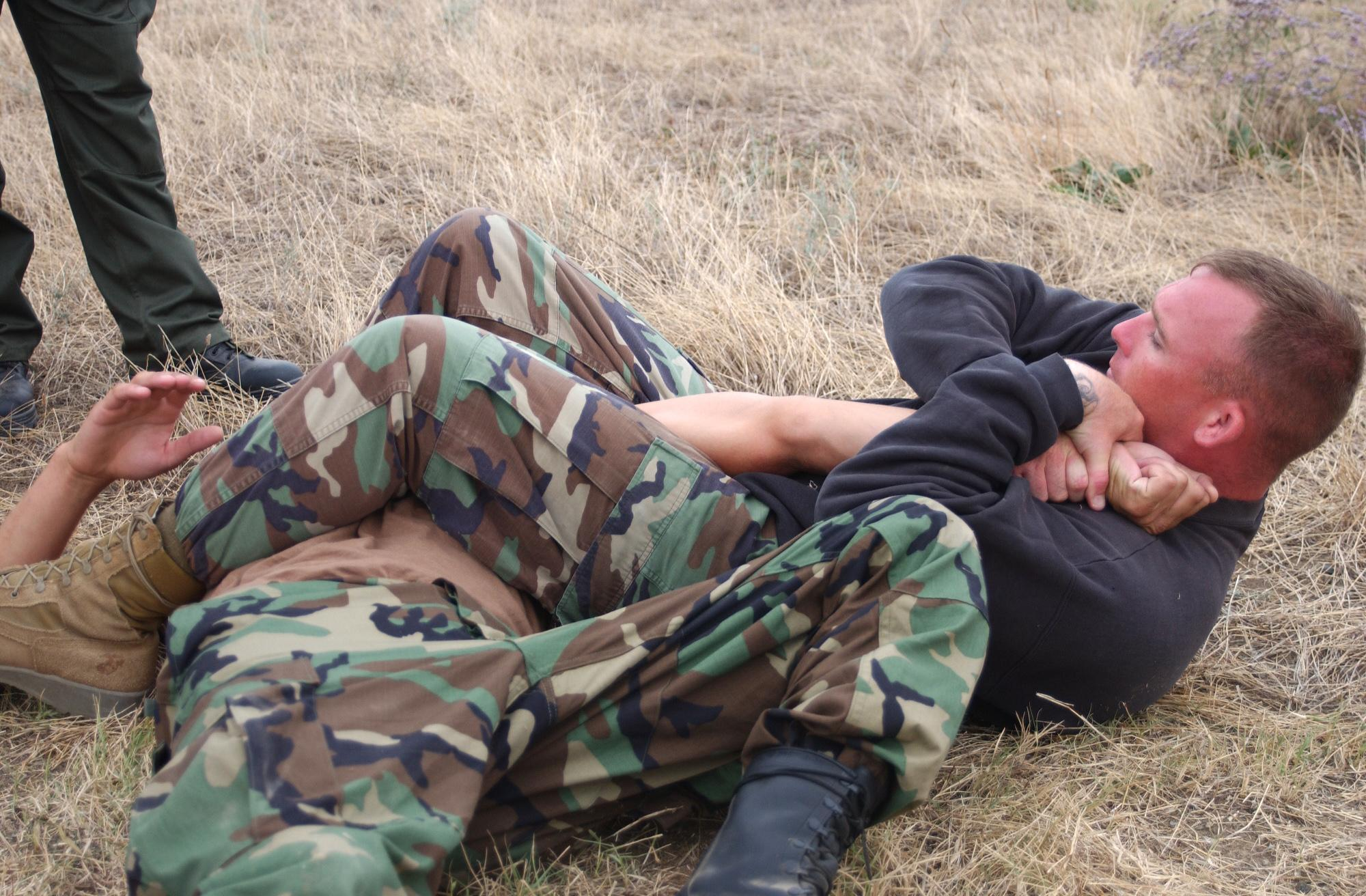
Dimostrazione di leva al braccio.

Qualsiasi stabilizzazione di uno o più punti articolari al loro raggio estremo di movimento.
Sono divise in:
- Levi
- Chiavi

#### Costrizioni

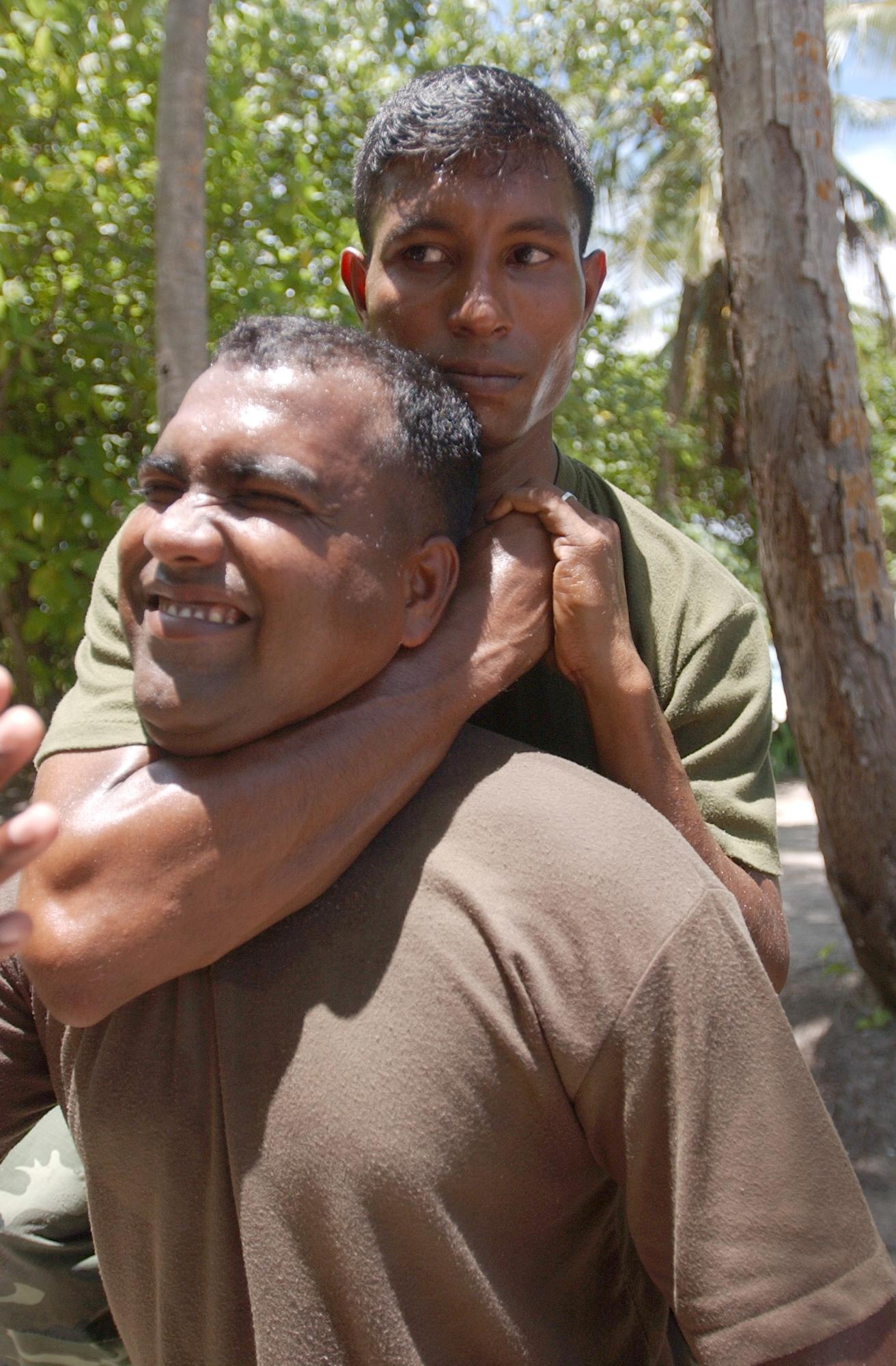
Strangolamento da dietro mostrato dai soldati delle Forze armate delle Maldive.

Qualsiasi tipo di tecnica utilizzata per schiacciare parti del corpo come vasi sanguigni, vie respiratorie, organi o muscoli.
Sono divise in:
- Strangolamenti
- Compressioni

## Small joint manipulation
La maggior parte delle piccole manipolazioni articolari viene eseguita sulle mani o sui piedi per iperestendere le articolazioni come parte di una strategia di conformità al dolore. Le tecniche di base della manipolazione delle piccole articolazioni consistono nell'afferrare e piegare indietro una o più dita/dita dei piedi e nell'applicare pressione alle articolazioni polso/caviglia che interrompono l'interconnessione del sistema delle articolazioni più piccole all'interno. Se la conformità al dolore non funziona, tale iperestensione può strappare i tendini al polso o rompere le ossa più piccole delle mani e dei piedi. L'età leva necessaria per tale manipolazione articolare è relativamente piccola e crea un netto vantaggio rispetto alle tecniche nelle arti marziali che richiedono l'esercizio di grandi quantità di forza, quindi una piccola manipolazione articolare può consentire a una persona più debole, con il giusto allenamento, per controllarne uno più forte. La piccola manipolazione articolare è una tecnica illegale nella maggior parte degli sport di combattimento che presentano blocco congiunto come Jiu-Jitsu brasiliano, judo, arti marziali miste e Sambo, poiché a differenza delle serrature articolari standard, c'è meno di un'opportunità di sottomettersi prima delle piccole pause comuni.

## Sottomissioni alla colonna vertebrale
Una leva opera applicando una forza potente su di un punto del corpo che si oppone alla resistenza esercitata dallo stesso, causando la rottura del punto anatomico che funge da fulcro.

### Neck Crank
Una manovella del collo (a volte indicata anche come blocco del collo, e tecnicamente nota come blocco cervicale) è un blocco spinale applicato al rachide cervicale causando iperestensione, iperflessione, iperflessione laterale, iperrotazione o estensione-distrazione. Ciò avviene attraverso la flessione, la torsione o l'allungamento. Una manovella del collo viene tipicamente applicata tirando o torcendo la testa oltre i suoi normali intervalli di rotazione. Le pedivelle del collo sono solitamente bandite dalle competizioni sportive, con notevoli eccezioni negli sport da combattimento come submission wrestling e MMA, dove sono usate come sottomissioni o come tecnica di passaggio della guardia.

### Can Opener
Il Can Opener (nel Judo indicato come kubi-hishigi) è una manovella iperflettente del collo che può essere applicata dalla guardia dell'avversario o da una posizione a cavallo, afferrando la testa dell'avversario con le mani e spingendola verso il petto dell'avversario. Se applicato efficacemente in una competizione, può costringere l'avversario alla resa. Questo può anche riferirsi a un tipo di compressione del collo impiegato da una posizione di montaggio posteriore in cui la parte posteriore dei pollici viene utilizzata per guidare nel collo a partire dal muscolo trapezio alto verso il muscolo sternocleidomastoideo, causando gravi disagi e persino sottomissione. A partire dal 2006, questo è consentito nello "shiai" (competizione) a condizione che i pollici del combattente rimangano diritti e non piegati. I suoi usi più comuni sono aprire il mento di un avversario per shime-waza o come tattica diversiva.

### Nelson
Una Nelson hold è una presa che viene eseguita da una persona da dietro l'avversario, generalmente quando entrambi sono sul tappeto a faccia in giù con l'avversario sotto l'aggressore. Uno o entrambi braccio sono usati per circondare il braccio dell'avversario sotto ascella, e fissati al collo dell'avversario. Esistono diverse prese nelson diversi, e possono essere separati in base al posizionamento del braccio circondante. Un nelson è usato per controllare un avversario o per girarlo sulla schiena ed eseguire uno schienamento. Il termine nelso deriva da full nelson, che risale agli inizi del XIX secolo. È stato suggerito che è stato chiamato dopo Horatio Nelson, che ha usato strategie basate sul circostante l'avversario per vincere la Battaglia del Nilo e la Battaglia di Trafalgar, è stato anche suggerito che Bobby Nelson era l'innovatore e/o l'ispirazione di nome della stretta di Nelson.

### Twister
Un tipo di leva che si applica al collo o alla spina dorsale. È una curva laterale del corpo e la manovella del collo, che comporta forzare la testa verso la spalla mentre controlla il corpo, causando quindi iperflessione laterale della colonna vertebrale cervicale. La tecnica prevede la tensione in diverse parti del corpo, e a seconda della flessibilità del destinatario, può anche comportare dolore nel ginocchio, addominali e torso. I twister spesso confusa come una manovella della colonna vertebrale in quanto comporta un grado di flessione laterale non cervicale spinale. La pressione principale è comunque sulla colonna vertebrale cervicale, rendendo quindi una manovella Neck crank. Viene eseguita da una posizione di guida a vite singola su un supporto posteriore, dove l'uomo in alto ha un "gancio" infilato attraverso le gambe dell'uomo in basso e fissato dietro la caviglia. L'uomo in alto tira il braccio opposto dell'uomo in basso dietro la sua testa e afferra la testa del suo avversario, tirandola verso la spalla. Reso popolare da Eddie Bravo e dal sistema 10th Planet Jiu-Jitsu. Il 26 marzo 2011 Chan Sung Jung ha terminato Leonard Garcia al UFC Fight Night: Seattle nel secondo round della loro lotta usando un twister, il primo, ed è stato l'unico twister a finire nella UFC storia fino a quando Bryce Mitchell ha sconfitto Matt Sayles con la manovra nel dicembre 2019.

### Spine Crank
Una manovella della colonna vertebrale (il termine blocco della colonna vertebrale è spesso usato anche per riferirsi esclusivamente a questo tipo) è un blocco spinale che colpisce le regioni toraciche e/o lombari della colonna vertebrale. Una manovella della colonna vertebrale viene applicata ruotando o piegando la parte superiore del corpo oltre i suoi normali intervalli di movimento, causando iperestensione, iperflessione o iperrotazione della colonna vertebrale. Nelle arti marziali, le manovelle della colonna vertebrale sono generalmente tecniche più rare delle manovelle del collo perché sono più difficili da applicare. Torcere o piegare la parte superiore del corpo per applicare pressione alla colonna vertebrale richiede grandi quantità di leva rispetto a torcere o piegare la testa.

### Standing Frontal Facelock

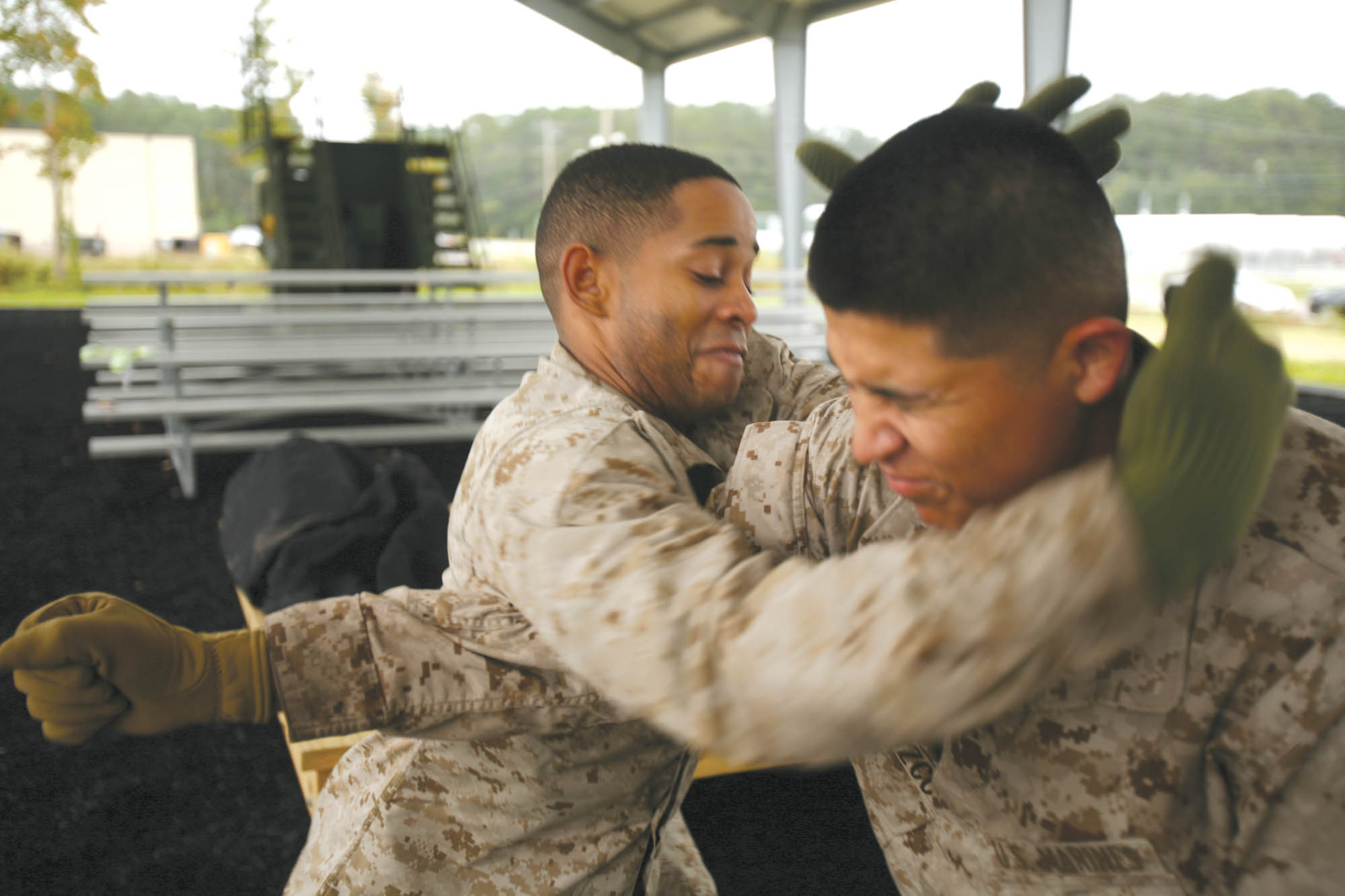

Questa tecnica prevede di affrontare l'avversario come se si facesse leva su una ghigliottina, ma di fronte all'individuo e di ruotare la testa lateralmente, creando un'iperflessione del collo laterale incredibilmente pericolosa quando si fa leva sui fianchi e la faccia incrociata viene sollevata, tentando di applicare una pressione estrema e danno alle vertebre cervicali.

### Cattle Catch
Il Cattle Catch è una manovella iperflettente del collo che coinvolge intrappolare le mani dell'avversario e forzare la testa verso il suo petto. La tecnica viene eseguita con l'avversario sdraiato sulla schiena e il combattente che esegue la manovella del collo perpendicolarmente a faccia in giù in una posizione di montaggio laterale sopra la testa dell'avversario, con la testa dell'avversario appoggiata verso la sua ascella. Il combattente intrappola un braccio usando le gambe e l'altro usando le braccia. Usando le braccia e le gambe immobilizzate come punto di leva, il combattente può spingere con forza la testa verso il petto dell'avversario.

### Crucifix Neck Crank
La manovella del collo del crocifisso è simile alla cattura del bestiame, ma coinvolge il combattente che esegue la manovella del collo essendo montato sull'avversario. Entrambe le braccia dell'avversario sono controllate e la testa dell'avversario è tenuta sotto l'ascella. Facendo girare il corpo verso l'alto mantenendo una presa salda sulle braccia dell'avversario, la testa dell'avversario viene forzata verso il suo petto. Sia il cattle catch che la manovella del collo del crocifisso sono chiamate colloquialmente semplicemente crocifisso, il che spesso porta a confusione con la tradizionale posizione del crocifisso.

## Sottomissioni alle braccia

### Leve

#### Armbar

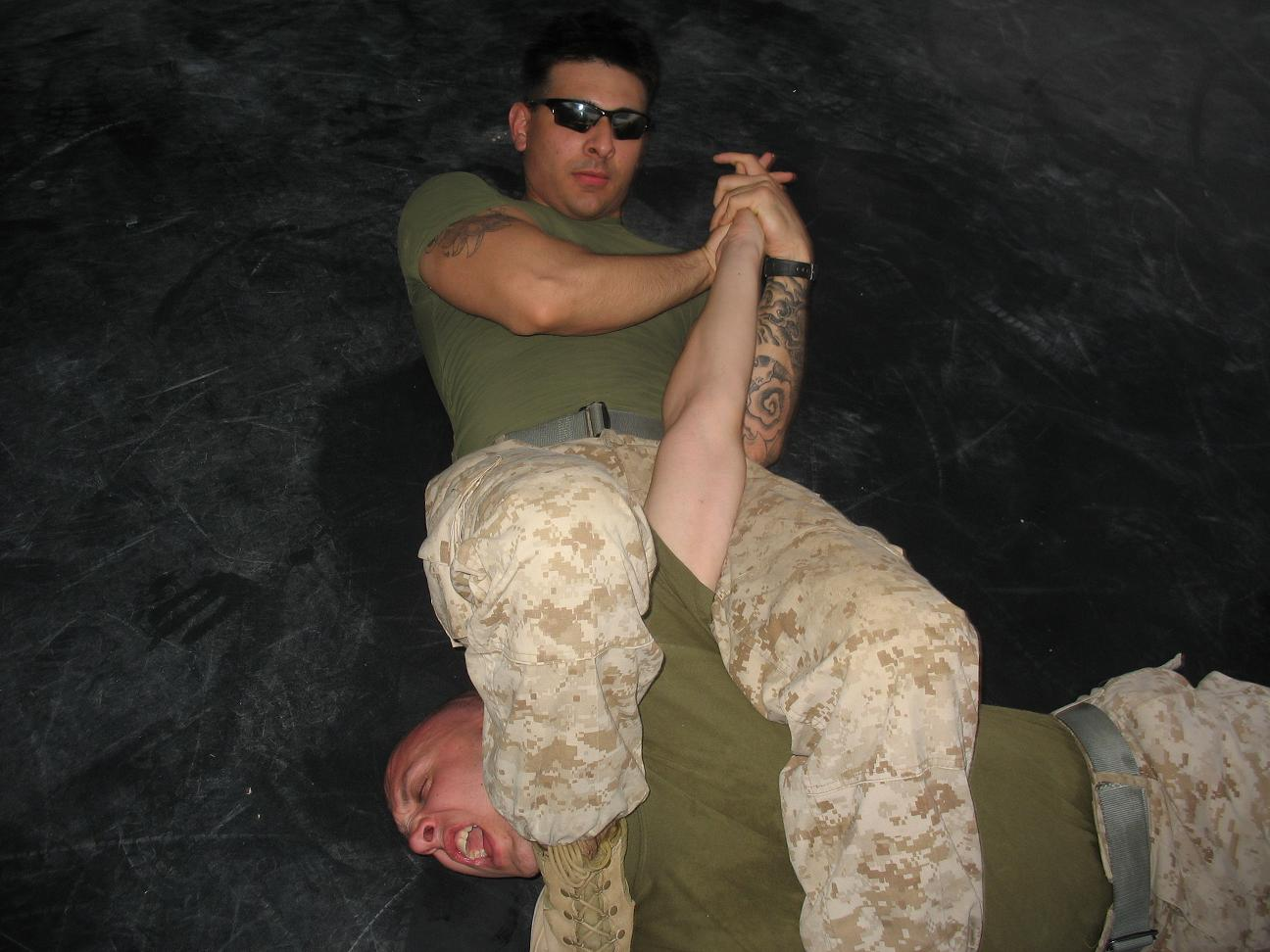

Una leva che iperestende l'articolazione del gomito; nel judo viene chiamata jujigatame, ed è una delle sottomissioni agli arti più utilizzate.
Il praticante si pone in orizzontale sopra un avversario sdraiato di schiena a terra. Il praticante pone le sue gambe sopra l’avversario, con un polpaccio posto contro i pettorali e l’altro posto attorno al collo, ed il collo di entrambi i piedi che afferrano il bicipite dell’avversario e lo bloccano. Nel frattempo, blocca una spalla dell’avversario con le ginocchia e stringe il suo braccio tra le cosce, lo estende e lo afferra con entrambe le mani, tirandolo indietro e stringendolo.

#### Flying armbar
È un tipo di leva al braccio operato da una posizione in piedi. Invece di iniziare la mossa posizionando lo stinco contro il tronco dell'avversario, la gamba inferiore può essere diretta attraverso lo spazio tra il braccio e il tronco dell'avversario con il ginocchio generalmente posizionato vicino all'ascella dell'avversario. Il vantaggio di questa modifica è che i fianchi del praticante attaccante si impegnano più da vicino con le spalle del difensore, rendendo la sottomissione al braccio più facile da realizzare. Tuttavia, lo svantaggio di questa modifica è che il rischio associato di lesioni è aumentato a causa della maggiore altezza dell'attaccante dal suolo e quasi verticale capovolto a terra. (Con un gi, può essere eseguita senza dover tenere il collo.)

#### Helicopter Armbar
L'helicopter armbar è una versione leggermente diversa dell'armbar, una combinazione di armbar e tomoe nage, che viene utilizzato anche da wrestling, judo e BJJ. Quando l'attaccante si trova di fronte all'avversario, gli afferra entrambe le braccia e cade all'indietro, facendo piegare l'avversario in avanti. Quindi l'attaccante mette i piedi sullo stomaco o sui fianchi dell'avversario e lo solleva con i piedi. Mentre assicura una delle braccia dell'avversario, l'attaccante lascerà cadere un piede (stesso lato del braccio assicurato). Ciò causerà la torsione e la caduta dell'avversario, atterrando con il braccio assicurato esteso dall'attaccante.

#### Overhook Armbar
L’Overhook Armbar è una vriante dell’Armbar eseguit da sotto l’avversario, implementando anche l’uso delle gambe. Il praticante esegue la mossa da terra, con la schiena appoggiata alla schiena e l’avversario inginocchiato di lato, davanti alle sue gambe. Per prima cosa il praticante afferra il braccio opposto dell’avversario dall’interno, portandolo in avanti e stringendolo tra l’ascella ed il fianco, tenendolo stretto grazie all’incavo del gomito. In questo modo l’avversario si piegherà di lato, ed userà le gambe per spingerlo di lato e tirare il braccio. Una gamba verrà posta contro il corpo, la coscia contro il petto, l’incavo del gomito sotto l’ascella ed il polpaccio contro la scapola. L’altra gamba viene portata attorno alla testa, la coscia contro la gola, l’incavo del ginocchio attorno al collo, ed il polpaccio dietro la nuca.

#### Butterfly Armbar
Questa variante dell’Armbar viene eseguita dalla posizione “Butterly Guard”, simile ad una posizione che prepara una Triangle Choke. Il praticante si trova appoggiato di schiena a terra, con un avversario inginocchiato sopra di lui. Sfruttando l’apertura della guardia, il praticante afferra un braccio dell’avversario e lo fa passare oltre la sua ascella. L’ascella sopra e contro l’incavo del gomito, il bicipite contro il gomito, l’incavo del gomito e l’avambraccio contro il bicipite. Il praticante fa passare sotto l’ascella dell’avversario e la usa per afferrare il suo stesso tricipite opposto. Con lo stesso braccio afferrato poi, lo piega, lo porta in avanti, pone il polso contro il collo dell’avversario e stringe la spalla con la mano. Il praticante si gira di fianco, porta una gamba sotto l’avversario, l’incavo del ginocchio contro il fianco e il polpaccio contro la pancia. Successivamente, porta l’altar gamba sopra la testa dell’avversario, con la coscia sopra la scapola, il sopra la testa e lo stinco dietro e contro la nuca.

#### 2 On 1 Butterfly Guard Armbar
È molto simile alla Cross Slide Armbar, ma viene eseguita da una posizione diversa. All’inizio il praticante è seduto davanti all’avversario, e per cominciare, afferra un suo braccio, si appoggia con la schiena a terra, portando l’avversario in ginocchio. Lo tira verso di sè, sotto la pancia dell’avversario e sopra il suo petto, spostandosi in orizzontale e con i piedi verso la sua testa. L’avversario viene piegato di fianco, il praticante stringe il polso interno dell’avversario con una mano e ribalta la mano in alto’ pressandola e flettendola, stendendo il braccio ed allungandolo verso di sé. Pone un braccio contro il lato dell’avversario, la coscia contro il petto, l’incavo del ginocchio attorno e sopra l’ascella, ed il polpaccio sopra la scapola. L’altra gamba passa sulla testa dell’avversario, la coscia contro la gola, l’incavo del ginocchio attorno al lato del collo ed il polpaccio sopra la nuca.

#### Cross Side Armbar
La cross side armbar è simile alla butterfly armbar, ed è sempre eseguita dalla guardia bassa, con il praticante appoggiato di schiena a terra, ma stavolta posto orizzontalmente davanti ad un avversario inginocchiato. 
Il praticante afferra il braccio dell’avversario più vicino alle sue gambe, e lo porta in basso grazie alle medesime. Pone il ginocchio e la coscia contro l’addome, lo stinco contro i pettorali ed il piede contro il fianco. Con l’altra gamba, intrappola il braccio, tirandolo in basso e chiudendolo, il quadricipite contro il bicipite ed il ginocchio sul bicipite. Il retro della gamba si pone attorno alla testa dell’avversario, la coscia contro la gola, l’incavo del ginocchio attorno al collo ed il polpaccio dietro la nuca. Con un braccio, chiude la presa su quello dell’avversario, schiacciando il polso con il gomito. Con l’altro braccio, passa sotto l’ascella del braccio libero dell’avversario, afferra la spalla e la tira verso in basso.

#### Pressing Side Armbar
La pressing Armbar è una specie di Armbar applicata dalla posizione mounted. Il praticante imposta la sottomissione su un avversario appoggiato di schiena a terra. Il praticante si posiziona in orizzontale sulla parte alta dell’avversario, come se dovesse applicare un’Americana o una keylock. Il praticante pone il suo addome sopra e contro il petto dell’avversario, ed i pettorali contro il fianco, spinge i piedi contro la testa dell’avversario e cerca di bloccarla. Pone una gamba sulla pancia dell’avversario, la coscia contro l’addome ed il ginocchio contro il fianco, mentre l’altra gamba passa in alto, con lo stinco ed il polpaccio sipra e contro la spalla, il ginocchio sulla testa e la coscia che spinge sopra e blocca il braccio dell’avversario. Con le mani poi, si spinge avanti, ed afferra il braccio dell’avversario, e con un braccio passa sotto e attorno ad esso. Pone la spalla sopra l’avambraccio, il bicipite sopra l’incavo del gomito, l’avambraccio attorno al bicipite ed il polso che passa sotto l’ascella e fuoriesce. La mano libera afferra la mano fuoriuscita e la stringe, presando a terra il braccio dell’avversario.

#### Pressing Butterfly Armbar
Un misto tra la Pressing Armbar e la Butterfly Armbar, con il praticante appoggiato di schiena a terra e l’avversario posizionato sopra di esso. Il praticante si pone di lato, obliquamnete rispetto all’avversario, con le sue gambe poste contro la parte bassa dell’avversario, da sotto. Dalla medesima posizione, afferra il braccio dell’avversario, lo allunga e lo tira verso di sè. Il bicipite contro l’avambraccio e l’avambraccio attorno all’incavo del gomito, mentre con l’altro braccio afferra con la mano il bicipite. Successivamente, si alza di lato ed alza anche le sue gambe. Ne pone una di sotto, la coscia contro l’ascella, il ginocchio contro il pettorale e lo stinco contro l’addominale. Successivamente, porta l’altra gamba sopra l’avversario, la coscia sopra la spalla, il ginocchio contro la nuca ed il polpaccio contro la scapila opposta.

#### Figure Four Armbar
Armbar eseguita dalla posizione mount e simile ad una keylock, che utilizza la presa Figure Four per implementare ancora più pressione sul braccio dell’avversario. Il praticante imposta la mossa su un avversario appoggiato di schiena a terra, ponendosi con il fianco in posizione orizzontale sopra l’avversario, con il fianco che si trova sopra e spinge contro il petto dell’avversario. 
Il praticante spinge le sue gambe di lato, e le pone contro il fianco e le gambe dell’avversario, bloccandole e spingendole in avanti. Successivamente, porta le sue braccia attorno al braccio più vicino dell’avversario. La scapola sarà contro il volto, l’ascella contro ed attorno alla spalla, il bicipite attorno al bicipite, l’incavo del gomito attorno al gomito ed al suo incavo, l’avambraccio contro l’avambraccio passando sotto di esso, con la mano che fuoriesce e afferra il bicipite della spalla opposta, stringendolo. Infine, con la mano libera, afferra il polso dell’avversario e lo pressa a terra.

#### Turtle Position Armbar
Il praticante si prepara ad eseguire la mossa da una posizione difensiva, inginocchiato, e con l’avversario sopra di esso che cerca di attaccarlo da dietro, con l’addome ed il petto che premono sopra la sua schiena. Il praticante, ingannando l’avversario, lo ribalta di lato e lo spinge sotto di sè. L’avversario ora è appoggiato di schiena a terra, con il fianco sopra di esso, le ginocchia contro le anche, le cosce sull’addome, l’addome laterale suo pettorali ed il fianco superiore sulla spalla. Il praticante allora cerca di intrappolare il braccio dell’avversario, facendone passare uno sotto di esso. L’incavo del gomito sarà attorno al gomito ed attorno all’incavo, con il polso che fuoriesce da sotto, e la mano che va in alto ed afferra la sua spalla, stringendola. Con l’altra mano, afferra il polso dell’avversario e lo pressa in basso, spingendolo a terra.

#### Armbar Triangolare

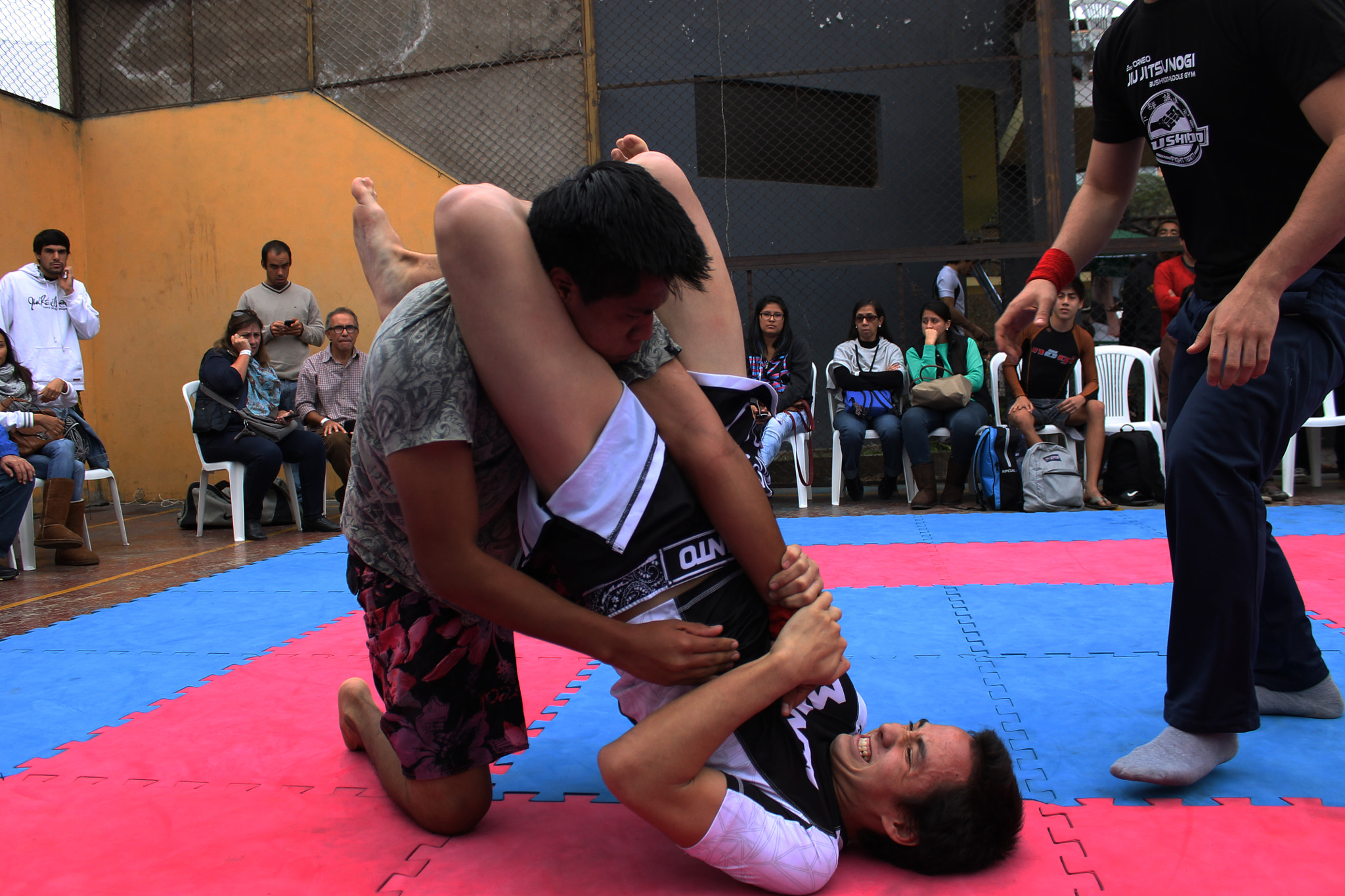

La sankaku-gatame o triangle armlock è una jūji-gatame eseguito dalla posizione sankaku.
Viene normalmente utilizzata quando lo strangolamento non funziona. È una tecnica di competizione efficace perché il braccio dell'avversario è stato esposto mentre difendeva il sankaku-Jime e la loro attenzione è concentrata nel fermare lo strangolamento.

#### Inside Shoulder Lock
Sottomissione usata per la prima volta dal fighter UFC Frank Mir contro Pete Williams a UFC 36. La tecnica parte dalla guardia chiusa, con il praticante di schiena a terra e l’avversario sopra di lui. Il praticante blocca una delle gambe dell’avversario tramite una legscissors, e successivamente, tenta di bloccare ed estendere la spalla dell’avversario tramite un braccio solo. In questo modo afferra il braccio dell’avversario, fa passare l’avambraccio sotto l’ascella e lo stringe di prepotenza, pressa l’incavo del gomito con il bicipite, spinge di lato il bucipite dell’avversario tramite l’incavo del gomito. Il praticante unisce le sue mani, le stringe e porta il braccio dell’avversario in basso, stringendolo di lato e applicabdo una pressione molto forte alla spalla.

#### Cross Arm Lock

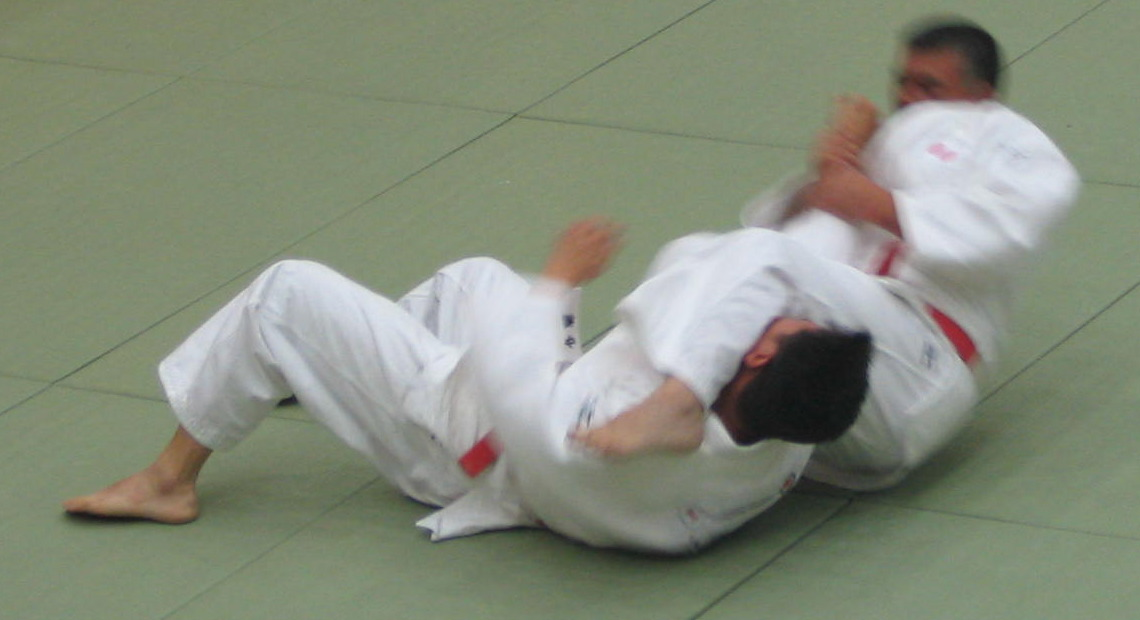

Partendo dalla posizione più comune acquisita dopo aver completato con successo una proiezione, l'esecutore lascia cadere il ginocchio destro sull'avversario per iniziare a controllarlo e per impedirgli di girarsi verso di lui. Il ginocchio sinistro può essere utilizzato anche per questo scopo sulla testa. Entrambe le mani controllano il braccio dell'avversario con un avambraccio posizionato sul gomito dello stesso. L'esecutore inizia a controllarlo accovacciandosi e tirando il gomito di strettamente contro il suo petto . l'esecutore mette anche il piede sinistro sopra la testa dell'avversario in modo che non sia in grado di sedersi. Poi si siede molto vicino alla sua spalla di in modo che il braccio diell'avversariosia ancora controllato da lui . Il suo gomito deve trovarsi sull'addome dell'esecutore nella posizione finale, quindi è essenziale sedersi vicino al gomito. Poi tira con forza il suo gomito con l'avambraccio destro. L'esecutore inizia ad appoggiarsi all'indietro mantenendo una pressione costante sul braccio dell'avversario e stringendo le ginocchia insieme per controllare la spalla. Usando le gambe, dovrebbe essere in grado di tenere giù il nemico anche senza applicare la pressione di blocco articolare. A questo punto si assicura che il pollice dell'avversario sia rivolto verso l'alto in modo che la pressione venga applicata verso il lato del braccio con il mignolo.

#### Leg Armbar
Dal lato sinistro dell'avversario a faccia in giù, l'esecutore posiziona il suo corpo sopra di lui e aggancia la gamba sinistra attorno al suo avambraccio sinistro per estendere e controllare la sua articolazione del gomito.

#### Stomach Armbar

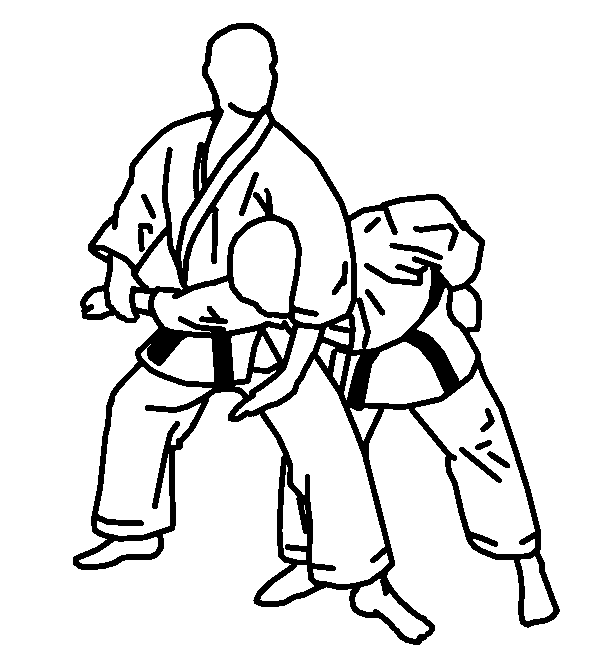

Nella sua esecuzione, che può avvenire da posizione in piedi e in ginocchio, l'esecutorre squilibra in avanti l'avversario, mantenendo il controllo sul braccio destro tenuto in tensione, si posiziona all’esterno di questo, posteriormente allo stesso avversario. Utilizza l’addome per mettere in leva il gomito, la mano destra controlla la mano del nemico e la mano sinistra afferra il suo bavero sinistro da dietro. Questo fa in modo che nell’applicazione in ginocchio l'avversario finisca pancia sotto.

#### Knee Armbar

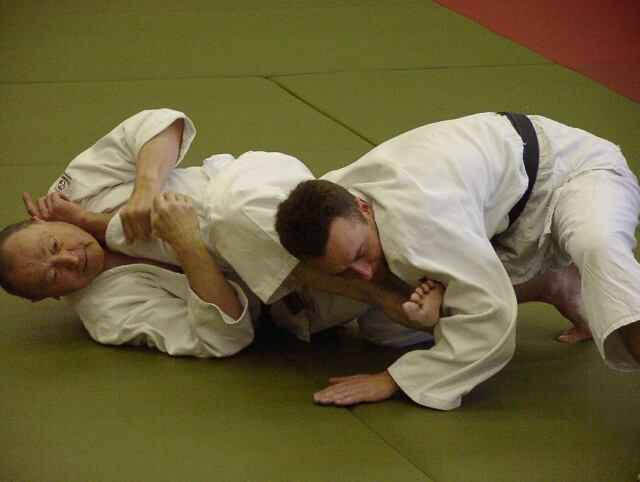

Questa tecnica utilizza il ginocchio per bloccare l'articolazione e bloccare l'avversario. Una volta che l'avversario è a faccia in giù, può essere applicata una barra del braccio usando il ginocchio sul gomito dell'avversario, la mano dell'avversario deve essere mignolo verso l'alto. La pressione verso l'alto può essere applicata sul polso mentre la pressione verso il basso viene applicata con il ginocchio sul gomito. L'interno dell'area del ginocchio può essere utilizzato anche per torcere il gomito/spalla da una transizione inferiore.

#### Hand Lock
Dal lato destro del suo avversario, l'esecutore usa la tua mano sinistra per raggiungere sotto la sua ascella destra per afferrare il suo colletto anteriore sinistro, afferrando allo stesso tempo il suo polso destro con la sua mano destra in modo da estendere il suo gomito contro l'articolazione. In alternativa, usa una o entrambe le mani per afferrare il polso dell'avversario per poi giralo dietro di lui in modo controllare la sua articolazione del gomito.

#### Straight Armlock

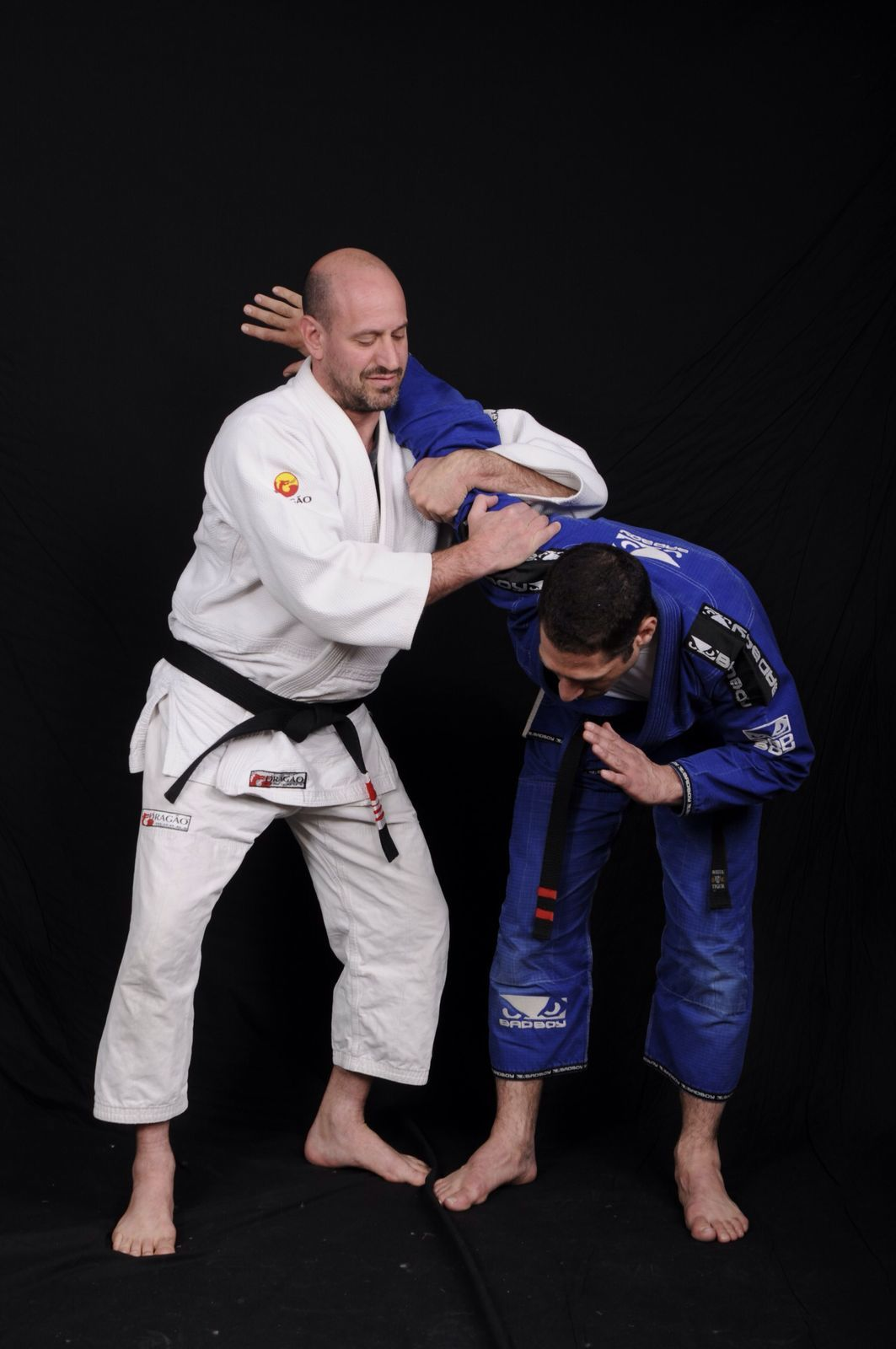

Chiamata anche straight armbar, e nel Judo Ude-hishigi-ude-gatame, questa sottomissione può essere applicata con successo sia in piedi che a terra.
Il praticante si trova sopra l’avversario a terra, in posizione orizzontale, con il suo petto spinto contro quello dell’avversario. Porta un braccio sopra la spalla dell’avversario e poi intorno ad esso. La sua spalla sarà contro il petto dell’avversario, il bicipite premerà contro la spalla, l’incavo del gomito sarà attorno al bicipite, l’avambraccio sotto l’ascella e contro l’incavo del gomito, il polso contro l’avambraccio. Successivamente, porta il braccio libero in avanti, con il gomito poggiato contro il fianco dell’avversario, con la mano che afferra il suo polso e lo stende in avanti, di lato. Per concludere, con l’altra mano che fuoriesce da sotto l’avambraccio dell’avversario, afferra il polso dell’altra mano e lo stringe. Spinge il braccio dell’avversario ulteriormente in avanti in orizzontale, ed applica pressione tramite la stretta con le mani.

#### Armpit Lock

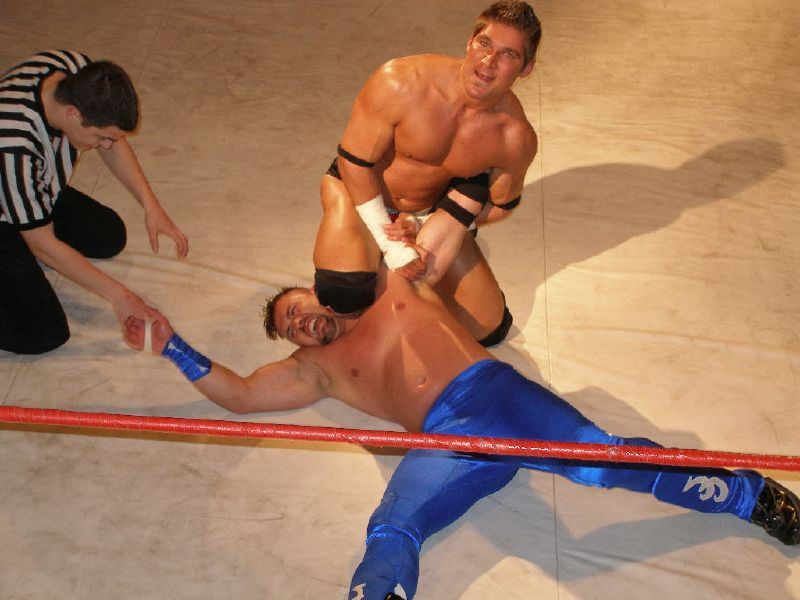

L’armpit Lock è una sottomissione molto simile all’armbar classica, e può essere eseguita da più posizioni. Il praticante applica la mossa su un avversario inginocchiato, e con le mani a terra, inizia la sottomissione di lato, spingendo la sua schiena contro la sua. Il praticante stringe le sue braccia attorno ad un braccio dell’avversario, stendendolo di lato. L’ascella sopra e attorno alla spalla dell’avversario, il bicipite contro il bicipite e l’incavo del gomito contro l’incavo del gomito. Con la mano afferra la parte interna del polso, mentre con la mano libera afferra l’esterno del polso, lo iperestende e lo stringe con entrambe, mentre applica pressione sull’ascella con il peso del proprio corpo.

#### Hammerlock

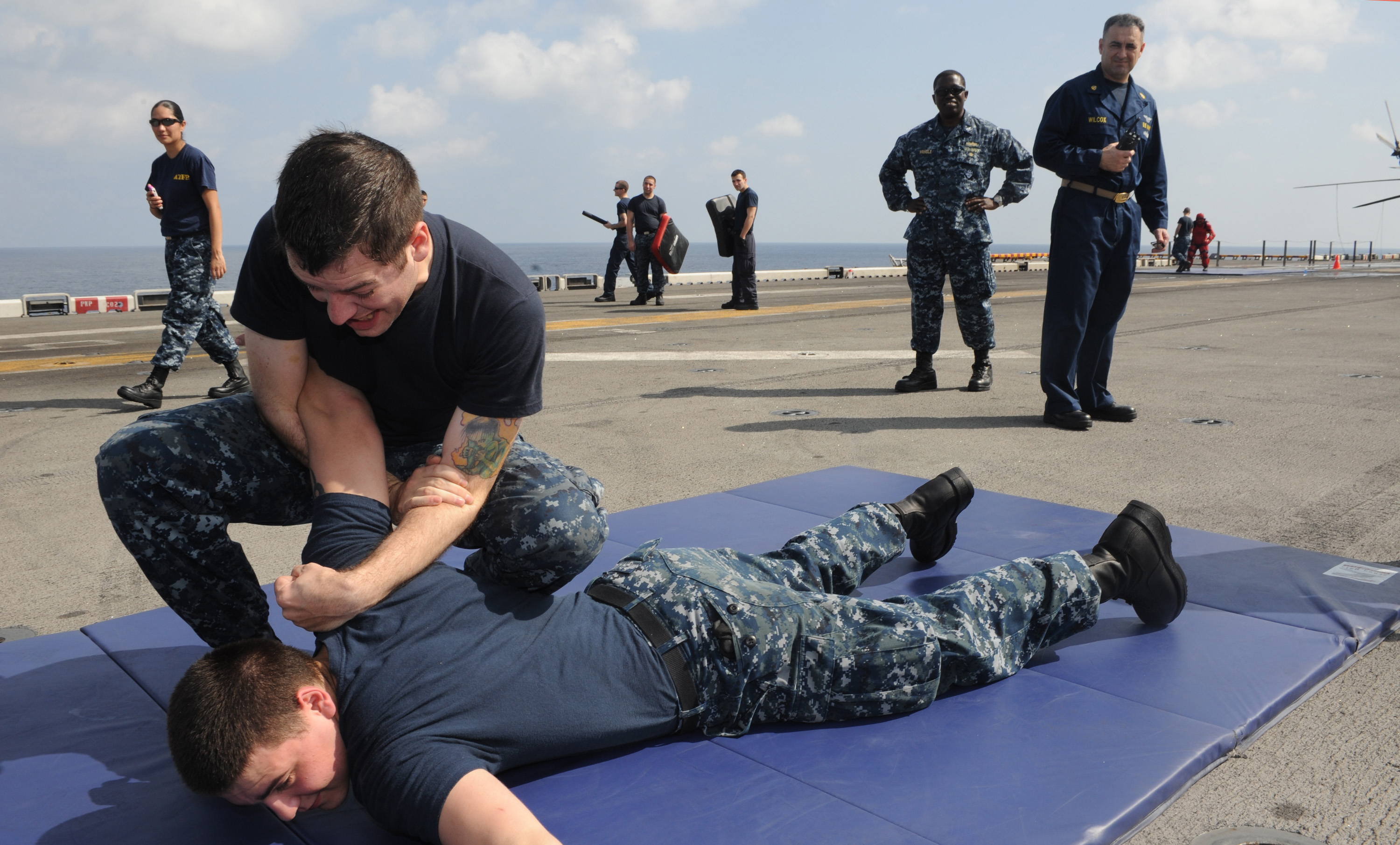

La Hammerlock è una presa di sottomissione originaria del catch wrestling, ed usata spesso anche nel pro wrestling, oltre alle arti marziali basate sul grappling. Il praticante esegue la tattica su un avversario rivolto di schiena, è può essere applicata quando l’avversario è in piedi, a terra o in ginocchio. Il praticante si pone di lato sulla schiena dell’avversario, con il petto che preme contro di essa. Il praticante avvolge un braccio attorno ad un braccio dell’avversario. L’ascella sarà attorno all’avambraccio, l’incavo del gomito attorno all’incavo del gomito dell’avversario, l’avambraccio ed il polso sotto l’ascella dell’avversario. In questo modo, il praticante blocca la mano dell’avversario con il suo fianco, e porta la mano impegnata fuori da sotto l’ascella. Successivamente, porta in avanti l’altro braccio, e afferra il bicipite intrappolato dell’avversario con la mano, mentre il suo stesso avambraccio viene agganciati dall’altra mano. Stringendo la presa con entrambe le mani ed il suo corpo, porta la testa dell’avversario sotto l’incavo del ginocchio, applicando una pressione ancora maggiore.

#### Wristlock
In portoghese Mâo de vaca, La leva al polso è la tecnica per eccellenza dell'aikidō e viene utilizzata in combinazione con chiavi articolari nel catch wrestling. La Wristlock può essere eseguita in piedi, a terra e anche di lato all’avversario. La versione più viene eseguita sopra l’avversario, in posizione mount, con il praticante seduto sulla pancia dell’avversario, con le cosce contro i fianchi e le ginocchia contro le spalle di quest’ultimo. Il praticante porta un braccio attorno a quello dell’avversario. Pone il gomito sopra e contro il bicipite dell’avversario, fa passare l’avambraccio contro e attorno all’incavo del gomito e fa fuoriuscire la mano da sotto. Successivamente, il praticante afferrerà con la mano il suo stesso polso, mentre con la mano libera afferra il polso dell’avversario e lo pressa contro la spalla dell’avversario, stringeno la presa e spingendola verso il basso con entrambe le mani.

#### Scarf hold armlock
Tecnica originaria del judo dove viene detta Kesa Ashi Gatame, è una leva al braccio effettuata iperestendendo l'arto dell'avversario con la propria gamba mentre lo si sta controllando per mezzo di una kesa-gatame (scarf hold).

### Chiavi

#### Keylock

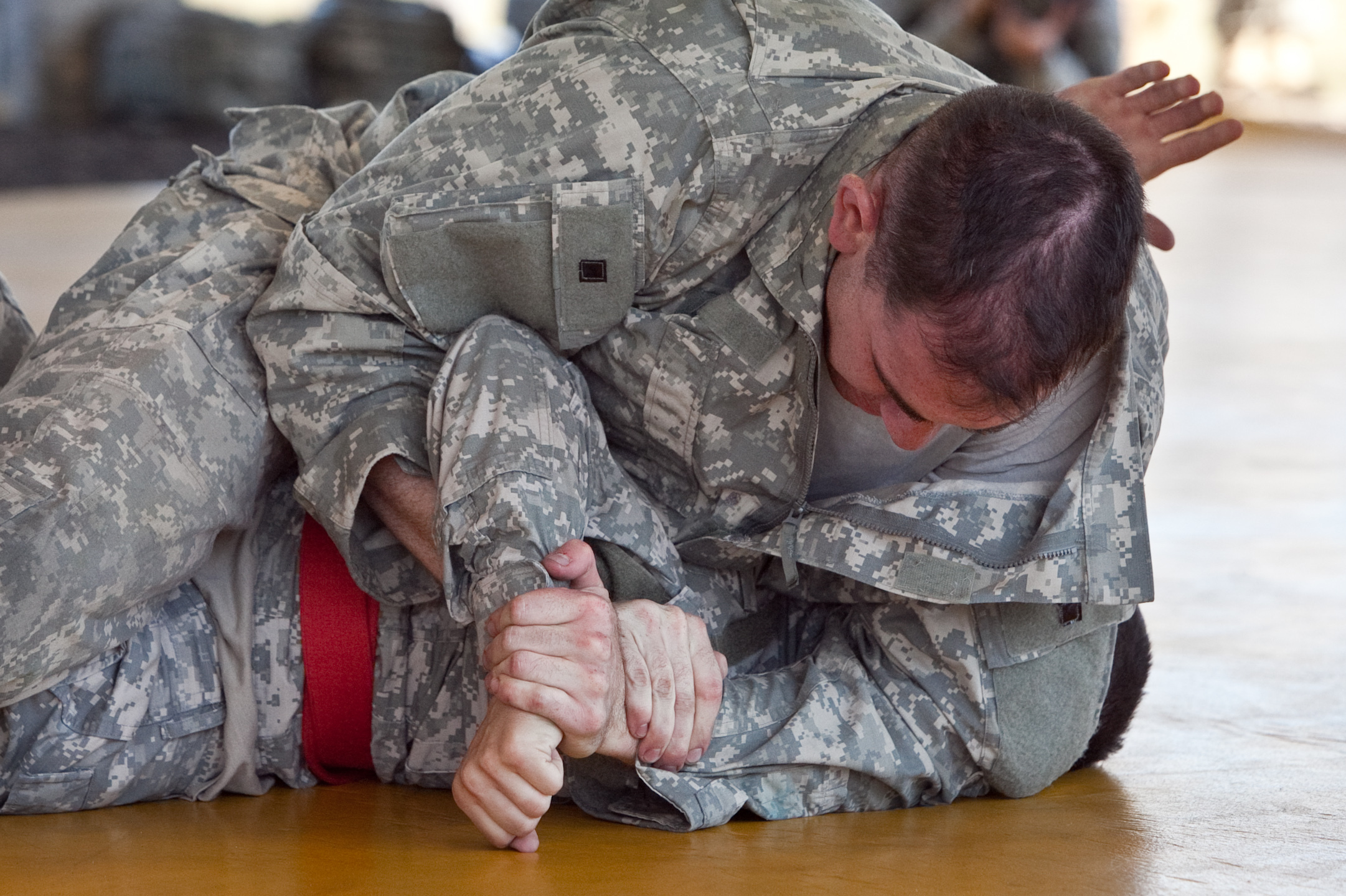

È una chiave applicata al braccio, e nel judo viene chiamata ude garami.
Viene applicata su un avversario a terra, sdraiato di schiena, con il praticante che imposta la sottomissione lateralmente e sopra l’avversario, con un suo fianco sopra il suo addome. Avvicinandosi al petto dell’avversario, porta un braccio dietro e sotto la sua testa. L’ascella sopra la spalla dell’avversario, il bicipite contro il mento laterale, l’incavo del gomito attorno al lato del collo, l’avambraccio contro la nuca, il polso sopra la spalla opposta, e la mano che afferra il polso dell’avversario e lo porta in alto a terra. Con l’altro braccio, passa sotto il braccio intrappolato. Il bicipite contro il fianco, l’incavo del gomito attorno al bicipite, l’avambraccio ed il polso contro la spalla libera e la mani che afferra il polso del braccio usato per flettere quello dell’avversario.

#### Americana

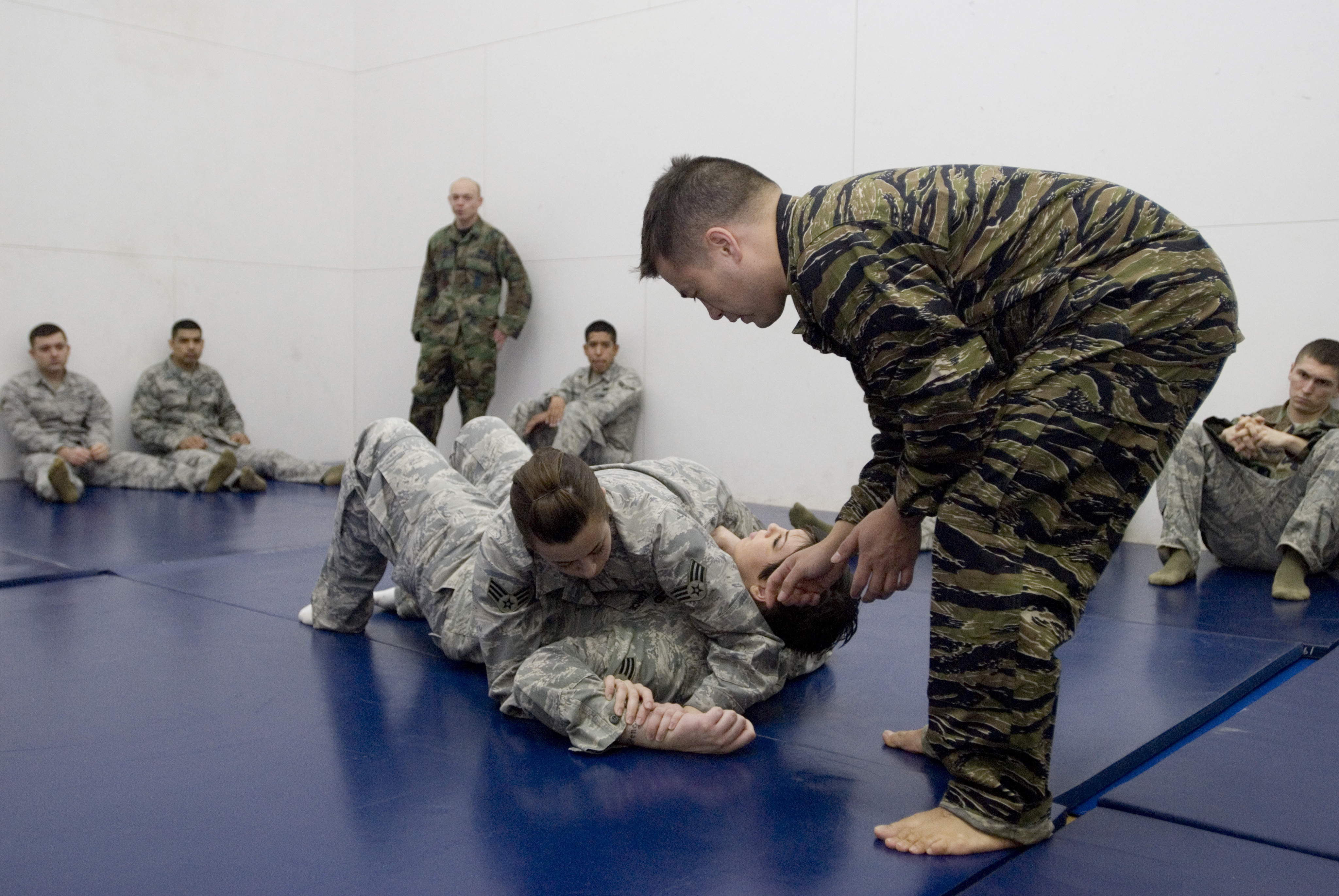

Detta anche Figure Four Armlock, è una variazione della Keylock classica. La tecnica è generalmente applicata su un avversario disteso di schiena, con il praticante sopra di lui, frontalmente, con il suo petto contro quello dell’avversario. 
Spinge un braccio contro la testa dell’avversario, di lato, con il bicipite contro il lato del volto, il gomito contro il collo, e la mano che afferra il polso dell’avversario, piegandolo verso l’alto. Successivamente, porta il suo braccio libero sotto il braccio dell’avversario bloccato, con il bicipite contro il suo bicipite, l’incavo del gomito attorno al gomito, l’avambraccio che passa sotto di esso. La mano fuoriesce ed afferra il polso del braccio che sta piegando quello dell’avversario, stringendo la presa.

#### Mounted Americana
La Mounted Americana, a differenza della classica, viene eseguita frontalmente rispetto all’avversario, che è sempre appoggiato di schiena a terra. Il praticante sale sopra l’avversario e pone i suoi pettorali ed il suo addome contro il petto dell’avversario. Con le sue gambe poi, cerca di bloccare a terra le gambe dell’avversario. Porta le sue braccia davanti e le avvolge intorno ad un braccio dell’avversario. Il bicipite contro ed attorno all’ascella, l’incavo del gomito contro il bicipite e l’avambraccio che passa contro e va sotto il gomito. Il praticante pone il braccio libero di lato rispetto alla testa dell’avversario, il bicipite contro il lato del collo,  il gomito sopra e contro la spalla e l’avambraccio a terra, che afferra il polso dell’avversario e lo piega verso l’alto, con la mano dell’altro braccio afferra l’avambraccio opposto, stringendo la presa.

#### Bottom Americana
È un’Americana eseguita dalla guardia chiusa, con il praticante appoggiato con la schiena a terra e l’avversario sopra di lui, con il suo petto sopra quello del praticante. Si sposta indietro e usa le sue gambe ber bloccare il corpo dell’avversario. Una gamba di lato, la coscia sul lato del pettorale, ed il polpaccio sopra l’anca, mentre l’altra gamba è posta nella parte alta, la coscia sotto e attorno all’ascella ed il polpaccio sopra la schiena. 
Con le sue braccia, il praticante intrappola il braccio più vicino dell’avversario. L’ascella contro il gomito, il bicipite contro il tricipite, e l’avambraccio attorno all’incavo del gomito, con il polso che passa sopra. Con l’altro braccio, posto con il gomito contro la testa dell’avversario, usa la mano per afferrare il polso dell’avversario e piegarlo verso l’alto, mentre con la mano opposta, usata per l’altra presa, passa in avanti ed afferra il suo stesso avambraccio.

#### Half Guard Americana
È molto simile alla Bottom Americana, con il praticante appoggiato di schiena a terra e l’avversario sopra di esso.
Contrariamente all’Americana normale, viene eseguita in modo obliquo e con un maggior uso delle gambe. Il praticante porta una gamba contro il corpo dell’avversario, di lato, con il ginocchio contro l’addome e lo stinco contro la coscia. L’altra gamba blocca la parte alta, la coscia sotto il braccio, il ginocchio contro l’ascella e lo stinco contro il pettorale. Con le mani, intrappola un braccio dell’avversario, e lo porta sotto l’ascella e contro il fianco. L’ascella attorno all’incavo del braccio, il bicipite contro il gomito e l’avambraccio contro il bicipite, con la mano che afferra e stringe la spalla. Con il braccio libero, passa sotto il gomito dell’avversario ed afferra l’incavo del gomito opposto, stringendolo.

#### Bottom Side Control Americana
Il praticante esegue la sottomissione di lato, appoggiato di schiena a terra, con l’avversario sopra di lui. Il praticante si pone lateralmente alla parte alta dell’avversario in modo orizzontale, e cerca di afferrare il suo braccio con le mani. Con un braccio lo intrappola da sopra, il bicipite contro la spalla, l’incavo del gonito attorno al bicipite e l’avambraccio attorno al gomito, con la mano che passa sopra ed afferra l’altro avambraccio del praticante. Il praticante alza l’altro braccio, e afferra il polso dell’avversario, posizionandolo verso l’alto e stringendo la presa.

#### Kimura

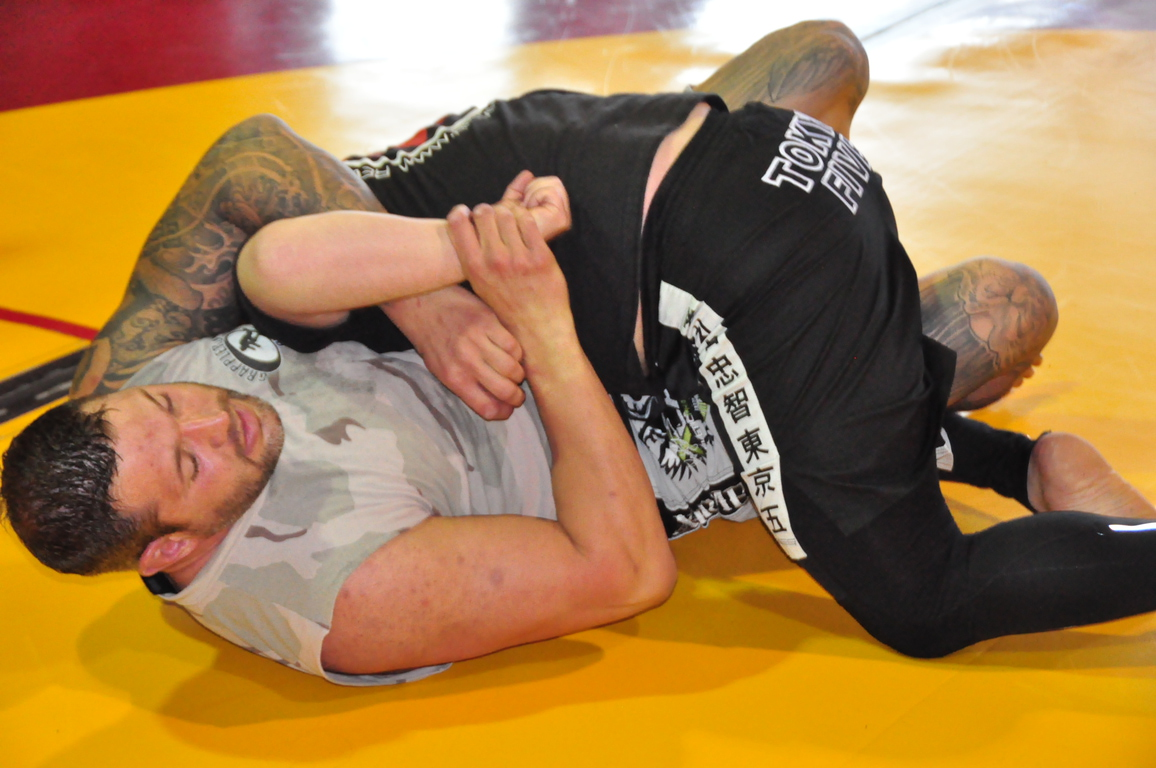

Detta anche Chicken Wing o Double WristLock: termine del Brazilian jiu-jitsu per indicare una torsione mediale del braccio; nel judo viene chiamata gyaku ude garami. L'applicazione è simile a quello della classica wristlock e dell’Americana e Keylock, ma applicata lateralmente. 
Il praticante esegue la mossa da terra, con l’avversario sopra di lui. Per prima cosa, porta le sue gambe attorno al corpo dell’avversario, con le ginocchia contro i suoi fianchi e gli stinchi sopra la schiena. Per iniziare, porta un braccio intorno a quello dell’avversario. La spalla contro la spalla dell’avversario, il bicipite contro la scapola, l’incavo del gomito attorno all’ascella, l’avambraccio contro ed attorno l’incavo del gomito ed il polso contro l’avambraccio. Con l’altra mano, afferra il polso dell’avversario con forza e lo spinge verso il basso, con l’altra mano che fuoriesce da sotto il polso dell’avversario che afferra il polso che stringe la prima presa.

#### Closed Guard Kimura
Questa variante della Kimura viene eseguita dal basso, con il praticante appoggiato di schiena a terra e l’avversario sopra di lui. Il praticante afferra un braccio dell’avversario, e lo tira di lato, portando un braccio sopra ed un braccio sotto ad esso. Il bicipite contro ed attorno alla spalla, l’incavo del gomito attorno all’ascella e l’avambraccio contro il bicipite, con il polso che passa sotto l’incavo del gomito e fuoriesce, così che il praticante possa afferrare il suo avambraccio libero. Con la mano libera, afferra il polso dell’avversario e lo flette, piegandolo verso la direzione opposta. Per completare la presa, spinge una gamba sotto il corpo dell’avversario, con la coscia contro il fianco, il ginocchio contro il pettorale e lo stinco contro l’addome. Infine, passa l’altra gamba da sopra, la coscia contro il fianco, l’incavo del ginocchio attorno all’anca ed il polpaccio sopra la schiena.

#### Crossface Arm Kimura
L’impostazione è quasi la stessa della Kimura dalla guardia chiusa, il praticante a terra e l’avversario sopra. Il praticante applica la Kimura da una posizione obliqua, tirando il braccio dell’avversario più vicino verso di sè ed intrappolandolo con un braccio. Il bicipite contro la spalla, il gomito contro la scapola, l’incavo del gomito attorno al bicipite e l’avambraccio contro l’incavo del gomito, con il polso che passa sotto di esso. Con la mano fuoriuscita, il praticante afferra la sua stessa spalla, mentre, con la mano libera, afferra il polso dell’avversario. Successivamente, avvolge le sue gambe attorno al corpo dell’avversario. Una gamba sotto, con la coscia contro il petto ed il polpaccio contro l’addome, mentre la gamba sopra pone la coscia contro il fianco e lo stinco contro la schiena.

#### Underhook Arm Kimura
Una variante della Kimura dalla mezza guardia, sempre con il praticante appoggiato di schiena e l’avversario che lo attacca da sopra. Il praticante si pone di lato, in posizione obliqua, e afferra un braccio dell’avversario. Prima di applicare la presa però, porta una gamba sopra l’avversario, il quadricipite sotto l’ascella, l’anca contro l’incavo del gomito, la coscia contro e sopra il fianco, il ginocchio contro la scapola ed il polpaccio sopra la schiena. Con l’altra gamba, passa tra le gambe dell’avversario e le spinge, portandole a terra. Successivamente, stringe una presa intorno al braccio con le sue braccia. Porta il bicipite contro il bicipite, l’incavo del gomito attorno all’incavo del gomito e l’avambraccio contro l’avambraccio, vcon il posso che passa oltre. La mano fuoriesce ed il praticante afferra il suo stesso polso, mentre con la mano libera afferra il polso dell’avversario.

#### Top Cross Side Kimura
È una variante eseguita da dietro all’avversario, con il partecipante appoggiato di schiena a terra ed il praticante inginocchiato dal lato della sua testa. Da dietro, il praticante avvicina il suo petto davanti al volto dell’avversario, e posta le sue braccia in avanti. In questo modo, le stringe entrambe attorno al braccio dell’avversario più vicino. L’ascella sopra e contro la scapola, il bicipite contro la spalla, l’incavo del gomito attorno al bicipite, l’avambraccio contro l’incavo del gomito ed il polso contro l’avambraccio. Il praticante usa la sua mano per afferrare il polso dell’altra sua stessa mano libera. Successivamente, pone l’altro braccio davanti, con il gomito contro il fianco e la mano che afferra il polso dell’avversario.

#### Kneeling Kimura Lock
In questa variante, il praticante si inginocchia davanti ad un avversario appoggiato a terra di lato, che gli da la schiena. Il praticante passa in alto e di lato rispetto all’avversario, inginocchiandosi vicino alla sua testa. Il praticante così, può afferrare il braccio dell’avversario con le mani per impostare la Kimura, mettendoli entrambi sotto esso. 
Con un braccio passa sotto, e si alza sopra l’avversario, mettendo la sua testa tra le sue gambe, l’inguine contro la spalla’ l’avambraccio contro il bicipite ed il polso sotto l’ascella, con la mano che afferra il polso dell’avversario. Con l’altro braccio, passa sempre sotto, l’avambraccio contro l’incavo del gomito ed il polso contro l’avambraccio. Con la mano libera, il praticante afferra il suo stesso polso opposto e lo stringe. Per concludere, spinge un ginocchio contro la schiena dell’avversario, mentre l’altro viene posto sul braccio libero dell’avversario, pressando sull’incavo del gomito e distendendo l’intero braccio.

#### Reverse Kimura
Kimura eseguita dalla guardia chiusa, con l’avversario con la schiena a terra ed il praticante che cerca di attaccarlo dall’alto. Il praticante si sposta di lato in orizzontale, e porta le sue gambe attorno ai fianchi dell’avversario, stringendoli. Mentre si gira di lato, porta una gamba contro la pancia dell’avversario, la coscia contro l’addome ed il ginocchio contro in fianco. L’altra gamba passa di sopra, la coscia contro l’addome di lato, l’incavo del ginocchio attorno al fianco, ed il polpaccio sopra la schiena, proprio sotto le scapole. Pone un braccio attorno a quello dell’avversario, l’avambraccio sopra e contro la spalla, il gomito contro la scapola e l’avambraccio contro il deltoide, con la mano che afferra il polso e lo flette verso il basso, piegandolo. Con l’altro braccio, passa sotto, il bicipite contro l’avambraccio, l’incavo del gomito contro l’incavo del gomito e l’avambraccio contro il bicipite. Il praticante usa la sua mano per afferrare il suo stesso bicipite opposto, stringendo la presa.

#### Inverted Kimura
L’inverted Kimura è molto simile alla Kneeling Kimura, ma viene eseguita in modo diverso. Viene sempre impostata dalla guardia chiusa, ma di lato, con il praticante appoggiati di fianco a terra e l’avversario inginocchiato sopra di esso che cerca di attaccarlo. Il praticante porta le sue braccia attorno ad un braccio dell’avversario. Con uno, passa di lato, pone l’incavo del gomito contro il lato del gomito, l’avambraccio contro l’avambraccio, e la mano che afferra il polso e lo stringe. Con l’altro braccio, passa sempre sotto, l’incavo del gomito attorno l’incavo del gomito, l’avambraccio contro l’avambraccio ed il polso contro il polso. Il praticante porta la mano in avanti, e la usa per stringere il suo stesso polso opposto. Infine, porta le sue gambe attorno alla testa dell’avversario. Una passa da sotto, la coscia contro il bicipite e lo stinco contro la scapola. Con l’altro passa da sopra, la coscia contro la spalla, l’incavo del gomito attorno all’ascella, ed il polpaccio steso lungo e contro il fianco, con il piede che spinge contro l’anca.

#### Omoplata

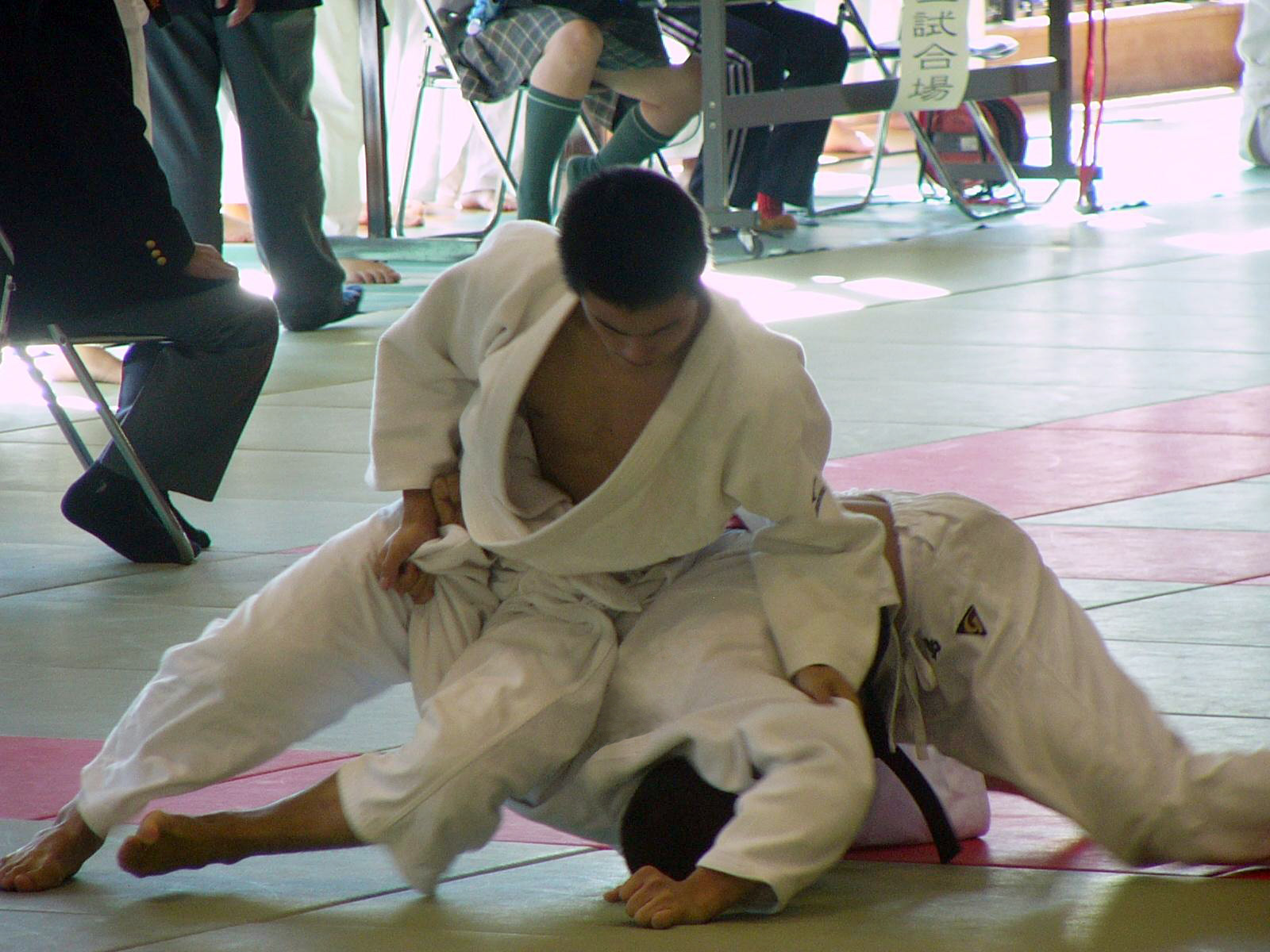

Nel judo viene chiamata ashi garami oppure sankaku garami. L’omoplata è una armlock applicata con le gambe, in maniera simile alla Kimura, ed è una sottomissione piuttosto rara.
Viene eseguita su un avversario inginocchiato, e con le mani per terra, con il praticante che si posiziona lateralmente rispetto a lui, con il suo fianco che tocca con quello dell’avversario. Il praticante porta la schiena indietro, si mette in posizione seduta e con le gambe avanti, che si avvicinano alla testa e al braccio dell’avversario. Successivamente, tenta di intrappolare un braccio dell’avversario sempre tramite le gambe, facendone passare una sopra e portandola indietro, lungo il suo fianco. Il polpaccio contro la parte esterna del bicipite, l’incavo del ginocchio sopra e contro il tricipite, il ginocchio contro la scapola, la coscia attorno all’incavo del gomito, l’anca e il fianco che si stringono attorno all’avambraccio e al polso, portato indietro. Dopo, intrappola il braccio portando l’incavo del ginocchi o libero attorno il gomito, alzandosi in punta di piedi. Infine, porta un braccio sopra la spalla dell’avversario, e lo fa passare sotto l’ascella, intrappolando il bicipite con l’avambraccio e stringendolo. Con entrambe le chiusure applicate, il praticante stringe la presa, esercitandola su ambe le spalle.

#### Monoplata
La Monoplata è una variante della Omoplata, che cerca di ottenere una stretta maggiore sulla spalla, con l’ausilio di entrambe le gambe. Il praticante è posto sopra l’avversario, che invece è appoggiato di schiena a terra. Il praticante poi ruota l’avversario di fianco, sempre rimanendo sopra di lui, e fa passare una gamba attorno al suo braccio, tirandolo fino indietro e bloccandolo contro il suo fianco. La coscia sarà attorno e contro l’avambraccio, il quadricipite contro l’incavo del gomito, l’incavo del ginocchio attorno alla scapola, il polpaccio sopra la spalla ed il collo del piede davanti al volto. Poi, porta l’altra gamba contro lo stesso braccio intrappolato, ma da sotto, con il ginocchio contro l’ascella ed il polpaccio contro il petto. Il praticante si sposta di lato, tirando con se il braccio ed esercitando pressione sulla spalla.

#### Tarikoplata
La Tarikoplata è una presa alla spalla resa popolare dal grappler Tarik Hopstock, cintura nera norvegese di Jiu-Jitsu. La Tarikoplata è una presa alla spalla che può essere impostata da varie posizioni.
Il praticante esegue la massa sopra l’avversario, quasi sedendosi sul suo petto. Per impostare la sottomissione, il praticante porta un braccio intorno al braccio dell’avversario da sotto. Il bicipite contro il bicipite, l’incavo del gomito attorno all’incavo del gomito, l’avambraccio contro l’avambraccio con la mano che fuoriesce da sotto e afferra la sua stessa coscia. La gamba presa passa in avanti e viene implementata nella sottomissione, con la coscia sulla scapola, l’incavo del ginocchio che passa attorno e stringe il polso dell’avversario, il polpaccio contro il fianco. Con la gamba libera poi, passa sopra la testa dell’avversario e stringe l’incavo del ginocchio attorno ad essa.

#### Baratoplata
La Baratoplata, che prende il nome da Rafael “Barata” Freitas, cintura nera brasiliana di BJJ, è un'altra sottomissione applicata alla spalla. La Baratoplata può essere impostata da diverse posizioni, ma principalmente viene eseguita da terra. Il praticante si trova appoggiato di schiena a terra, mentre l’avversario è sopra di lui. Il praticante rompe la guardia dell’avversario, alzando leggermente la schiena e infilando un braccio sotto il suo. Il bicipite contro l’avambraccio, l’incavo del gomito attorno all’incavo del gomito, l’avambraccio contro il bicipite e la mano ed il polso che fuoriescono da sotto. Il praticante afferra la mano fuoriuscita con la mano libera e comincia a stringere. Successivamente, cerca di spostare l’avversario di lato e porta le gambe intorno alla spalla e al braccio intrappolati. Una gamba passerà sotto il braccio e andrà sulla schiena, la coscia sotto l’ascella, il ginocchio contro la spalla ed il polpaccio sopra la schiena. Con l’altra gamba passa sopra la spalla. Pa coscia contro il petto, l’incavo del ginocchio attorno alla spalla ed il polpaccio sopra la scapola. Infine, porta il polpaccio opposto sopra lo stinco e stringe.

### Compressioni

#### Bicep slicer
Una bicep slicer chiamata anche biceps lock o biceps crusher è un blocco di compressione che comporta spingendo i bicipiti nell'omero. Un efficace affettatore bicipite può essere applicato mettendo un braccio o una gamba come fulcro sul braccio dell'avversario all'interno del braccio dal gomito, e flettendo il braccio dell'avversario sopra il fulcro. Ciò comporterà la pressione del bicipite e dell'avambraccio sul fulcro. La bicep slicer diventa più efficace come blocco di compressione quando le parti ossee dell'arto come la tibia o una qualsiasi delle ossa dell'avambraccio sono costretti nei bicipiti dell'avversario. La bicep slicer può anche diventare un potente armlock quando viene applicata in questo modo, perché la leva provoca un allungamento e una tensione di separazione nel gomito, rendendo questa una tecnica legale nella competizione judo. Nelle competizioni Brazilian Jiu-jitsu tuttavia, l'affettatrice bicipite è una tecnica illegale nelle divisioni di livello inferiore di alcuni grandi tornei. In catch wrestling variazione affettatrice bicipite è chiamato short-arm scissors.

## Sottomissioni alle gambe

### Leve

#### Kneebar

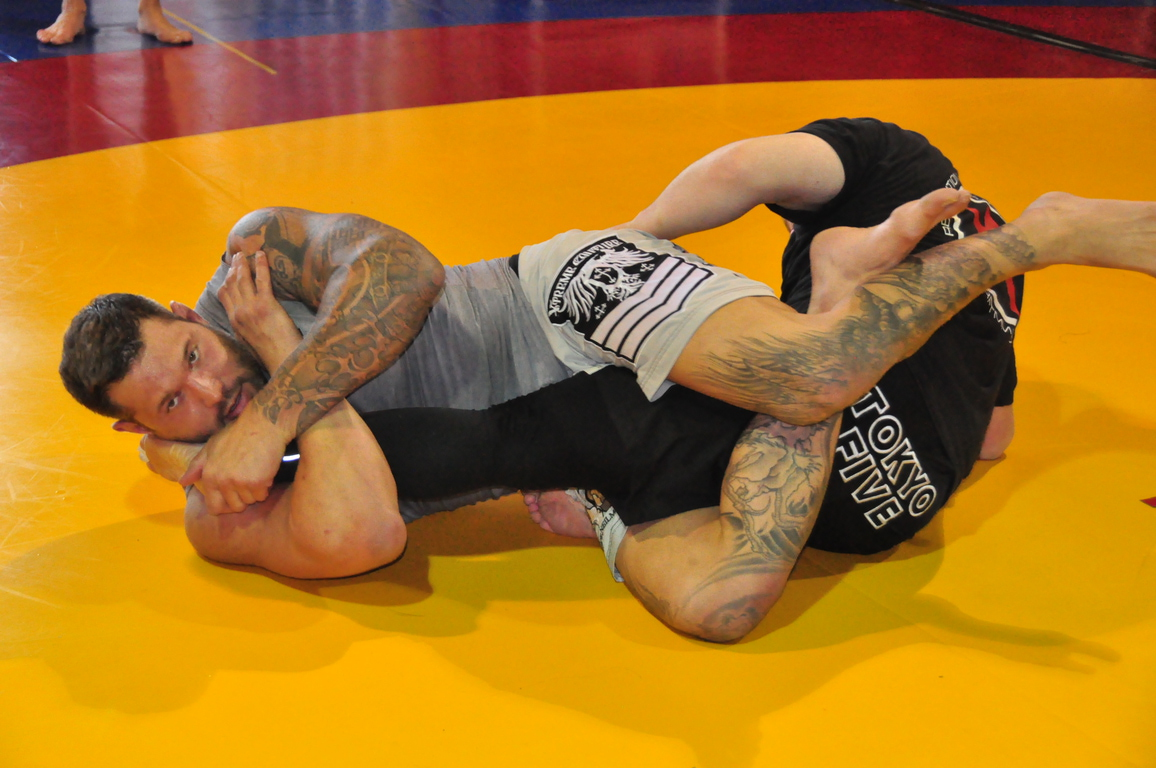

È una leva che iperestende il ginocchio. La tecnica di base del Kneebar è simile a quella di un armbar e viene detta anche hiza-juji-gatame. Il praticante applica la mossa su un avversario sdraiato di schiena, a terra. Il praticante si posiziona di lato, con un fianco a terra e le gambe contro quelle dell’avversario, per poi stringerle intorno ad una gamba dell’avversario. I quadricipiti stretti attorno allo stinco, l’incavo delle ginocchia attorno al ginocchio, i polpacci attorno alla coscia ed i piedi posti contro la parte inferiore della schiena dell’avversario. Con la gamba dell’avversario intrappolata, il praticante la allungherà fino a portarla contro il suo petto, e stringe le braccia attorno al tallone e al collo del piede. Porta il bicipite ed il tricipite attorno al collo del piede per poi toccarsi la spalla oopposta con la mano. Con l’altra mano, afferra la parte bassa del piede e la stringe, mentre allo stesso tempo, le gambe esercitano pressione e flettono il ginocchio dell’avversario.

#### Side Kneebar
È una variante del Kneebar molto comune, ed ha un'impostazione quasi identica al Kneebar classico. L’avversario è appoggiato di schiena a terra, ed il praticante lo attacca dall’alto. Afferra il piede dell’avversario più vicino a lui, lo tira verso di se con le mani. Porta un braccio intorno alla parte bassa del piede, stringendo l’incavo del gomito intorno al tendine, con la mano che passa avanti ed afferra la spalla opposta. Il praticante piega l’altro braccio e afferra la suola dell’avversario, flettendola verso il basso. Successivamente, il praticante si posiziona a terra, orizzontalmente e di lato rispetto all’avversario, portando la gamba intrappolata con se e stendendola di lato.  Infine, stringe le gambe attorno alla gamba dell’avversario, le cosce attorno alla coscia, gli incavi del ginocchio attorno all’anca, i polpacci attorno all’inguine, ed i piedi incrociati sotto il coccige.

#### Straight Kneebar
Kneebar eseguito frontalmente. Il praticante può applicare la mossa da una posizione inginocchiata o seduta, su un avversario appoggiato di lato o di schiena a terra. Il praticate so gira di schiena davanti all’avversario appoggiato a terra, seduto sul suo addome, ed afferra con le mani la gamba sotto di lui e la piega verso l’alto. Afferra con una mano il tendine dell’avversario e con l’altra la suola e le dita del piede, stringendoli. Il praticante si lascia cadere di lato, con il fianco a terra. L’avversario a sua volta, verrà leggermente alzato e posto con il suo fianco a terra. In questi modo, le gambe del praticante saranno frontalmente contro quelle dell’avversario, ed il praticante le stringerà attorno ad una gamba dell’avversario. Una gamba passa da sotto, con la coscia attorno all’anca, l’incavo del ginocchio attorno al femore ed il polpaccio attorno e contro l’inguine. Successivamente, porta l’altra gamba in avanti, la coscia contro la coscia e l’incavo del gomito attorno al collo del piede, stringendolo.

#### Figure Four Kneebar
Vatiante del Kneebar molto simile alla versione classica, con l’avversario appoggiato di schiena terra ed il praticante inginocchiato, con il volto rivolto contro le gambe e le sue gambe contro il corpo dell’avversario. Il praticante afferra la caviglia ed il tallone dell’avversario contemporaneamente con le mani, e le stringe con forza, flettendolo di lato. Con le gambe poi, blocca entrambe le gambe dell’avversario. Porta una sua gamba all’interno di quelle dell’avversario, la coscia contro il polpaccio della gamba inferiore, il ginocchio contro l’incavo del ginocchio inferiore, e lo stinco contro la coscia inferiore. Nel frattempo pone il polpaccio contro l’inguine della gamba superiore, l’incavo del ginocchio attorno al femore superiore, ed il polpaccio contro l’incavo del ginocchio superiore. La gamba superiore, viene così stesa e tirata verso il praticante tramite il piede. Infine, il praticante porta la gamba libera sopra la gamba superiore, la coscia contro il ginocchio, l’incavo del ginocchio attorno al collo del piede inferiore, che viene piegato in alto dall’altra gamba. Il praticante porta il polpaccio attorno al malleolo della sua stessa gamba usata per la presa precedente, e lo stringe. Così, il ginocchio superiore dell’avversario viene stretto, tirato e disteso.

#### Reverse Kneebar
È un Kneebar che applica una presa diversa rispetto all’originale, ma sempre frontalmente. Il praticante si trova sopra un avversario appoggiato di schiena a terra. Il praticante afferra le cosce dell’avversario e le porta verso l’alto, prende una gamba e la piega, con la coscia spinta e piegata contro l’anca, il ginocchio piegato, lo stinco contro l’addome ed il tallone contro l’anca opposta. Il praticante alza l’altra gamba e la estende verso l’alto, spingendo la coscia contro il tendine dell’altra gamba. Con le mani, afferra il piede e lo tira verso di sè. In questo modo, pone le gambe sopra e attorno alla gamba piegata dell’avversario. Pone la coscia contro lo stinco, l’incavo del ginocchio sopra e attorno al ginocchio, ed il polpaccio sopra e contro il lato dello stinco, con il piede che spinge contro l’addome. Con l’altra gamba, intrappola il piede della stessa gamba bloccata, pone la coscia contro il collo del piede, l’incavo del gomito sopra e attorno alla tibia, il polpaccio contro la caviglia ed il piede di lato e contro all’anca. Infine, si lascia cadere di dietro mantenendo la presa e appoggiandosi con la schiena a terra. Con le mani, lascia la presa sulla gamba dell’avversario, ma anziché stringerlo nella presa classica, afferra con una mano il retro del tacco e con l’altra il perone. Lo tira e lo spinge verso l’alto.

#### Inverted Kneebar
È un Kneebar eseguito su un avversario in piedi, o ancora meglio, inginocchiato. Il praticante è posto con la schiena a terra, e le sue gambe contro quelle dell’avversario. Il praticante afferra un piede dell’avversario. Pone un braccio intorno al piede, il bicipite contro il collo del piede, l’incavo del gomito attorno al tendine e l’avambraccio contro la caviglia, per poi afferrare con la mano la sua spalla. Con l’altra mano, afferra il tacco del piede e lo stringe. Tira il piede in avanti, stendendola e allungandola verso di sè. Infine, stringe le sue gambe attorno alla gamba dell’avversario. Con una gamba, pone l’inguine contro il coccige, la coscia attorno all’inguine, l’incavo del ginocchio attorno al quadricipite ed il polpaccio attorno all’anca. Poco dopo, con l’altra gamba, pone la coscia contro il femore, l’incavo del ginocchio attorno al tendine della sua stessa gamba opposta, ed il polpaccio contro il tallone.

#### Dogbar
Questa variante del Kneebar viene eseguita frontalmente rispetto all’avversario, ed implementa l’utilizzo delle gambe al posto delle braccia per bloccare il ginocchio dell’avversario. L’avversario si trova appoggiato con la schiena a terra ed il praticante si trova sopra di lui. Per prima cosa si inginocchia, pone la sua testa sul petto dell’avversario ed afferra le sue gambe. Con un braccio afferra una gamba, pone l’avambraccio attorno all’anca, l’incavo del gomito contro l’inguine, il bicipite contro l’incavo del ginocchio e la spalla contro il polpaccio.  Usa l’altro braccio per intrappolare l’altra gamba, però lo stringe completamente solo attorno alla coscia, stendendo la gamba e facendola passare tra le sue gambe. Lì, stringe le cosce attorno al femore inferiore, le ginocchia intorno all’incavo del ginocchio. Con una gamba, stringe l’incavo del ginocchio intorno al tendine dell’avversario, e pone il polpaccio dell’altra gamba contro la sua stessa tibia, stringendo la gamba dell’avversario come in una Triangle.

#### Half Scissor Dogbar
Chiamato anche Inverted Kneebar from Half Scissoor, è una versione del Dogbar applicata in maniera inversa, utilizzando sempre le gambe per attuare la manovra, ma da sotto. Il praticante si trova appoggiato con la schiena a terra, e l’avversario si trova inginocchiato sopra di lui. Il praticante si muove in avanti e pone la testa contro il lato dell’addome dell’avversario, e con le braccia, afferra la gamba più vicina. Con entrambe le braccia imposta la presa, i bicipiti contro e attorno all’anca e all’inguine, l’incavo dei gomiti attorno al femore, e gli avambracci sopra e contro il quadricipite. Unisce le sue mani e le stringe, spingendole contro la coscia. Con le gambe, intrappola la parte della gamba scoperta, le cosce attorno e contro il ginocchio, le ginocchia piegate e spinte tra di loro, ed i polpacci incrociati attorno al polpaccio dell’avversario, stringendolo e portandolo verso il basso.

#### Single Leg Crush
L'aggressore fa perno sulla gamba destra descrivendo con la sinistra, sopra l'avversario, un grande semicerchio in avanti e verso destra. Egli è obbligato a seguire il movimento e fa perno sul fianco sinistro per ritrovarsi di nuovo a pancia in giù. L'esecutore, con le gambe piegate, si piega all'indietro senza arrivare a sedersi sui lombi del nemico. Non deve mai essere sbilanciato in avanti poiché rischierebbe di essere spinto indietro.

#### Double Leg Crush
Segue lo stesso principio del Single Leg, ma implica l'uso di entrambe le gambe del nemico, con l'aggressore che fa perno su di esse. Con l'avversario rimasto a pancia a terra, l'esecutore si piega in avanti tirando entrambe le gambe dell'avversario verso l'alto, evitando di sedersi sulla sua schiena.

#### Leg Winding
L'aggressore mette la sua gamba destra dietro la gamba destra dell'avversario, in modo che entrambe le ginocchia siano in contatto, accetta la pressione all'indietro e sta cadendo all'indietro, qui tira il nemico con il braccio destro, mentre il suo braccio sinistro lo spinge verso destra; La spalla destra dell'esecutore è sempre davanti alla spalla destra dell'avversario. Allo stesso tempo l'esecutore ha agganciato il suo piede sinistro davanti al collo del piede e al lato della parte posteriore della caviglia destra del nemico. Con la gamba sinistra come fulcro intervallato, l'aggressore da un giro a destra prima del nemico, che giace sull'addome; poi tira indietro il braccio destro, con la parte inferiore della gamba destra ferma, come nello stato, nel ginocchio destro dell'avversario. L'aggressore attacca con la mano sinistra il collo del piede destro del nemico, e previene la parte inferiore della gamba in direzione della sua coscia. La leva ha un effetto immediato sul ginocchio.

#### Knee Entanglement
In questo momento l'aggressore fa scivolare la gamba destra sotto il polpaccio del nemico e mentre si abbassa e allunga la gamba sinistra irrigidita, con il piede sempre ad angolo retto per impedire all'avversario di districarsi.
Vi sono quindi contemporaneamente compressione molto dolorosa del polpaccio e allungamento della caviglia.

#### Entangled Leg Dislocation
L'avversario è supino e l'aggressore è alla destra della sua gamba destra, (rivolto nella stessa direzione) con il ginocchio sinistro a terra e quello destro sollevato. L'aggressore fa scivolare il polso destro sotto la caviglia destra del nemico. Mette il palmo della mano sinistra sul collo del piede destro dell'avversario e il palmo della mano destra sul proprio polso sinistro.  L'esecutore quindi effettua con i polsi una flessione verso il basso che provoca la distorsione per torsione della caviglia del nemico.

#### Banana Split
La Banana Split è una sottomissione originaria del 10th Planet Jiu Jitsu, una forma di Brazilian Jiu Jitsu senza il Gi, innovato dal grappler Eddie Bravo. Il modo più comune per ottenere la banana split è dalla posizione di blocco. L’atleta che applica la sottomissione fa passare una delle sue gambe sotto la coscia dell’avversario, mentre l’altra gamba passa sopra la coscia e pone il suo polpaccio nello stinco dell’avversario, per poi unire le sue gambe e applicare pressione sulla gamba dell’avversario. Successivamente, afferra l’altra gamba dell’avversario con entrambe le sue mani per poi tirarla indietro, verso di se, bloccando anche il ginocchio. Applicando la costrizione ad entrambe le gambe, l’avversario è forzato in una spaccata.

#### Suloev Stretch
Il Suloev stretch è una variante del Kneebar, applicato per la prima volta dal lottatore Amar Suloev.
Per eseguire la sottomissione, il praticante deve partire da dietro, cercando di controllare la schiena dell’avversario, tramite una posizione “Back Mount”. Quando l’avversario cerca di liberarsi della mount tramite la posizione tripode, porta sui piedi e sulle mani.  Il praticante così può afferrare con entrambe le mani il tallone dell'avversario e tirare la sua gamba verso il petto. Oppure può agganciare la gamba usando l'avambraccio e tirarla verso il petto.
Per concludere lo stretch, tira il petto mentre spinge i fianchi verso il basso sui quadricipiti dell'avversario. Questi movimenti, eseguiti all'unisono, esercitano una pressione estrema sui muscoli posteriori della coscia dell'avversario e persino sul ginocchio.

### Chiavi

#### Ankle lock

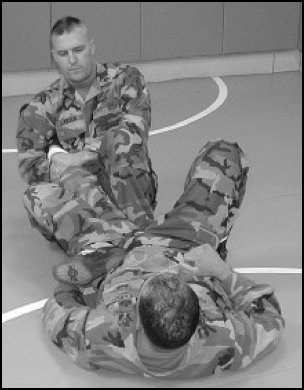

È una mossa molto simile al kneebar, ma eseguita in maniera diversa, che non esercita pressione sul ginocchio, ma bensì sulla caviglia. Applicata sempre ad un avversario seduto, il praticante pone le sue gambe contro l’addome dell’avversario, e cerca di intrappolare una delle sue gambe. Gli stinchi che spingono contro l’inguine, gli incavi delle ginocchia attorno alla coscia, i quadricipiti stretti attorno al ginocchio, ed il polpaccio che va oltre il fianco. Porta un braccio attorno alla parte inferiore della gamba dell’avversario, l’avambraccio contro il polpaccio basso, l’incavo del gomito attorno alla caviglia, il bicipite contro il collo del piede e la parte bassa del piede sotto l’ascella, che lo stringe. Con la mano libera afferra il collo del piede scoperto e lo pressa, stringendolo e spingendolo di lato con il braccio allo stesso tempo.

#### Straight Ankle Lock
È una variante dell’Ankle Lock, ma eseguita frontalmente rispetto all’avversario. Il praticante e l’avversario sono entrambi in posizione seduta, con le gambe distese le une verso le altre. Il praticante usa le sue gambe per avvolgerle attorno ad una gamba dell’avversario, ed isolarla per eseguire la sottomissione. Le cosce attorno al ginocchio, gli incavi delle ginocchia attorno alla coscia, i polpacci incrociati sul quadricipite ed i poedi spinti contro l’anca. Il praticante tira verso di se il piede dell’avversario, con l’ascella che stringe il collo del piede, l’incavo del gomito attorno al basso polpaccio, l’avambraccio contro il retro del tallone con la mano che fuoriesce da sotto ed afferra la mano opposta che si avvicina. Il praticante sposta tutto il suo peso sul fianco, e di conseguenza anche la forza della presa, chiudendola ulteriormente e stringendo la caviglia.

#### Standing Ankle Lock
È una variante della Ankle Lovk eseguita su un avversario in piedi, con il praticante posizionato a terra e l’avversario che cerca di attaccarlo dall’alto. Il praticante afferra un piede dell’avversario con le mani e lo tira verso di sè, per poi portarlo sotto il braccio e stringerlo. Con un braccio passerà sotto, il bicipite contro lo stinco, l’incavo del gomito attorno al polpaccio, l’avambraccio attorno al tendine. Con la mano, invece il praticante afferra la sua stessa spalla opposta. Il praticante usa il braccio libero e pone l’ascella attorno al perone, il bicipite contro la caviglia, l’incavo del gomito attorno alla mano che stringe la spalla e l’avambraccio contro la tibia, con la mano che afferra il bicipite opposto. Infine, con le gambe intrappola la gamba dell’avversario, mantenendolo in piedi. Una gamba passa dall’interno, la coscia contro il ginocchio, il ginocchio contro la coscia e lo stinco contro l’inguine. Con l’altra gamba, passa dall’esterno, la coscia contro il polpaccio, il ginocchio contro il lato del ginocchio, il polpaccio contro il lato del femore ed il piede che spinge contro l’addome laterale.

#### Short Straight Ankle Lock
È una variante della Straight Ankle Lock, ma eseguita spostandosi di fianco. La mossa viene impostata come una Ankle Lock classica, il praticante e l’avversario seduti uno di fronte all’altro. Il praticante afferra un piede dell'avversario e lo tira verso di sé. Successivamente, porta il piede sotto il suo braccio, e lo stringe.  L’ascella attorno al perone, il bicipite contro la caviglia, l’incavo del gomito attorno al tallone e l’avambraccio attorno al tendine, portando la mano in avanti e di lato, sotto il pettorale. Con l’altra mano, afferra la mano contro il pettorale e la tira, stringendola. Il praticante si sposta di lato e si appoggia di fianco a terra, verticalmente rispetto all’avversario. Infine, usa le sue gambe per intrappolare la gamba dell’avversario,  le cosce attorno allo stinco,  le ginocchio attorno al ginocchio ed i polpacci attorno alla coscia.

#### Ashi Ankle Lock
È molto simile alla Straight Ankle Lock classica, ma impiega una presa più simile alla versione Belly Down, ma senza spostarsi di fianco. Sempre eseguita con il praticante e l’avversario seduti uno davanti all’altro, comincia con il praticante che afferra il piede dell’avversario con il suo braccio e lo porta sotto l’ascella. Il bicipite contro la fibula, l’incavo del gomito attorno al malleolo, il tricipite contro la caviglia e l’avambraccio attorno al tendine, con la mano posta contro l’addome. Con la mano libera, afferra la mano sopra l’addome e la tira di lato. Infine, intrappola la gamba dell’avversario con le gambe, pone i femori contro il polpaccio, gli incavi delle ginocchia sopra il ginocchio ed i polpacci incrociati sopra la coscia.
Il praticante piega la schiane indietro tirando con sé il piede e la gamba dell’avversario.

#### Inverted Ankle Lock
È una sottomissione che implica l’utilizzo di una presa simile ad una rear naked choke, ma applicata attorno al piede e la parte bassa della gamba. Viene impostata con il praticante seduto davanti all’avversario seduto. Il praticante comincia prendendo il piede dell’avversario con le mani, girarlo di lato e spingerlo contro il fianco. Il praticante porta un braccio sotto la parte inferiore della gamba dell’avversario, pone il bicipite sopra e contro lo stinco, l’incavo del gomito attorno al polpaccio, l’avambraccio intorno alla tibia, e la mano che fuoriesce da sotto. Con la mano, afferra il suo bicipite opposto. Dopo, con l’altro braccio, stringe il piede girato di lato contro il fianco. L’ascella sopra e attorno alla caviglia, il bicipite contro il tacco, e l’avambraccio sopra e contro il lato dello stinco, con la mano che afferra la spalla opposta. Infine, porta le sue gambe attorno alla gamba dell’avversario, le ginocchia contro l’incavo ed il lato del ginocchio e gli stinchi incrociati intorno al quadricipite.

#### Reverse Ankle Lock
È una Ankle Lock eseguita in modo inverso, con il praticante seduto, che dà la schiena ad un avversario, sempre seduto. Il praticante si siede sopra una gamba dell’avversario, afferra il piede con le mani, e lo porta in alto, sotto il suo pettorale. Fa passare la gamba dell’avversario tra le sue gambe e la tira in alto, portando poi un braccio sopra di esso, e lo stringe. Il piede viene messo in modo verticale vicino e contro il fianco, pone l’ascella contro e attorno alle dita, il bicipite contro e attorno al lato della pianta, l’incavo del gomito sotto ed attorno al tendine e l’avambraccio attorno alla tibia, con la mano che passa in avanti e viene posta contro il diaframma. Con l’altra mano, afferra la mano sotto il pettorale e la stringe. Infine, stringe le gambe intorno alla gamba dell’avversario, con i femori contro i lati dello stinco, le ginocchia contro i lati del ginocchio, ed i polpacci incrociati sopra la coscia.

#### Aoki Lock
L'Aoki Lock è una variazione della straight ankle lock, che applica una torsione della caviglia leggermente diversa. Il praticane e l’avversario si ritrovano uno seduto davanti all’altro, con le loro gambe che si incontrano. Il praticante porta le sue gambe intorno ad una gamba dell’avversario, e la sposta si lato. I polpacci stretti attorno alla coscia, le ginocchia contro i lato del ginocchio, le cosce attorno ad il polpaccio, ed il piede dell’avversario spinto contro il pettorale del praticante. Il praticante tira il piede dell’avversario verso di se e lo intrappola, stendendosi di lato. L’avambraccio contro il tallone, l’incavo del gomito attorno il collo del piede, ed il bicipite contro la parte superiore del piede, che viene stretta dall’ascella. Con la mano libera, afferra la caviglia dell’avversario e la stringe, con l’altra mano che fuoriesce da sotto il tallone e afferra l’avambraccio opposto, stringendolo.

#### Heel Hook

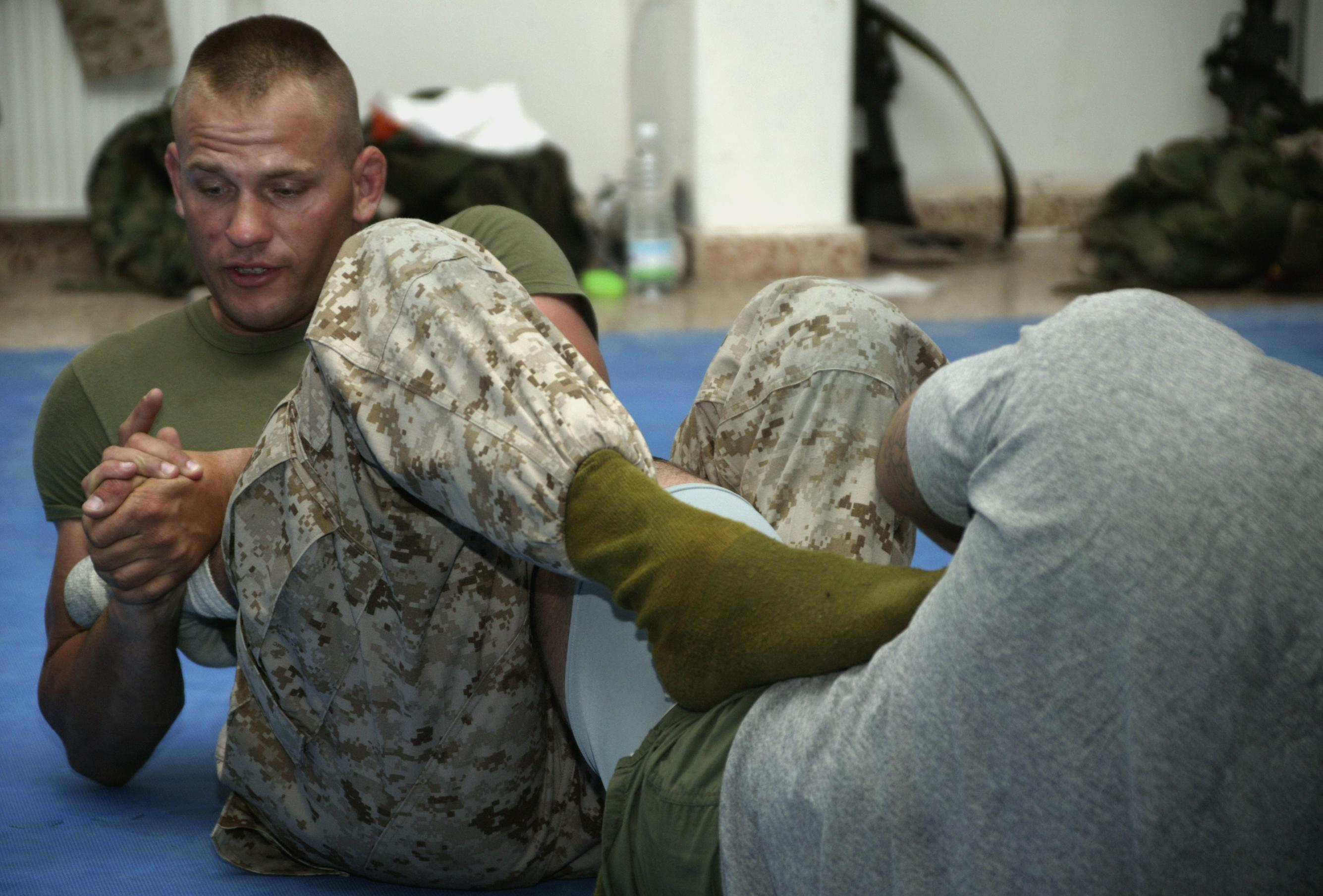

Simile alla Ankle Lock e al Kneebar, ma sempre applicata alla caviglia, e da una posizione diversa rispetto alle precedenti. Il praticante imposta la mossa da sotto all’avversario, con lo stesso appoggiato di fianco a terra, mentre il praticante si trova opposto a lui, con le sue gambe che toccano contro quelle dell’avversario. Per iniziare la mossa, porta le sue gambe attorno ad una gamba dell’avversario, spingendole ben oltre, fino a toccargli il pettorale con i suoi piedi. Gli incavi delle ginocchia attorno all’anca, le cosce strette attorno al quadricipite, e l’inguine contro l’incavo del ginocchio. Successivamente, porta il polpaccio verso e contro il suo fianco, mettendolo sotto il suo braccio. Stringe il bicipite attorno alle dita, l’incavo del gomito attorno al tallone, e l’avambraccio contro il collo del piede. Infine, unisce entrambe le sue mani e le stringe, spingendo la caviglia contro il suo fianco e pressandola lateralmente.

#### Inside Heel Hook
Variante della Heel Hook, eseguita su un avversario in piedi. La sottomissione viene sempre impostata da terra, con l’avversario appoggiato di schiena a terra e l’avversario sopra di lui, alzato. Il praticante passa dietro all’avversario e afferra uno dei suoi piedi, lo tira verso di sè e lo intrappola con le sue braccia. Uno passa di sotto, l’ascella attorno alle dita, il bicipite contro ed attorno la suola, l’incavo del braccio attorno al lato del piede, l’avambraccio contro il tacco,  ed il polso contro il tallone. L’altro braccio invece, stringe l’incavo del gomito e l’avambraccio attorno e contro la tibia. Unisce entrambe le mani afferrando entrambi i propri polsi e stringe la presa. Con le gambe, afferra ed intrappola la gamba dell’avversario, con l’inguine contro il polpaccio, la coscia contro ed attorno all’incavo del ginocchio, l’incavo del ginocchio intorno al lato del ginocchio, ed il polpaccio contro il ginocchio. Invece l’altra gamba intrappola la parte bassa della gamba, stringendosi tutta attorno al polpaccio e allo stinco.

#### Corkskrew Heel Hook
Molto simile alla Heel Hook classica, ma attua una presa diversa. L’impostazione è la stessa, con l’avversario ed il praticante seduti l’uno davanti all’altro.  Il praticante si piega leggermente di lato ed afferra un piede dell’avversario, portandolo contro il suo fianco e sotto la sua ascella. Il bicipite sopra e contro la suola, l’incavo del gomito ed il tricipite sotto e attorno al tacco,  ed il polso contro il tendine. Con l’altra mano, si avvicina al piede, pone il polso contro il perone e afferra l’altra mano, stringendole dietro e contro il tendine. Con le gambe, chiude la gamba dell’avversario in una chiave, una passa dall’interno ed una dall’esterno. Le cosce contro il polpaccio, gli incavi delle ginocchia attorno al ginocchio ed i polpacci incrociati sopra la coscia.

#### Outside Heel Hook
Molto simile alla Heel Hook classica, questa variante viene impostata a partire dalla stessa posizione, con il praticante e l’avversario seduti uno di fronte all’altro, con le loro gambe che si incontrano. Il praticante afferra con le mani un piede dell’avversario e lo porta sotto il suo braccio, di lato. Le dita sotto l’ascella e contro il fianco, il bicipite contro la suola, l’incavo del gomito intorno al tacco e l’avambraccio dietro e contro il tendine. Con l’altro braccio, porta il bicipite contro e attorno allo stinco, l’incavo del gomito attorno alla tibia laterale e l’avambraccio contro e attorno alla fibula posteriore. Infine, userà le mani per afferrare i suoi stessi polsi e stringerà la presa, piegandosi leggermente di lato e tirando il piede nella stessa direzione. Con le gambe, effettua una presa alla gamba dell’avversario, l’inguine sopra e attorno al polpaccio, le cosce contro l’incavo del ginocchio ed il ginocchio frontale, ed i polpacci incrociati attorno al femore.

#### Reaping Heel Hook
È una variante dell’Outside Heel Hook, che impiega una presa leggermente diversa. Il praticante si trova sempre davanti ad un avversario seduto, con le sue gambe che incontrano quelle del praticante. Il praticante afferra un piede dell’avversario e lo gira verso di sé, di lato. Porta il braccio sulla parte inferiore della gamba da sopra, il bicipite contro lo stinco, il gomito contro il polpaccio, l’avambraccio dietro e contro il tendine ed il polso contro il tacco. Con la mano, afferra il suo bicipite opposto, e spinge in piede sotto l’ascella opposta. Le dita saranno sotto l’ascella, di lato, il bicipite contro la suola. Il praticante avvolge l’incavo del gomito attorno al polso che si trova contro il tacco, l’avambraccio contro l’avambraccio, e con la mano afferra il tricipite. Con le gambe, afferra la gamba dell’avversario. Pone l’inguine attorno e contro al polpaccio, le cosce attorno all’incavo del ginocchio, e gli incavi delle ginocchia attorno alla coscia.

#### Z Lock
È una sottomissione applicata al ginocchio, simile ad un misto tra un Kneebar e una Ankle Lock, che viene applicata ad entrambe le gambe, formando una specie di Z attraverso l’incrocio degli arti impiegati per la sottomissione.
Viene applicata principalmente a terra, con il praticante e l’avversario seduti frontalmente uno davanti all’altro. Il praticante porta le sue gambe contro quelle dell’avversario, e cerca di portarle intorno ad esse. Stringe una gamba attorno a quella dell’avversario, con il polpaccio sopra e contro il quadricipite, l’incavo del ginocchio contro l’incavo del ginocchio, la coscia contro il polpaccio, portato in alto. Con un braccio, il praticante stringe il collo del piede e la caviglia con l’incavo del gomito. Successivamente, prende l’altra gamba dell’avversario e la tira verso di se, spingendogli l’incavo del ginocchio contro il collo del piede dell’altra gamba, e stringe il suo piede sotto l’ascella, con il polso, l’incavo del gomito e l’avambraccio chiusi attorno al collo del piede. Infine, spinge il suo quadricipite contro lo stinco dell’altra gamba dell’avversario, esercitando pressione sia sulle ginocchia che sulle caviglie.

#### Toe hold

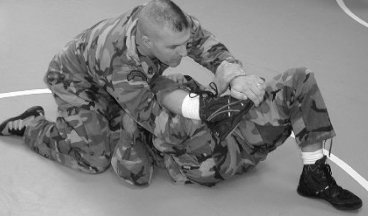

Detta anche ashi-dori-garami, è un tipo di iperestensione della caviglia.
Il suo meccanismo è simile a quello della kimura. Il praticante si pone di fianco opposto all’avversario, anch’esso con la schiena appoggiata a terra, con le gambe poste contro quelle dell’avversario. Per impostare la sottomissione, il praticante intrappola una delle gambe dell’avversario con le sue gambe, ma non avvolge il piede sotto l’ascella. Pone le cosce attorno allo stinco, il lato delle ginocchia contro il ginocchio,  ed i polpacci attorno alle cosce, con un piede sul fianco e sull’inguine. Afferra uno dei piedi con il suo braccio, pone il bicipite contro il tallone, l’incavo del gomito intorno al tendine, e l’avambraccio attorno al collo del piede, con la mano che passa sopra e afferra il bicipite opposto. Con l’altro braccio, il praticante porta l’incavo del gomito intorno al polso, afferra le dita e la parte inferiore del piede dell’avversario e le pressa in avanti con forza, aumentando la presa con l’altro braccio.

#### Standing Toe Hold
È una Toe Hold eseguita dall’alto, con l’avversario appoggiato di schiena a terra, ed il praticante in piedi, alzato e posto sopra di lui. Il praticante porta una delle sue gambe tra quelle dell’avversario, porta l’incavo del ginocchio attorno la coscia dell’avversario, abbassa il ginocchio e spinge lo stinco contro l’addome, ma senza piegarlo troppo. Con l’altra gamba, blocca l’altra gamba dell’avversario dall’esterno, spingendo la coscia contro il ginocchio ed il polpaccio contro la coscia. Il praticante si piega leggermente in avanti, e con una mano afferra il piede dell’avversario, lo tira di lato, e poi afferra tutte le dita del piede dell’avversario e le spinge verso il basso. Poco dopo porta l’altro braccio attorno alla prima gamba intrappolata. Il bicipite sopra e contro il tendine, l’incavo del gomito attorno al collo del piede’ l’avambraccio contro la tibia ed il malleolo. Con la mano, afferra la mano che stringe le dita dell’avversario. Con entrambe le mani, tira il piede di lato, stringendolo verso il basso.

#### Corkscrew Toe Hold
È molto simile alla Standing Toe Hold, ma viene eseguita dal basso. Il praticante e l’avversario si trovano uno seduto di fronte all’altro, con le loro gambe le une davanti alle altre. Il praticante porta una delle sue gambe tra quelle dell’avversario, sopra una coscia e finoltre il fianco. Pone la coscia contro l’inguine, l’incavo de ginocchio intorno all’anca ed il polpaccio laterale contro il ginocchio. Con l’altra gamba, si poggia con la coscia ed il ginocchio a terra, distende il polpaccio e pressa il piede contro l’incavo del ginocchio della gamba intrappolata. Successivamente, il praticante afferra il piede della gamba libera dell’avversario e la piega verso di sè, e porta l’incavo del ginocchio ed il polpaccio dell’avversario sopra la sua stessa coscia, tirandola. Con un braccio, pone il bicipite contro il polpaccio, l’incavo del gomito attorno al tendine e l’avambraccio sopra il malleolo. Con la mano, afferra le dita dell’avversario e le spinge in basso, stringendole.
Infine, porta il braccio libero in avanti, e pone il polso sotto la suola del piede, con la mano che afferra il perone e lo stringe.

#### Paper Cutter Toe Hold
La Paper Cutter Toe Hold viene eseguita in maniera simile ad una Straight Ankle Lock, ma ovviamente, l’articolazione ricercata dalla mossa è diversa. Il praticante e l’avversario si trovano seduti l’uni davanti all’altro, con le loro gambe distese in avanti, le une contro le altre.
Il praticante afferra un piede dell’avversario con le sue braccia. Un braccio passerà sotto di esso, con il bicipite contro lo stinco, l’incavo del gomito attorno al tendine, l’avambraccio contro e sopra il collo del piede ed il polso contro il perone. Con il braccio libero, si avvicina al piede, porta il gomito sotto e contro il tacco, l’avambraccio contro la suola ed il polso sopra le dita, con la mano che afferra l’altra mano sopra il piede, stringendole, e pressando in basso le dita contro il braccio opposto. Successivamente, il praticante usa le sue gambe per intrappolare la gamba dell’avversario. Una passa tra le gambe dell’avversario, la coscia contro il coccige, l’incavo del ginocchio attorno all’inguine, passando sopra, con il polpaccio contro l’addome e lo stinco contro l’anca. Con la gamba libera, passa dall’esterno attorno alla gamba intrappolata, la coscia sopra e contro la coscia dell’avversario, il ginocchio sotto l’ascella e lo stinco contro la scapola. Il praticante si appoggia con il fianco a terra, stringe la presa con le gambe, e porta in basso il piede con le mani, stringendo le dita.

#### Omoplata Toe Hold
Questa sottomissione è l’insieme di una Omoplata mischiata con una Toe Hold classica. La mossa viene impostata dalla guardia chiusa, con il praticante di schiena a terra e l’avversario inginocchiato sopra di lui. Il praticante si sposta attuando un’inversione, pone le sue gambe contro la parte alta dell’avversario, e la sua testa vicino alle gambe dell’avversario, stendendosi in verticale di lato all’avversario. Stringe le sue gambe attorno ad un braccio dell’avversario, intrappolandolo. Una gamba passa dall’interno, la coscia contro l’ascella, l’incavo del ginocchio attorno alla scapola ed il polpaccio attorno alla spalla, con il piede che si allunga lateralmente. Con l’altra gamba, stringe l’incavo del ginocchio attorno allo stinco dell’altra gamba, stringendolo. Con la gamba dell’avversario intrappolata, il praticante afferra il piede dell’avversario più lontano rispetto a lui. Con una mano, afferra tutte le dita del piede dell’avversario e le pressa verso il basso, stringendole. Successivamente, pone un braccio attorno al piede e lo flette verso di sé, l’incavo del gomito attorno al tendine ed il polso contro la caviglia. Il praticante afferra con la mano il suo stesso polso opposto, stringendo il piede, tirandolo verso di sé e pressandolo in basso.

#### Electric Chair
Questa sottomissione implica avere un avversario intrappolato nella posizione di blocco del bjj, in quanto ciò aiuterà ad allungare l'avversario rendendo più facile fissare la gamba opposta. Con il blocco assicurato, il praticante raggiungerà sotto la gamba opposta dell'avversario e assicurerà una presa attorno alla sua coscia.

#### Banana Split Hip Lock
Il banana split è un blocco dell'anca che di solito inizia dalla posizione della tartaruga. Richiede al praticante di intrappolare una delle gambe dell'avversario con le proprie gambe e l'altra gamba con le proprie braccia. Ciò consente al praticante di estendere le gambe l'una dall'altra e creare un doloroso blocco dell'anca.

### Compressioni

#### Achilles lock

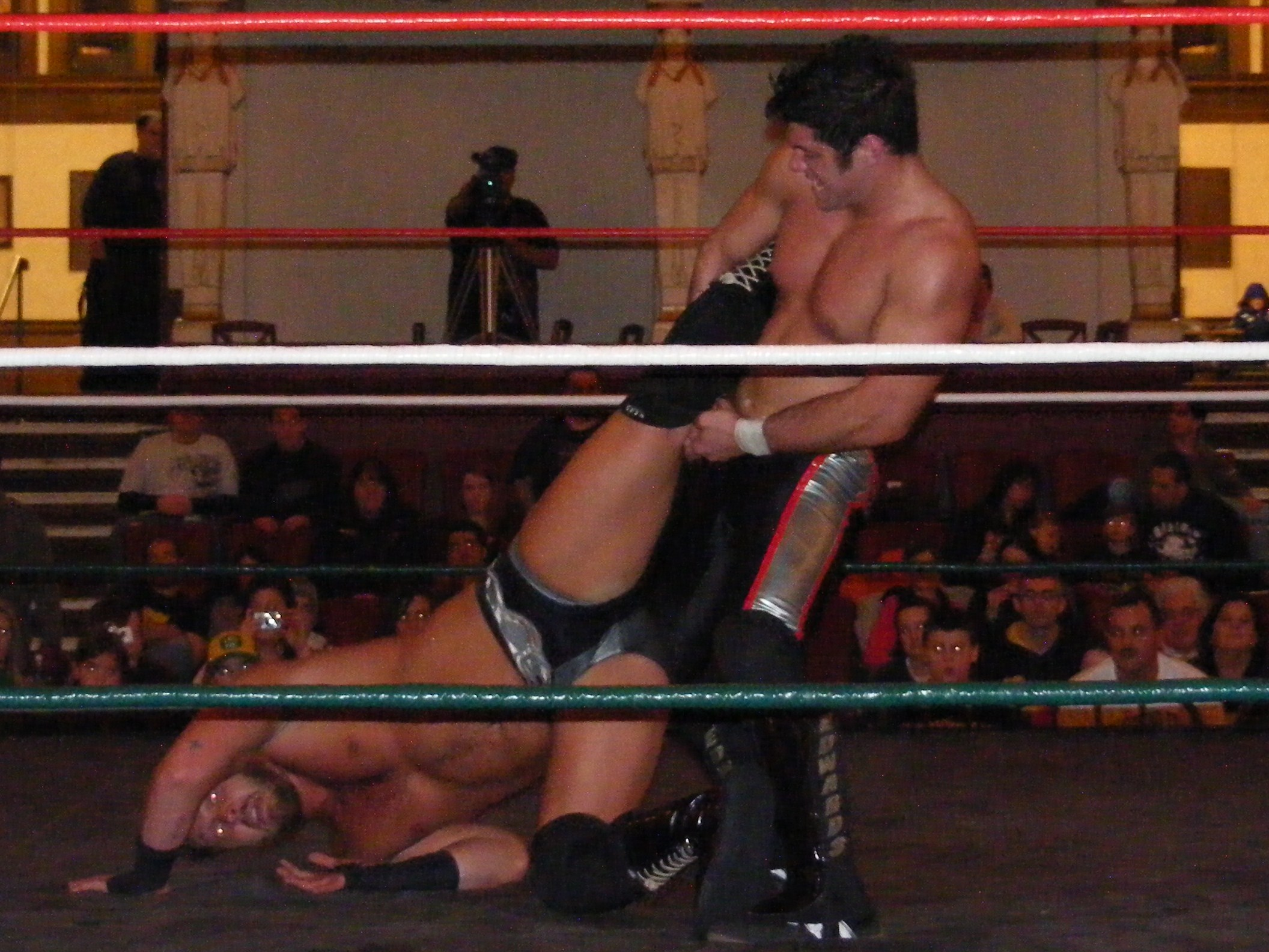

L'Achilles lock o Ashi-Hishigi nel judo, è una sottomissione che si basa sulla compressione del tendine d’Achille e della caviglia, che può essere eseguita in piedi, e a terra. 
Somoglia molto alla Ankle Lock e alla Heel Hook, ma applica una pressione diversa e con un diverso meccanismo. Il praticante applica la presa frontalmente, in posizione seduta, davanti ad un avversario seduto. Il praticante porta le sue gambe in avanti e cerca di avvolgerle intorno ad una gamba dell’avversario. I piedi contro l’anca e l’inguine, i polpacci e gli stinchi attorno al quadricipite, gli incavi delle ginocchia attorno al ginocchio, e le cosce che stringono attorno al polpaccio. Il praticante tira verso di se il piede dell’avversario e lo posiziona sotto un suo braccio. L’ascella attorno al collo del piede dell’avversario, il bicipite contro il tallone, l’avambraccio sopra lo stinco e la mano che afferra la spalla opposta. Con il braccio libero, passa sotto il polpaccio dell’avversario e sotto il collo alto del piede, fuoriuscendo, e afferrando con la mano il bicipite opposto.

#### Step Over Achilles Lock
Questa variante dell’Achilles Lock è molto simile alla sottomissione Boston Crab, usata nel pro wrestling. La mossa viene impostata da un praticante in piedi, e l’avversario appoggiato di schiena a terra davanti a lui. Il praticante afferra un piede dell’avversario con le mani e lo gira, facendolo appoggiare di lato, con il fianco a terra. Successivamente, il praticante porta una gamba avanti ed una dietro all’avversario, e porta il piede afferrato sotto la sua ascella. La scapola sopra le dita, l’ascella sopra e attorno al malleolo, il bicipite contro la caviglia, l’incavo del gomito intorno al tacco e alla fibula, e l’avambraccio sotto e attorno al tendine, con il polso portato avanti, sopra e contro il perone. Il praticante usa l’altro braccio per implementare la sottomissione. Con la mano, afferra l’incavo del ginocchio ed il polpaccio e le tira verso di sè mentre tutto il piede viene stretto dall’altro braccio. Infine, rimanendo in piedi, completa la sottomissione con le gambe, usandole per intrappolare la gamba dell’avversario. Pone la coscia contro l’incavo del ginocchio, il ginocchio contro la coscia, il polpaccio contro l’inguine ed il tallone contro il coccige. Infine, piega l’altra gamba e la preme contro la parte laterale della gamba dell’avversario, pressa il ginocchio contro l’anca esterna, e pone lo stinco sopra e contro la parte bassa della schiena.

#### Straight Achilles Lock
La Straight Achilles Lock è molto simile ad una Straight Ankle lock, ma ovviamente, viene esercitata su una parte diversa del piede. L’avversario ed il praticante sono seduti uno di fronte all’altro, con le gambe vicine. Il praticante afferra il piede dell’avversario, ma anziché portarlo sotto l’ascella lo porta ben oltre, alzando il braccio e tirando il piede dietro fino a far toccare le dita con la scapola. Poco dopo, porta il braccio più lontano sotto il polpaccio, l’incavo del gomito sotto e attorno alla fibula, l’avambraccio sotto e contro il tendine. Con la mano, afferra il bicipite del braccio opposto. Successivamente, stringe il braccio che esercita la prima chiusura attorno al tallone. L’ascella sopra e contro il malleolo, ed il bicipite contro il perone. Con la mano, afferra la spalla del braccio opposto. Dopo, porta una gamba tra le gambe dell’avversario, la coscia di lato e contro lo stinco, l’incavo del ginocchio sopra e contro il ginocchio, il polpaccio sopra e attorno alla coscia, ed il piede di lato contro l’addome. Infine, incrocia l’altra gamba con quella che esercita la presa, spingendo il ginocchio contro l’incavo del ginocchio dell’avversario.

#### Standing Achilles Lock
È simile alla variante Step Over, ma viene eseguita frontalmente rispetto all’avversario. In questa variante, il praticante e l’avversario si trovano in piedi, uno di fronte all’altro. Il praticante afferra un piede dell’avversario, sbilanciandolo, ed in questo modo facendolo cadere a terra di schiena. Il praticante si avvicina all’avversario e tira verso di sè il suo piede, per poi stringerlo sotto un braccio. Pone l’ascella attorno e contro la fibula, il bicipite attorno al malleolo, l’incavo del gomito attorno alla caviglia, l’avambraccio attorno al tendine e pone la mano sul suo pettorale. Dopo, porta il braccio libero in avanti, con la mano che afferra la tibia e la stringe, mentre la mano sul pettorale afferra il bicipite opposto ad essa. Infine, il praticante applica una pressione ancora maggiore, ponendo un piede sul femore dell’avversario e pressarlo, mentre tira verso si sè l’altra gamba giá intrappolata.

#### Inside Achilles Lock
È un’Achilles Lock che può essere anche usata per impostare una Heel Hook.
Viene eseguita da un praticante alzato su un avversario appoggiato di schiena a terra. Il praticante afferrerà un piede dell’avversario, tirandolo verso di sè. Il praticante si inginocchia e si appoggia di lato a terra, rivoltando l’avversario e portandolo con l’addome ed i pettorali a terra. Il praticante porta un braccio attorno al piede dell’avversario, l’ascella sopra ed attorno alla tibia, l’incavo del gomito attorno alla fibula e l’avambraccio sotto e contro il tendine, con la mano che viene posta sotto il diaframma. Con la mano libera, afferra l’altra mano e stringe la presa, tirando il tallone di lato e schiacciandolo con il suo peso. Con le sue gambe poi, intrappola la gamba dell’avversario, pone le cosce contro il polpaccio e lo stinco, gli incavi delle ginocchia contro il ginocchio, ed i polpacci incrociati sopra la coscia.

#### Toe Grab Achilles Lock
Questa sottomissione è molto simile ad un insieme tra un’Achilles Lock ed una Toe Hold, ma eseguita da una posizione seduta.
L’impostazione è quella classica: praticante e avversario seduti uno davanti all’altro, con le loro gambe che si toccano. Il praticante afferra un piede dell’avversario, ma anziché applicare la presa classica, allunga l’incavo del ginocchio e lo pone contro il suo fianco, tirando il piede ben oltre la schiena. Con le gambe, intrappola la gamba dell’avversario. Pone le cosce contro il femore, gli incavi delle ginocchia attorno al sartorio, ed i polpacci contro l’anca e l’inguine. Il praticante afferra con la mano il ginocchio dell’avversario e lo stringe con forza. Con l’altro braccio, passa indietro, e con la sua mano afferra le dita del piede dell’avversario, fin sopra il dorso del piede, lo stringe con forza e lo spinge contro il basso, pressandolo di lato e contro la sua schiena.

#### Calf Crusher
Un calf crush o calf slicer (noto anche come calf cutter, knee slicer o knee separator), noto nel judo come hiza-hishigi, è una tecnica in cui si comprime la gamba dell'avversario (dal tallone al sedere) mentre si posiziona l'avambraccio o lo stinco dietro ginocchio per schiacciare il muscolo del polpaccio separando potenzialmente l'articolazione del ginocchio. Come con il bicep slicer, c'è un malinteso comune secondo cui questa tecnica provoca solo dolore. I blocchi del polpaccio possono causare lesioni molto gravi al ginocchio e danneggiare il muscolo del polpaccio, e la cautela dovrebbe essere una priorità quando si finisce il blocco.

#### Leg slicer
Detta hiza-hishighi nel Judo, una leg slicer, a seconda del muscolo interessato chiamato anche calf slicer o thight crusher, è un blocco di compressione che comporta premendo il polpaccio e/ o coscia muscolo in una delle ossa della gamba. Allo stesso modo dell'affettatrice per bicipiti, un'affettatrice per gambe può essere applicata inserendo un braccio o una gamba nella parte posteriore del ginocchio e flettendo la gamba dell'avversario per esercitare pressione sui muscoli che circondano il fulcro. Generalmente, la direzione dello stinco nella gamba che agisce come fulcro determinerà dove andrà la maggior parte della pressione. Tali affettatrici gamba possono essere utilizzati come efficaci leglocks al ginocchio attraverso un movimento di separazione e allungamento. Il calf slicer è elencata come una tecnica vietata nei livelli inferiori di alcune importanti competizioni brasiliane di Jiu-jitsu. Il Wrestler AJ Styles la usa come finisher, chiamandola Calf Killer in NJPW e TNA e Calf Crusher in WWE.

## Strangolamenti a mani nude
Termine generico che indica le sottomissioni che non usufruiscono dell'uso del Gi per essere applicate.

### Rear naked Choke

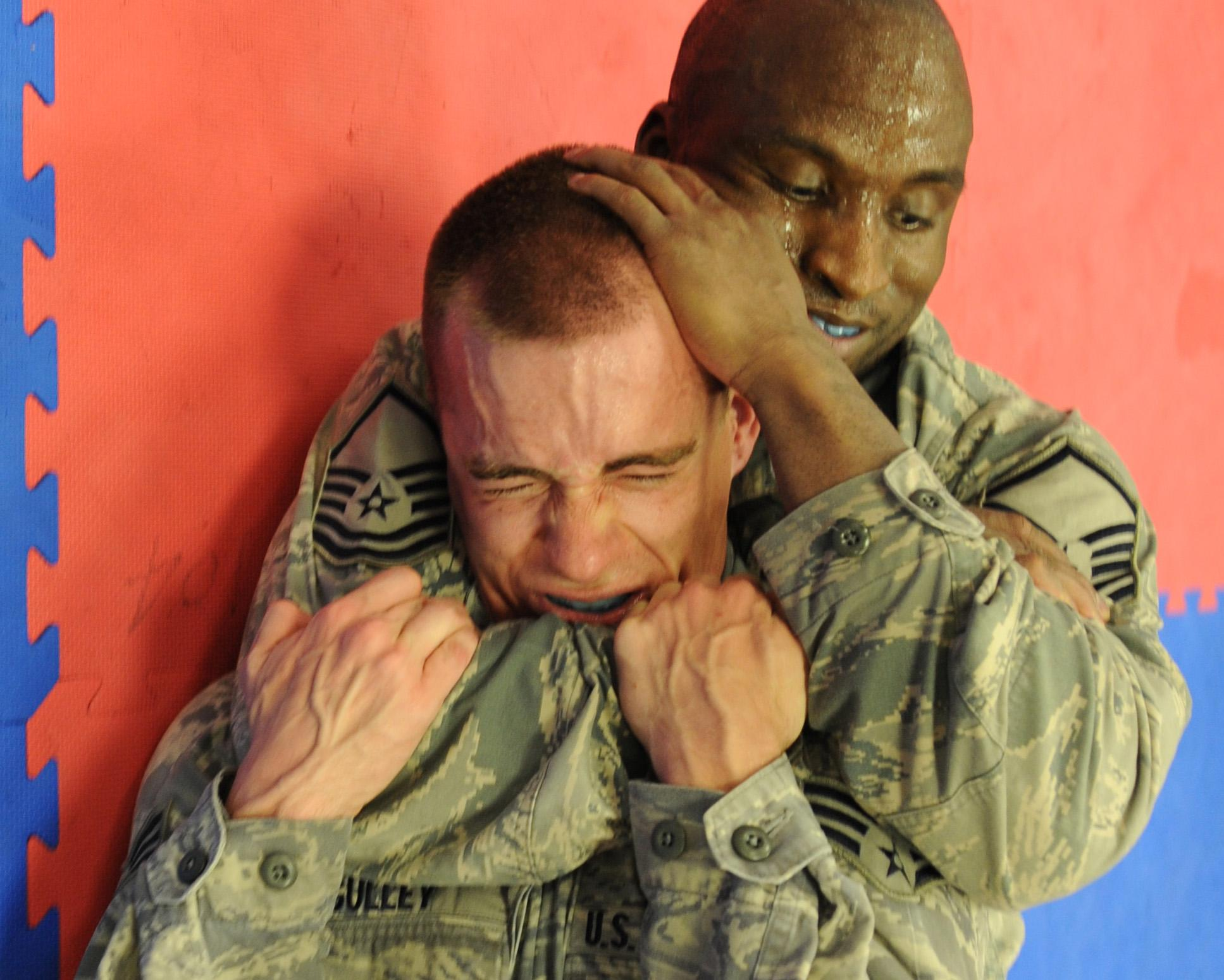
Rear-Naked choke classica

Detta anche Mata Leão o Sleeper Hold, La rear-naked choke è una chokehold applicata da un avversario di schiena. La parola "naked" serve ad indicare che la sottomissione non prevede l’uso del gi per essere applicata. Si esegue da dietro all’avversario, con il praticante che fa passare un suo braccio attorno alla gola dell’avversario, fino a superarne il mento. Il praticante posiziona la spalla contro la nuca, il bicipite contro il lato del collo, l’incavo del gomito contro la gola e l’avambraccio contro la parte opposta del collo. La mano del praticante quindi passa oltre il collo e stringe il bicipite del proprio braccio libero. Con il braccio opposto, il praticante spinge il gomito sulla spalla dell’avversario e afferra con la mano la propria spalla opposta. Questo riduce notevolmente le possibilità di fuga. I gomiti sono poi riuniti in modo che la pressione laterale, dal bicipite e radio osso, viene applicato al collo su entrambi i lati. Se applicato correttamente, incoscienza si verifica in meno di 10 secondi e il recupero dalla strozzatura è altrettanto veloce.

#### Bodyscissors Rear Naked Choke
In una variante della rear naked choke, il praticante altera leggermente la presa e applica una bodyscissors al corpo dell’avversario. Quando il praticante stringe il suo braccio attorno al collo dell’avversario per poi passare oltre il mento, anziché stringere il suo bicipite, stringe la sua stessa spalla opposta. Con il braccio libero invece, pone il gomito e l’avambraccio contro il lato della testa, e la mano sopra la testa dell’avversario. Per concludere, porta entrambe le sue gambe da dietro, fin davanti al corpo dell’avversario, con gli incavi delle ginocchia attorno ai fianchi ed i polpacci contro l’addome.

#### Body Triangle Rear Naked Choke
Si tratta di un’altra variante che usa le gambe per applicare ulteriore pressione sull’avversario ed impedirgli di uscire dalla sottomissione. In questa versione, il praticante altera ulteriormente lo strangolamento con le braccia. Il bicipite viene posto contro la nuca, l’incavo del gomito contro il lato del collo, l’avambraccio contro la gola e la mano che fuoriesce sotto il mento e stringe l’incavo del gomito o l’avambraccio opposto. Con il braccio libero, porta l’avambraccio contro il lato del collo scoperto e pone la mano contro la nuca dell’avversario, pressandola in avanti. Successivamente, porta una gamba da dietro fino a davanti il corpo dell’avversario. Pone un quadricipite contro la schiena, avvolge l’incavo del ginocchio attorno al fianco e porta il polpaccio in orizzontale contro l’addome. Il piede viene poi accerchiato dall’incavo del ginocchio opposto, stringendolo.

#### Palm To Palm Rear Naked Choke

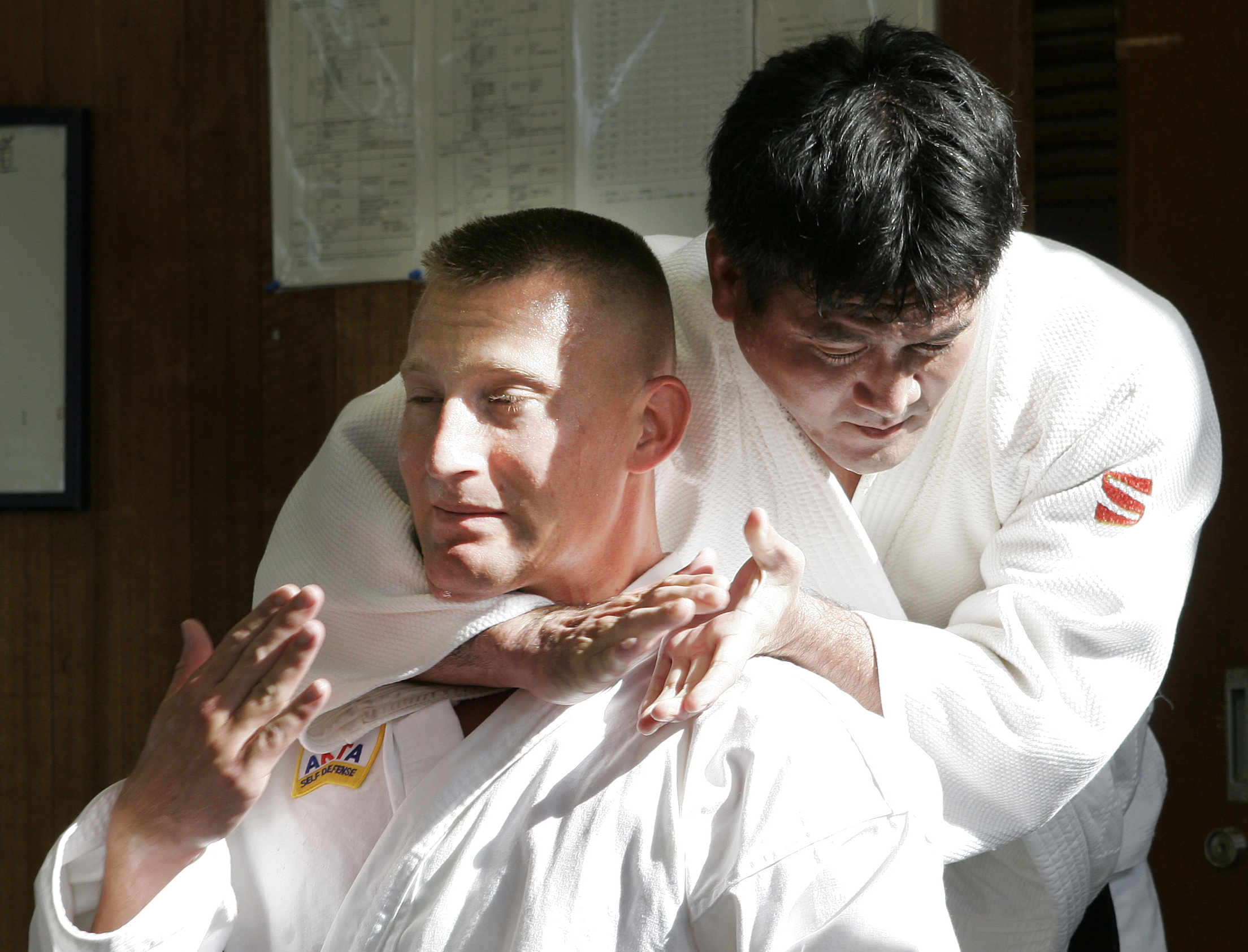
Hadaka-Jime

Un'altra variante, nota anche come Palm to Palm, è molto simile all’Hadaka Jime originale. Viene applicata sempre da dietro, con il praticante che stringe un braccio attorno alla testa dell’avversario. La spalla viene posta contro la parte posteriore della testa, il bicipite contro il lato della testa, l’incavo del gomito contro il lato del collo, l’avambraccio ed il polso contro la gola. Successivamente, piega l’altro braccio e afferra la mano opposta, unendola e stringendola, tirandola verso la sua direzione. Questo altera lo strangolamento tramutandolo in una air choke, che si traduce in più dolore ma un soffocamento più lento. Come tale, questa tecnica è meno frequentemente utilizzata a livelli avanzati nel Judo.

#### Sleeper Hold Rear Naked Choke

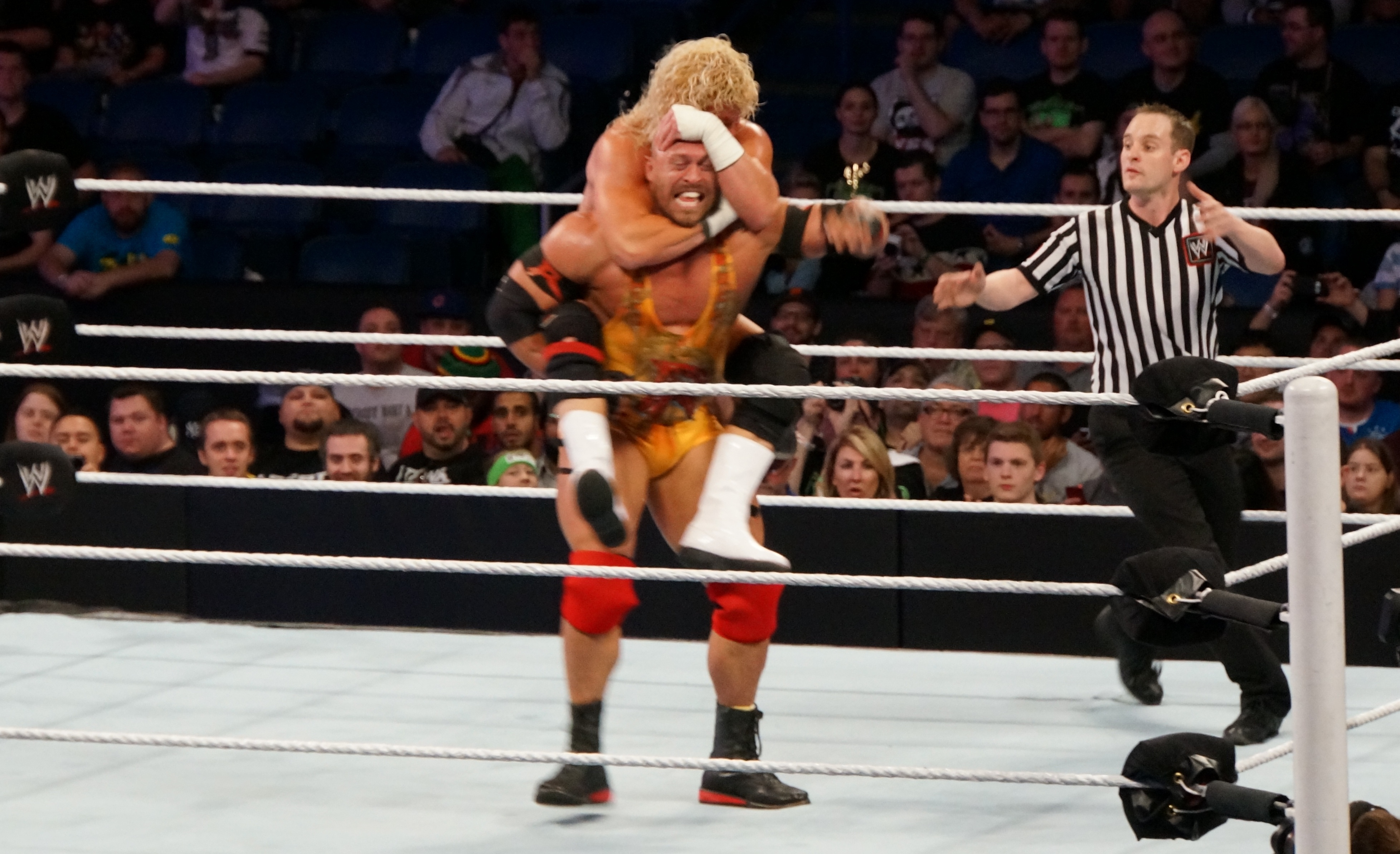

Un'altra versione usata nei circoli moderni catch wrestling, il termine "sleeper hold" si riferisce a una variazione della rear naked choke molto versatile. Il praticante pone il pettorale contro la nuca dell’avversario, la spalla contro la parte laterale della testa, il bicipite contro il lato del collo, il tricipite contro la gola e l’avambraccio contro il mento, con la mano che afferra l’incavo del gomito. Porta in avanti il braccio libero, e pone l’avambraccio contro la parte laterale della testa dell’avversario, e la mano sopra di essa. Il lottatore poi stringe i gomiti insieme, e scricchiola in avanti con i muscoli addominali, producendo una strozzatura estremamente stretta e ad azione rapida. Studi recenti hanno dimostrato che questo strangolamento richiede una media di 8,9 secondi per rendere un avversario incosciente indipendentemente dall'impugnatura utilizzata.

### Ghigliottina

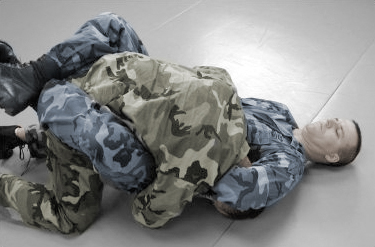
Guillottine Choke

La Guillottine Choke è una blood choke, ed è conosciuta nel Judo come mae-hadaka-jime, ed il meccanismo che applica ricorda quello di una sottomissione a chiave.
Nella versione standard, la ghigliottina si applica frontalmente all’avversario. 
Il praticante comincia la mossa facendo passare il suo braccio attorno alla testa dell’avversario, sotto la sua gola, con l’avambraccio che stringe la testa e l’incavo del gomito che applica pressione alla gola. Successivamente compie lo stesso movimento con l’altro braccio, in modo da circondargli la testa, per poi unire la sua mano con quella opposta e stringerle insieme.
La tecnica può essere o un tipo di limitazione tracheale di compressione, o un soffocamento che impedisce al sangue di fluire alle arterie. Puó essere utilizzato come difesa contro un double leg takedown. La ghigliottina standard che impiega 8,9 secondi per far perdere conoscenza a qualcuno e una ghigliottina a braccio che impiega in media 10,2 secondi.

#### Standing Guillottine
È una variante della ghigliottina che viene eseguita con il praticante in piedi e l’avversario con la testa piegata in avanti o inginocchiato, rivolto frontalmente davanti al lottatore.
Il praticante porta un braccio attorno alla testa dell’avversario, fin sotto al suo mento ed oltre, pressando l’incavo del gomito al lato del collo e l’avambraccio contro la gola. Successivamente, l’altro braccio nella stessa posizione e afferra la mano opposta con la medesima e la tira verso la sua direzione. La posizione della ghigliottina cerca di spingere la testa dell’avversario in una stretta verso l’alto.

#### Grounded Guillottine
In questa variante, la ghigliottina viene eseguita mentre il praticante si trova sopra l’avversario, bloccandolo e tenendolo a terra grazie al suo peso.
Per iniziare, il praticante fa passare un braccio sopra la nuca dell’avversario, attorno al lato della testa e sotto il suo mento, con l’ascella che preme sopra la nuca e l’incavo del gomito stretto attorno alla testa e alla gola. Con l’altro braccio, posto nello stesso modo di quello opposto, unisce le sue due mani sotto il mento. Successivamente stringe la presa portando la testa dell’avversario verso l’alto.

#### Bodyscissors Guillottine
Questa variante può essere applicata sia in piedi che a terra, ma principalmente il praticante parte da una posizione alta per poi portare l‘avversario al suolo, mentre lo stesso lottatore tiene la schiena a terra. Per impostare la sottomissione, il praticante porta un braccio attorno alla testa dell’avversario. La sottomissione è quasi completa, con l’ascella che spinge sopra la testa, il bicipite pressato dietro la nuca, l’incavo del gomito attorno un lato del collo e l’avambraccio stretto contro la gola. Con l’altro braccio, compie lo stesso movimento, stringendo anch’essa attorno alla testa dell’avversario ed unendo le sue mani con forza. Per finire, porta le sue gambe in alto, attorno ai fianchi dell’avversario, unendole e stringendole come uncini.

#### Arm In Guillottine
Puó essere sia una variante della ghigliottina in piedi che della ghigliottina a terra, con tanto di bodyscissors che possono essere applicate. Per cominciare, il praticante porta il braccio attorno alla testa dell’avversario, con l’ascella che spinge dietro la nuca, l’incavo del braccio sul lato del collo e con l’avambraccio che circonda la gola. Successivamente, fa passare il braccio opposto sopra la spalla dell’avversario, dall’alto, con il bicipite stretti attorno all’ascella, l’incavo del gomito contro il fianco e l’avambraccio sul petto. Per concludere, unisce entrambe le mani e porta la testa dell’avversario verso il basso.

#### Double Arm Guillottine
È una vatiante applicata principalmente tramite una bodyscissors. Il praticante applica la presa frontalmente, con un braccio che compie una double underhook alle braccia dell’avversario contemporaneamente. Un braccio viene stretto attorno ad un braccio e alla testa dell’avversario. Il bicipite viene posto contro la gola, l’incavo del gomito attorno all’ascella e l’avambraccio sopra la spalla. L’altro braccio invece, porta il bicipite contro l’ascella, l’incavo del gomito dietro la spalla e l’avambraccio dietro la schiena. Per finire, unisce le sue due mani e spinge la testa dell’avversario verso il basso.

#### Backwards Guillottine
Questa variante viene eseguita da dietro, con l’avversario rivolto di schiena ed il praticante che si posiziona sopra di essa. Porta entrambe le sue gambe davanti alla parte inferiore dell’avversario, con gli incavi delle ginocchia spinte contro i fianchi ed i polpacci attorno all’addome. Successivamente, porta il suo braccio sopra l’avversario, con l’ascella che viene posta contro il lato della testa, il bicipite pressato contro la gola, l’incavo del gomito attorno al lato del collo e l’avambraccio dietro la nuca. Compie lo stesso movimento con il braccio opposto e poi unisce le sue due mani, applicando allo stesso tempo uno strangolamento ed un nack crank.

#### Ninja Choke
La ninja choke può essere considerato un misto tra una guillottine choke e una rear naked choke frontale. Il praticante esegue la mossa principalmente in piedi, ad un avversario piegato in avanti o inginocchiato. Il praticante porta un braccio attorno alla testa dell’avversario, con l’ascella posta sopra la nuca, il bicipite contro il lato del collo, l’incavo del braccio contro la gola e l’avambraccio contro il lato opposto del collo. Con l’altro braccio, pone l’incavo del gomito attorno al polso opposto, l’avambraccio sopra e dietro la nuca e la mano contro la spalla opposta. L’altra mano fuoriesce da sotto il mento dell’avversario e afferra il bicipite opposto, stringendolo.

### Bulldog Choke
Si effettua su un avversario di spalle ed inginocchiato. L'esecutore porta un suo braccio sopra la testa dell'avversario, per poi passarlo dietro di essa, fino a portarla sotto al suo mento e davanti al suo collo. Infine afferra la mano del braccio appena messo in uso con l'altra mano libera ed unendole, stringendo in questo modo la testa ed il collo dell'avversario, con il bicipite che fa pressione sul lato della sua testa e la parte interna del gomito che applica pressione sul collo. 

#### Sleeper Hold Bulldog
Si può anche effettuare in stile Sleeper hold, con il braccio libero che passa sopra la testa dell'avversario e prede il bicipite opposto con la sua mano, mentre l'altra mano passa sotto di esso e prende la spalla opposta. 

#### Reverse Bulldog
Nella versione reversed della Bulldog Choke, il praticante si pone di fronte e al lato dell'avversario, facendo passare un suo braccio sotto al suo collo, portandolo poi dietro la testa, dove aggancerà una mano all'altra strangolando l’avversario, con lo stesso meccanismo.

### North-South Choke

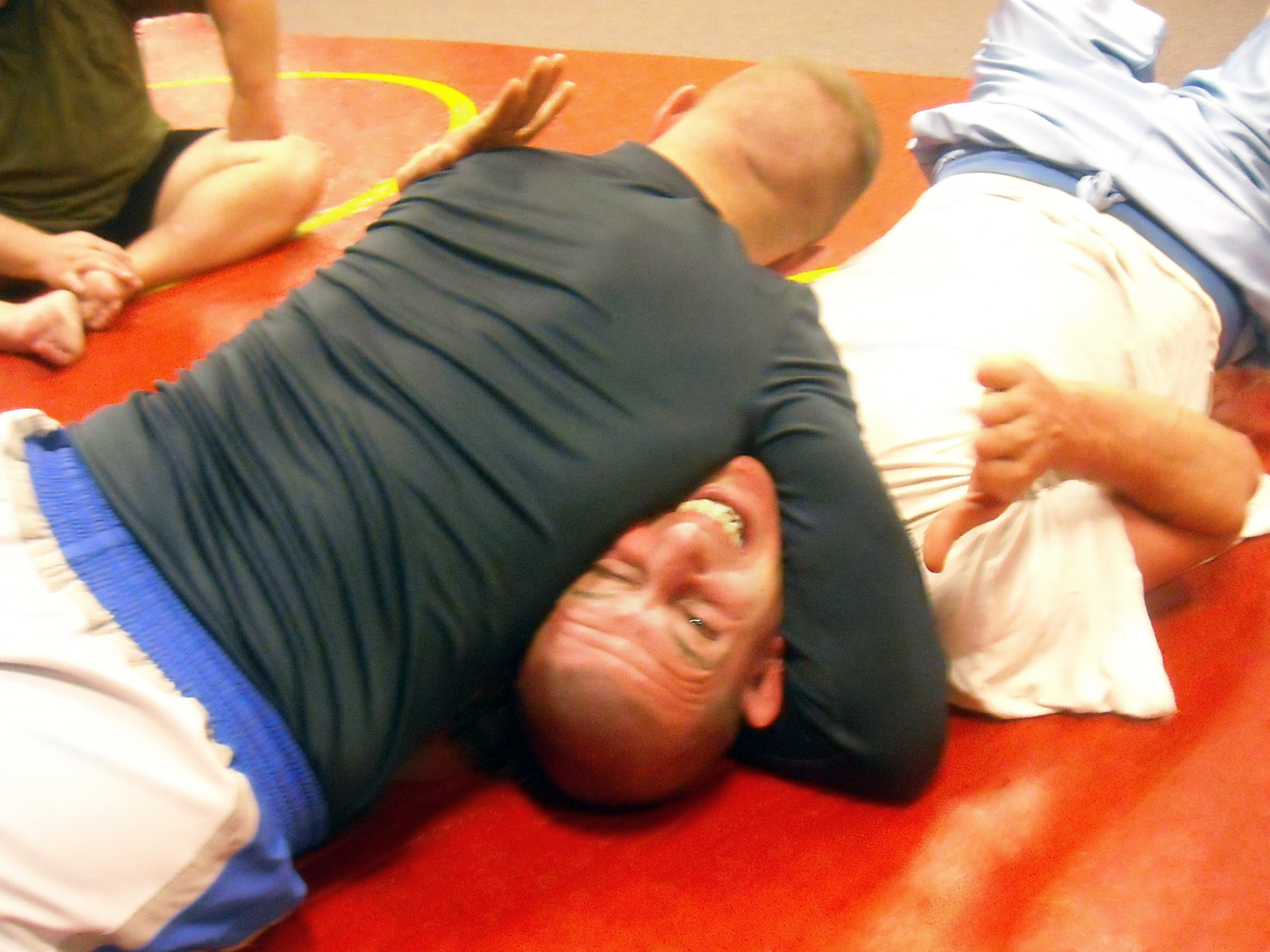
North South Choke

Strangolamento effettuato dalla posizione chiamata North-South (kami shio gatame).Quando un praticante è in posizione nord-sud, (con l'avversario disteso supino, il praticante è incline, posizionato 180 gradi il loro opposto, contattando l'avversario petto-petto), il praticante accerchierà il collo dell'avversario con entrambi braccio. Il praticante quindi usa la cassa toracica o il lato adiacente al braccio che circonda il collo dell'avversario per intrappolare la testa dell'avversario. Il praticante poi stringere le mani insieme, in un Gable grip, palmo a palmo. Quasi contemporaneamente, il praticante allargherà i fianchi all'indietro e verso il basso, per aggirare qualsiasi pericolo dalle spazzate. Per terminare la sottomissione il praticante abbasserà la spalla che corrisponde al braccio che circonda il collo dell'avversario, riducendo l'apporto di ossigeno al cervello, restringendo la trachea.

### Ezekiel/Ezequiel Choke

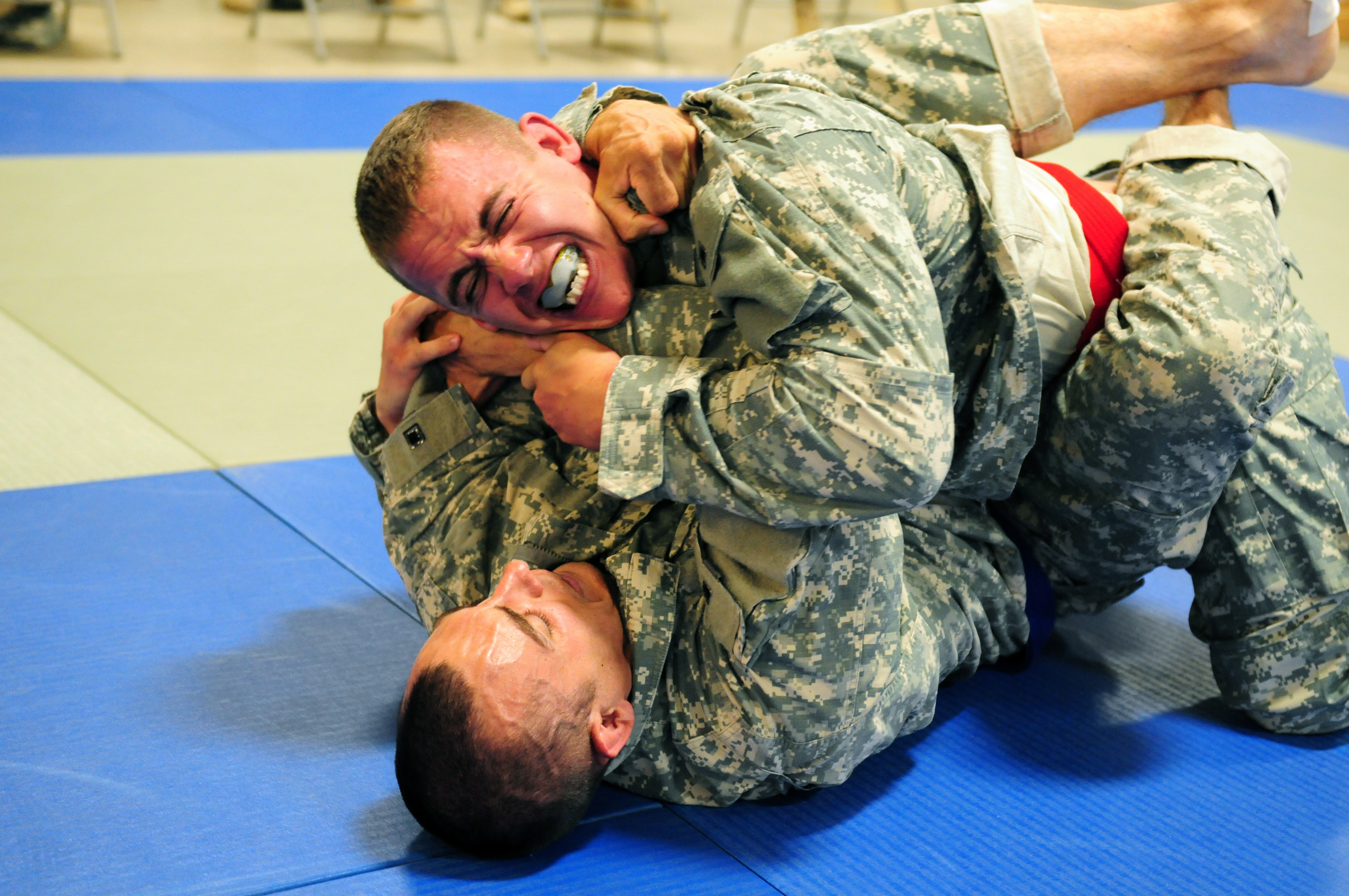

È uno strangolamento proveniente dal Judo, dove viene chiamata sodeguruma jime, ed il suo nome attuale deriva dal judoka brasiliano Ezequiel Paraguassu, che la usò per dare filo da torcere a diversi praticanti di Jiu-jitsu brasiliano in preparazione per le olimpiadi si Seoul. La tecnica può essere eseguita da una varietà di posizioni, ed è una sottomissione molto versatile, capace di entrare facilmente nella guardia avversaria. Il praticante si trova rivolto frontalmente rispetto all’avversario, con il suo addome ed il suo petto appoggiati contro quelli dell’avversario. Per iniziare, porta il suo braccio attorno alla testa dell’avversario, con l’ascella posta contro la gola, il bicipite e l’incavo del gomito contro ed attorno al lato del collo, l’avambraccio dietro la nuca e la mano che afferra e stringe la sua stessa spalla. Successivamente, applica pressione con l’altro braccio, ponendo il suo avambraccio contro il lato del collo dell’avversario libero, ed il suo polso contro il collo, con la mano che afferra la sua stessa spalla libera. Successivamente, gli basta stringere la presa con forza.

### Single Wing Strangle
Chiamata ‘’’Kataha-Jime’’’ nel Judo, è stata particolarmente popolarizzata nel pro wrestling grazie al qrestler Tazz, in realtà vera cintura nera di Judo, che la usava come finisher. Il praticante applica la sottomissione da dietro, facendo passare il suo braccio attorno a quello dell’avversario. La sua spalla sarà contro il gomito, il bicipite contro la parte interna del bicipite dell’avversario, l’incavo del gomito attorno all’ascella, l’avambraccio contro la spalla, il polso esterno contro la nuca e la mano che tocca il bicipite opposto del praticante stesso. Successivamente, porta l’altro braccio attorno alla testa dell’avversario, con l’incavo del gomito contro il lato del collo, il polso contro la gola e la mano che afferra il polso opposto.

### Triangle Choke

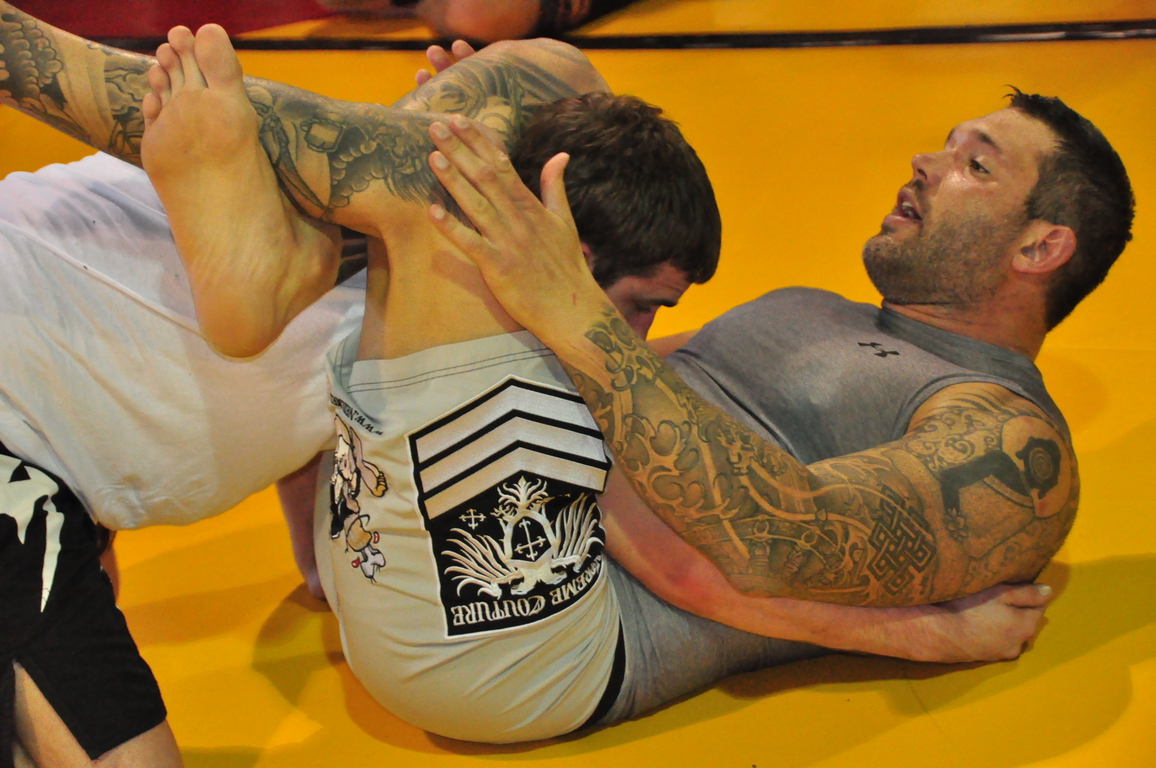
Triangle Choke

Chiamata anche sankaku-jime, una triangle choke, è un tipo di figure four chokehold. Il praticante fa passare una delle sue gambe sotto l’ascella dell’avversario, per poi portare il polpaccio e lo stinco oltre la sua testa. Successivamente, la gamba opposta passa sopra la spalla dell’avversario e fin dietro la sua testa, incrociandola con l’altra gamba. Applicando la pressione usando entrambe le gambe e la spalla dell'avversario, la tecnica è un tipo di restrizione vascolare laterale che restringe il flusso di sangue dalle arterie carotidi al cervello, potenzialmente con conseguente perdita di coscienza in pochi secondi se applicata correttamente. Studi recenti hanno dimostrato che la strozzatura del triangolo impiega una media di 9,5 secondi per rendere un avversario incosciente dal momento in cui viene applicata correttamente.

#### Mounted Triangle choke
La mounted Triangle, a differenza della Triangle classica, si esegue frontalmente. Il praticante si trova al di sopra dell’avversario, con le ginocchia sul suo petto. Successivamente, fa passare una delle sue gambe dietro la collottola dell’avversario, mentre l’altra gamba passa sotto la sua ascella, avvolgendo anche una delle sue braccia. Successivamente, applica pressione con le sue die gambe, unendole, e cercando di usare il proprio peso per aumentare la stretta.

#### Pentagram Choke
È una variante della Triangle Choke che si esegue quando il lottatore si siede dietro un avversario di schiena. 
Quando i due avversari sono entrambi a terra di schiena, il praticante fa passare una delle sue gambe attorno al collo dell’avversario. La coscia ed il quadricipite vengono posti contro il lato della testa, l’incavo del ginocchio contro il lato del collo, il polpaccio contro la gola ed il tallone sotto l’ascella dell’avversario. Successivamente, porta la coscia libera sul piede opposto, e circonda il collo del piede con l’incavo del ginocchio, stringendolo. La pressione viene applicata una volta che il lottatore comprime le ginocchia insieme. La strozzatura del pentagramma crea una morsa completa attorno al collo dell'avversario, e il suo nome deriva dall'uso di cinque lati, mentre la strozzatura del triangolo ne utilizza solo tre.

#### Inverted Triangle Choke
In questa variante del triangle choke eseguita al contrario, l'esecutore si posiziona di pancia sulla schiena dell'avversario che è in piedi, aggrappandosi ad essa con le sue braccia.
Una delle sue gambe passa attorno alla testa dell’avversario, con la coscia dietro la nuca, l’incavo del ginocchio contro il lato del collo, il polpaccio contro la gola ed la parte inferiore dello stinco sotto l’ascella. L’altra gamba viene stretta attorno al collo del piede opposto tramite l’incavo del ginocchio. L'esempio più noto di questa rara sottomissione è stato visto a Bellator 5, quando Toby Imada ha fatto svenire Jorge Masvidal strozzandolo con una Inverted Triangle.

#### Front Inverted Triangle
Variante della Inverted Triangle, ma eseguita frontalmente. Il praticante si trova a testa in giù sul tappeto, vicino alle gambe dell’avversario. Per cominciare, spinge la sua coscia contro il la gola dell’avversario, l’incavo del ginocchio attorno al lato del collo, ed il polpaccio contro la nuca, con il piede che raggiunge la spalla. Con la gamba libera, passa con la coscia sotto l’ascella, e circonda lo stinco opposto con l’incavo del ginocchio, stringendolo.

#### Reverse Triangle Choke
Chiamata anche Side Triangle Choke, in questa variante il praticante si posiziona di lato, sempre con la schiena al suolo e sotto, e sotto l’avversario.
Per cominciare, pone una delle sue gambe sopra la testa dell’avversario, con la coscia che tocca la parte laterale della testa, l’incavo del ginocchio contro la nuca, il polpaccio contro la parte laterale del collo ed il piede sopra la spalla. Con l’altra gamba, passa oltre il petto dell’avversario, con la coscia posta contro il lato del pettorale e sotto l’ascella e attorno il braccio dell’avversario, con l’incavo del ginocchio che si stringe attorno al collo del piede opposto. In questo modo, stringe le gambe attorno al collo e al braccio dell’avversario.

#### Side Reverse Triangle
Variante della Reverse Triangle choke, eseguita di lato. Il praticante imposta la sottomissione dalla parte superiore dell’avversario, posizionandosi vicino alla sua testa in modo laterale. Il praticante fa passare una delle sue gambe davanti al petto dell’avversario. Pone la coscia contro la parte laterale della testa dell’avversario, il quadricipite contro la parte laterale del collo, l’incavo del ginocchio contro la gola ed il polpaccio sopra la spalla. Con la gamba libera, porta l’incavo del ginocchio sotto l’ascella dell’avversario e stringe il polpaccio attorno allo stinco opposto.

#### Pillory Choke
La Pillory Choke, chiamata anche Einemo Choke o Pace Choke, è una sottomissione molto rara. La sua prima apparizione al pubblico è avvenuta per la prima volta al torneo ADCC 2001, quando il grappler norvegese John Einemo la utilizzò contro Rigan Machado. Successivamente, venne scoperta dal grande pubblico grazie al lottatore Nick Pace, che la utilizzó per sottomettere Will Campuzano nel 2010, in un incontro UFC. Viene eseguita in maniera simile ad una normale triangle, con il grappler di schiena sul tappeto e l’avversario posti frontalmente davanti ad esso. Il praticante porta una delle sue gambe attorno alla testa dell’avversario. La coscia contro il mento, il quadricipite contro il lato del collo, l’incavo del ginocchio attorno alla nuca ed il polpaccio contro il lato del collo ancora libero. Con la gamba libera, circonda il collo del piede dell’avversario con l’incavo del ginocchio. Successivamente, fa passare un braccio sotto la gola dell’avversario e sopra lo stinco di una delle gambe, l’altro braccio poi, viene posto contro il ginocchio dell’altra gamba e passa sopra lo stinco, unendo la mano con l’altra mano e stringendo lo stinco con entrambe.

### Arm Triangle Choke

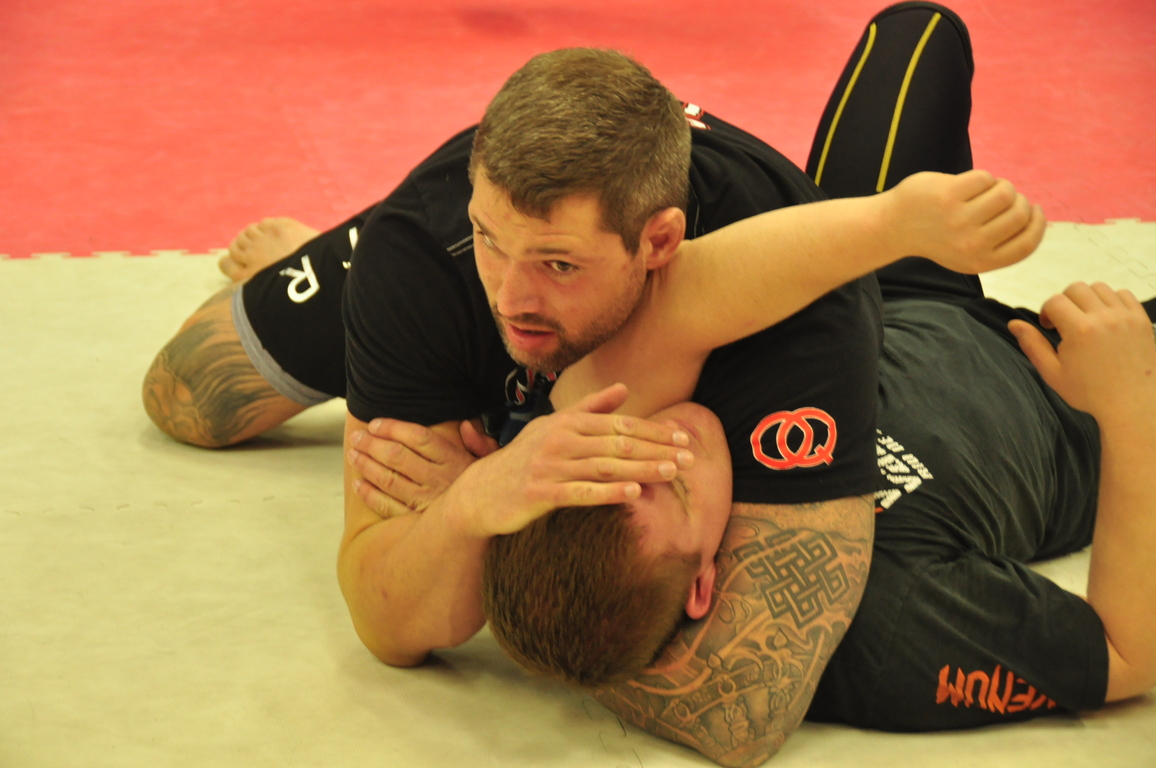
Arm-Triangle Choke

Chiamata kata gatame, una Arm triangle choke, side choke, o head and arm choke sono termini generici che descrivono una blood choke che esegue lo stesso meccanismo di una regolare Triancgle Choke, usando le braccia al posto delle gambe per eseguire la sottomissione. Si esegue su un avversario a terra, con il praticante che si trova al fi sopra dello stesso. Inizialmente, il praticante porta un braccio sopra la spalla dell’avversario, facendola passare dietro la sua nuca e fino alla spalla opposta dello stesso. Successivamente, passa il braccio opposto sotto l’ascella dell’avversario fino a raggiungere la mano opposta ed unirla alla stessa, stringendola. Studi recenti sostengono che la Arm Triangle impiegherebbe circa 7,2 secondi a far perdere conoscenza all’avversario, se applicata correttamente.

#### Standing Arm Triangle
Variante della normale Arm Triangle, eseguita in piedi e frontalmente rispetto all’avversario. La sottomissione viene applicata quando i due combattenti si trovano uno di fronte all’altro. Il praticante fa passare la sua spalla sotto l’ascella dell’avversario, pone il bicipite sotto il mento, porta l’incavo del gomito attorno al lato del collo e l’avambraccio dietro la nuca, fino alla spalla. Il praticante porta il braccio libero in avanti e stringe con la mano il gomito opposto mentre l’altra mano stringe il bicipite opposto.

#### Reverse Arm Triangle
È una variante della Arm Triangle, ma eseguita da dietro, in una maniera simile ad una Rear Naked Choke. Il praticante attacca l’avversario di schiena da dietro, cercando prima di bloccarlo con delle body scissors. Pone la spalla dietro la testa dell’avversario, il bicipite dietro la nuca, l’incavo del gomito attorno al lato del collo, l’avambraccio contro la gola ed il polso sotto l’ascella. Con il braccio libero, avvolge l’incavo del gomito attorno al suo polso, con l’altra mano che risponde afferrando il tricipite, e la mano opposta che stringe l’avambraccio davanti a se.

#### Inverted Arm Triangle
A differenza di una Arm Triangle regolare, che viene eseguita con il praticante al di sopra dell’avversario, in questa variante la meccanica impiegata è più simile a quella di una Tiangle Choke classica. Si applica con il praticante che si trova al di sotto dell’avversario, che cerca di mantenere a terra lo stesso. Il praticante passa il suo braccio sotto l’ascella dell’avversario, con la spalla contro il volto, il bicipite stretto contro la gola, l’incavo del gomito posto attorno al lato del collo, l’avambraccio dietro la nuca, ed il polso sulla spalla opposta. Con il braccio libero, stringe il polso opposto nell’incavo del gomito e afferra la testa dell’avversario, mentre l’altra mano afferra il bicipite opposto.
Une delle prime volte in cui la mossa è stata mostrata nelle MMA, è stato a UFC 19, quando Jeremy Horn sottomise il futuro campione UFC Chuck Liddell.

#### Side Arm Triangle
È una mossa molto simile all’Anaconda Vise, una sottomissione principalmente usata nel pro wrestling, in cui viene anche chiamata Arm Trap Triangle Choke.
Il praticante comincia l’esecuzione della mossa di lato, con il proprio petto posizionato sopra quello dell’avversario.
Inizialmente fa passare una felle sue braccia sotto l’ascella dell’avversario, con l’incavo del gomito dentro di essa, e l’avambraccio che passa sopra la spalla. Con l’altro braccio, passa attorno alla testa dell’avversario, con la spalla contro il suo volto, il bicipite sul lato del collo, l’incavo del gomito attorno alla nuca e l’avambraccio posto contro la parte opposta del collo. In questo modo, unisce le sue mani, intrappolando sia un braccio che il collo dell’avversario nella presa.

#### Anaconda Choke
L’Anaconda Choke è una variante della Arm Triangle, eseguita frontalmente attraverso una front headlock. Il creatore di questa sottomissione è sconosciuto, anche se molte fonti sostengono che sia il grappler Milton Vieira, ma lo stesso ha spiegando che è probabile che più persone abbiano utilizzato la mossa prima di lui. 
La mossa si esegue frontalmente su un avversario in piedi, inginocchiato o a terra. Il praticante fa passare un braccio sotto il mento dell’avversario, con la spalla contro il lato della testa, il bicipite contro il lato del collo, l’incavo del gomito contro la gola e l’avambraccio che passa sotto l’ascella opposta dell’avversario, con il polso che fuoriesce e tocca la spalla. Successivamente, chiude lo spazio con il braccio libero, che viene posto di lato alla testa, con la mano che prende la spalla dell’avversario, mentre la mano dell’altro braccio afferra il bicipite e lo stringe. Infine, il praticante sbilancia e rivolta l’avversario a terra, rotolando sul tappeto, avvicinandosi e facendo pressione con il petto sulla sua testa.

#### Brabo Choke
La Brabo Choke, chiamata anche D’Arce Choke, è una tecnica molto simile all’Anaconda Choke, perché esegue quasi lo stesso meccanismo di soffocamento.
Si crede che il primo praticante che l’abbia esposta al pubblico sia stato il grappler Milton Vieira. Il nome D’Arce invece, gli venne attribuito dal fighter Jason Miller, che subì la mossa durante una sessione di sparring con la cintura nera di Jiu Jitsu Joe D’Arce. Questa sottomissione si esegue frontalmente rispetto all’avversario, cercando di portarlo a terra con essa. Quando in praticante si trova davanti all’avversario, fa passare un braccio sotto la sua ascella, fino a raggiungere la nuca. La spalla preme contro l’ascella, il bicipite contro la gola, l’incavo del gomito attorno al lato del collo, e l’avambraccio dietro la nuca. Il praticante poi chiude lo spazio che si è creato con l’altro braccio, posizionando il gomito dietro la testa dell’avversario, ed una mano sulla sua spalla, con l’altra mano libera che afferra il bicipite opposto e lo stringe.  Da lì in poi, il praticante applica pressione sul braccio e sulla gola dell’avversario sia con la presa con le braccia, sia con una spinta del petto.

#### Von Flue Choke
Usata per la prima volta dal figher Jason Von Flue, è un tipo di strangolamento simile ad una arm-triangle, ma che viene applicata con l'avversario in posizione supina, con la schiena contro il tappetino. Il praticante appoggia il suo petto in orizzontale su quello dell’avversario, con il mento che va poco oltre e si appoggia sul pettorale. Successivamente, passa con il braccio sotto la schiena dell’avversario. La spalla sarà sopra e spingerà contro la testa dell’avversario, il bicipite contro il lato del collo, l’incavo del gomito attorno alla nuca, e l’avambraccio attorno alla spalla, passandoci sopra. Poi, porta il braccio libero in avanti e lo pressa sul lato superiore dell’avversario, con il bicipite spinto contro il lato del pettorale e l’avambraccio che cerca di andare sopra la spalla, con la mano che incontra quella opposta e la unisce, intrappolando così anche il braccio dell’avversario. Il praticante poi si alza sulle dita dei piedi e si spinge in avanti, pressando l’avversario a terra mentre lo strangola.

### Cobra Choke
Per ottenere la Cobra choke è necessario cominciare lo strangolamento con una presa frontale alla testa. Il praticante si sposta di lato all’avversario, e cerca di bloccarlo. Per cominciare, passa un braccio attorno alla testa dell’avversario, lo porta dietro la nuca ed afferra il braccio dell’avversario. 
In questo modo, il praticante spingerà la sua spalla contro l’ascella dell’avversario, il bicipite contro il pettorale, l’incavo del gomito attorno alla gola, l’avambraccio sul lato del collo superiore, ed il polso contro la tempia. Con la mano, prende il polso dell’avversario, portando il suo stesso braccio in alto e dietro la testa, piegandolo. Con l’altro braccio, passa tra la fessura tra il braccio alzato e la testa dell’avversario. Il bicipite sarà contro la spalla, l’incavo del gomito attorno al bicipite dell’avversario, l’avambraccio ed il polso sopra la spalla. Con la mano libera, e passata oltre la fessura, afferrerà il suo stesso bicipite e lo stringerà, mentre l’altra mano stringe e piega il braccio alzato dell’avversario.

### Cobra Choke Crank
È un insieme tra un Crank ed uno strangolamento, estremamente raro e poco conosciuto. Il praticante esegue la sottomissione su un avversario a terra, con la schiena appoggiata sul tappeto. Il praticante si pone di lato sopra l’avversario, cercando di bloccarlo grazie al suo peso. Successvicamente, fa passare il suo braccio sotto quello dell’avversario. La sua spalla sarà contro il petto dell’avversario, il bicipite contro quello dell’avversario, l’incavo del gomito sotto l’ascella, e la mano che afferra e stringe la spalla dell’avversario posteriormente. Il praticante poi passa il suo braccio libero attorno alla testa dell’avversario. La sua spalla sarà poggiata contro la testa dell’avversario, il bicipite contro la sua nuca, l’incavo del gomito attorno al collo, l’avambraccio contro la gola, e la mano che spinge il suo mento. Il praticante successivamente alza le punte dei piedi e si spinge in avanti, presando il suo petto contro quello dell’avversario.

### Gogoplata Choke

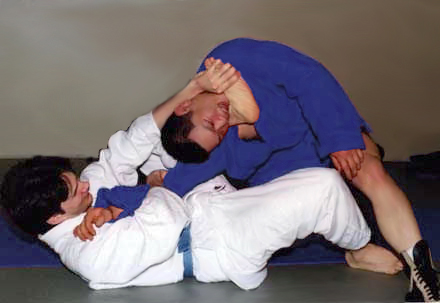

La Gogoplata deriva dal Judo dove è detta kagato-jime o hasami-jime e viene eseguito da una posizione a terra, con il praticante sdraiato di schiena e l’avversario sopra di lui. Il praticante porta entrambe le sue braccia attorno alla testa dell’avversario, unendole s stringendogli la nuca. Successivamente, piega un ginocchio e fa passare la parte inferiore della gamba sotto in suoi gomiti, per poi alzarlo e posizionare lo stinco contro la gola dell’avversario, premendola con esso. Successivamente, alzerà l’altra gamba e avvolgerà l’incavo del gomito attorno al collo del piede opposto.

#### Locoplata Choke
È una variante di Gogoplata resa popolare da Eddie Bravo. Il praticante alza una gamba e la usa per intrappolare il braccio dell’avversario. La coscia posta sotto e contro l’ascella, l’incavo del ginocchio ed il polpaccio attorno alla spalla, e lo stinco ed il collo del piede spinti contro la gola dell’avversario. Il praticante porta le sue braccia attorno il collo dell’avversario, pone le sue mani dietro la nuca, le unisce e spinge la sua testa in avanti.

### Peruvian Necktie
È uno strangolamento inventato dal fighter peruviano Tony De Souza, che la eseguì per le prime volte in UFC. È stata soprannominata così per via della forma simile ad una cravatta. Una peruvian necktie inizia con il praticante in posizione di headlock frontale contro un avversario supino. Fa passare un braccio sotto l’avversario attraverso l’ascella e fino ad oltre il mento, con la spalla contro la spalla dell’avversario, il bicipite che passa sotto e viene stretto contro l’ascella, l’incavo del gomito attorno alla gola e l’avambraccio contro il lato del collo. Il praticante poi passa l’altro avambraccio sulla nuca inferiore e afferra l’altra mano, unendole e stringendo. Successivamente, porta l’avversario in avanti e a terra, e usa le gambe per ultimare la sottomissione. Si accascia di lato, porta una gamba sopra dell’avversario, la coscia contro il pettorale di lato, l’incavo del ginocchio attorno alla scapola ed il polpaccio sopra la schiena. Con l’altra gamba, porta la coscia contro il volto, l’incavo del ginocchio attorno al lato della testa ed il polpaccio sopra e contro la parte posteriore alta della testa.

### Japanese Necktie
Il Japanese Necktie è uno strangolamento molto simile alla D’Arce e all’Anaconda Choke, ma viene applicata in modo diverso. Viene eseguita contro un avversario in piedi o a terra, con il praticante di lato, che deve portare le sue braccia intorno alla testa dell’avversario. Con il primo braccio, passa sotto la guardia dell’avversario, con l’ascella ed il bicipite sopra e contro la sua spalla, l’incavo del gomito attorno all’ascella, l’avambraccio contro il lato del collo ed il polso contro la gola. Successivamente, porta il braccio libero dietro la testa dell’avversario, con il polso contro la nuca, e con la mano, afferra la mano opposta e la stringe, intrappolando sia il collo che il braccio in una stretta. Infine, afferra il ginocchio dell’avversaroo con le sue ginocchia e lo tira in avanti, stringendolo.

### Schultz Choke
Chiamata anche Dave Schultz Front Headlock, è una mossa originaria della lotta libera e greco-romana. Il suo nome proviene da Dave Schultz, campione mondiale e olimpico di Lotta Libera. La mossa è simile all’Anaconda Choke, ma non è una Arm Triangle. Viene eseguita frontalmente all’avversario, con il praticante e l’avversario entrambi supini o inginocchiati. Il praticante porta una mano intorno alla testa dell’avversario, l’ascella attorno alla nuca, il bicipite contro il lato del collo, l’incavo del braccio attorno alla gola, l’avambraccio sotto e contro l’altra ascella dell’avversario, con il polso che fuoriesce e tocca la spalla. Il praticante poi piega il braccio libero, e afferra con la mano, la mano opposta, sopra la spalla, unendole. Il praticante porta la sua testa al lato e contro l’ascella dell’avversario, spinge le braccia verso il basso e stringe la presa, alzamndosi in punta di piedi e camminando lateralmente.

### Buggy Choke
La Buggy Choke è una sottomissione rara, visivamente complessa ma non così difficile da applicare. Si tratta di un misto tra una Triangle Choke e una Arm Triangle Choke. L’avversario è posto in orizzontale, sopra il praticante, con il suo petto che pressa sopra quello del praticante, e la sua testa che va oltre, con il mento poggiato sul lato del pettorale. Il praticante intrappola sia le braccia che la testa dell’avversario in uni strangolamento. Passa un suo braccio sotto l’avversario, il bicipite sotto la sua ascella, l’incavo del gomito attorno alla scapola e l’avambraccio sulla schiena. Successivamente, porta la sua ascella attorno al lato del collo dell’avversario, mette il bicipite dietro e contro la nuca. Poi, usa le gambe per intrappolare l’altro braccio. Pone la coscia ed il quadricipite attorno all’ascella libera dell’avversario, pone il ginocchio dietro la sua testa e porta l’incavo del ginocchio attorno al suo stesso braccio. Poi, completa la sottomissione con l’altra gamba. Pone la coscia contro il lato dell’addome dell’avversario, il ginocchio contro la schiena, e avvolge l’incavo del ginocchio attorno al collo dell’altro piede. Poi, unisce entrambe le sue mani e le stringe, portandole in basso e completando la presa.

## Strangolamenti con il Gi
È un termine generico per indicare gli strangolamenti effettuati grazie all'ausilio di un keikogi o abiti simili.

### Lapel Choke
Dal controllo della schiena con una presa della cintura di sicurezza, il pratocante deve portare il suo braccio soffocante (quello che va sopra la spalla di un avversario) all'interno del colletto dell'avversario, con il pollice all'interno del colletto.  Il suo obiettivo è quindi uscire dalla posizione arretrata, consentendo all'avversario di arrivare al tappeto con la spalla. Il braccio libero ha il compito di afferrare i gi pants della gamba laterale vicina all'esterno del ginocchio. A questo punto, una delle gambe dell'aggressore sarà posizionata sul busto dell'avversario (come un supporto tecnico) e l'altra gamba sarà a terra dietro la parte inferiore della spalla dell'avversario. Questa seconda gamba può andare in alcuni punti diversi, il più popolare è sopra la testa per aiutare nella meccanica dell'arco e dello strozzamento della freccia.  Per finire lo strangolamento deve inarcare la schiena, tirando sia il ginocchio che il colletto con le braccia. Questo sembra vagamente come tirare un arco e una freccia, da cui il soffocamento ha preso il nome. In termini di meccanica, allunga il corpo dell'avversario in due direzioni diverse, applica lo strangolamento torcendogli la spina dorsale e rendendo impossibili le fughe. La gamba sopra la testa aumenta la pressione di soffocamento, contribuendo ad accentuare ulteriormente il soffocamento del sangue.

### Paper Cutter Choke
La Paper Cutter Choke mplica uno spostamento molto preciso del peso corporeo per finire. Per lo strozzamento, è necessario iniziare da una posizione di controllo laterale. Il passo più essenziale è intrappolare il braccio dell'avversario vicino a quello del praticante e tenerlo lì fino alla fine. Forma una posizione di controllo laterale di base, intrappolando questo braccio implica l'uso del gomito e dell'area dell'anca / della coscia. Una volta che lo ha intrappolato, si assicura che il suo braccio sia sotto la testa dell'avversario e raggiunga completamente l'altro lato.

#### No Gi
Nella versione No Gi, il praticante applica la tecnica mentre è al di sopra dell’avversario, rivolto con la schiena a terra. Il praticante si pone orizzontalmente sopra l’avversario, con il suo petto che spinge su quello dell’avversario. Fa passare il suo braccio sotto quello dell’avversario. Il bicipite e l’incavo del gomito contro il pettorale dell’avversario di lato, l’avambraccio che passa sotto, attraverso l’ascella, e viene spinto contro di essa, con la mano che fuoriesce e stringe la spalla. Successivamente, spinge il suo braccio contro la testa dell’avversario, con il gomito che spinge sulla spalla, l’avambraccio contro la gola, e la mano che afferra la spalla libera dell’avversario, stringendola.

### Baseball Bat Choke
Il praticante comincia partendo dal ginocchio sulla pancia dell'avversario dove il ginocchio destro è in cima al busto del suo avversario. L'aggressore userà il suo braccio destro per fare una presa profonda sul lato opposto del collo del suo avversario. Prova a infilare quattro dita all'interno del colletto. Il suo palmo sarà rivolto nella stessa direzione della parte superiore della testa. L'altro braccio va quindi ad afferrare il collare sul lato vicino del collo, andando di nuovo il più in profondità possibile. Questa volta la presa sarà con il pollice all'interno del colletto e quattro dita all'esterno.  Per iniziare ad applicare lo strozzatore dovrà prima ruotare il suo corpo di 90 gradi, cioè arrivare alla posizione nord-sud. Quando inizia a girarsi, l'avambraccio del suo braccio opposto cade sul collo, esercitando pressione sulla trachea.

#### No Gi
Il praticante applica la tecnica su un avversario appoggiato di schiena a terra, portandosi in posizione laterale e appoggiandosi in modo orizzontale sul petto dell’avversario. Successivamente, passa un braccio attorno alla testa dell’avversario. La spalla sul petto, il bicipite contro il volto, l’incavo del gomito attorno al lato del collo, l’avambraccio contro la nuca e la parte esterna della mano contro l’orecchio. Con l’altro braccio, cerca di completare la presa. La spalla è posta contro l’addome, il bicipite contro il pettorale, il gomito contro la spalla e l’avambraccio contro la gola, con la mano che afferra la mano opposta, che sbuca dietro la nuca, le unisce, e le stringe.

### Loop Choke
Il meccanismo del loop choke consiste nell'usare la mano per afferrare il colletto dell'avversario e avvolgerlo sotto il suo mento. IL praticante deve andare sotto il collo dell'avversario con una mano, fargli abbassare la testa mentre con la mano opposta va dietro il collo fino a raggiungere il polso del suo braccio soffocante. Quando applicha la presa del collare incrociato, è meglio usare una presa allentata in modo da poter tirare il braccio intorno alla testa dell'avversario.

#### No Gi
Il praticante applica la sottomissione dal basso, con la schiena appoggiata a terra. L’avversario si trova davanti al praticante, e sopra di lui. Il praticante cerca di stringere entrambe le sue mani attorno alla testa dell’avversario. L’ascella sarà posta attorno alla testa, il bicipite contro la nuca, l’incavo del gomito attorno al lato del collo, e l’avambraccio contro la gola. Infine, usa l’altro braccio per completare la stretta, lo piega, e pone il gomito contro il mento dell’avversario l’avambraccio contro il lato del collo scoperto e la mano su un lato della nuca. Con l’altra mano, stringe l’avambraccio opposto.

### Clock Choke
Viene eseguito afferrando il collare gi dell'avversario e facendo cadere il peso del corpo sulla parte superiore della schiena per esercitare pressione.  Il motivo per cui viene chiamato clock choke è che, come metodo fondamentale per farlo, devi afferrare il colletto dell'avversario mentre cammini verso il lato opposto mentre blocchi la parte superiore del corpo con il tuo peso corporeo, imitando i movimenti del braccio di un orologio. Il primo passo è guidare il ginocchio tra il ginocchio e il gomito dell'avversario e applicare il peso sulla schiena. Questo renderà più difficile per lui muoversi. Il passaggio successivo consiste nell'aprire il bavero dell'avversario usando la mano lontana per aprire il colletto sotto l'ascella in modo da poter afferrare il collo. Non è necessario andare molto in profondità quando si afferra il bavero. L'importante è tracciare una linea sul collo.

#### No Gi
Il praticante applica la sottomissione ad un avversario in posizione supina, chiamata anche Turtle Position, con i gomiti e le ginocchia a terra. Il praticante inizia la mossa lateralmente, in orizzontale verso l’avversario, e fa passare una mano sotto il suo petto. La spalla sarà posta contro la nuca, il bicipite contro il lato del collo, l’incavo del gomito attorno alla gola, l’avambraccio che passa sotto l’ascella, spinge contro di essa e fuoriesce da sotto, afferrando l’incavo del gomito del braccio opposto. Il braccio opposto viene avvolto sopra la schiena ed oltre. Il bicipite posto contro la spalla dell’avversario,  l’avambraccio contro il bicipite, con la mano che afferra l’incavo del gomito e lo stringe con forza. Successivamente il praticante spinge il braccio dell’avversario contro il suo stesso petto, facendolo cadere di lato.

### Cross Choke
Per iniziare, il praticante inizia assicurandosi la posizione di guardia chiusa impedendo al suo avversario di controllare i fianchi o la parte superiore del corpo. Quindi, usa le gambe e le mani per disturbare la base del peso dell'avversario interrompendo la sua postura e la distanza ravvicinata. Dopodiché, coglie l'opportunità facendo scorrere le braccia correttamente per afferrare entrambi i collari del Gi dell'avversario e tenerli lì. E poi, finisce la strozzatura del colletto stringendo i polsi per creare una pressione sufficiente sul collo dell'avversario che lo costringe a sottomettersi.

#### No Gi
Il praticante esegue la sottomissione lateralmente, contro un avversario in posizione supina. Il praticante si pone di lato, e si inginocchia, cerca di stringere le sue braccia intorno alla testa dell’avversario. Un braccio passa sotto l’avversario, con il bicipite che passa sotto l’ascella e viene pressata contro di essa, l’incavo del gomito attorno alla gola, l’avambraccio contro il lato del collo e la mano posta contro la nuca. Poi, stringe la spalla dell’avversario tra le sue spalle, unisce i suoi gomiti, posizione l’avambraccio contro il lato del collo scoperto dell’avversario e con la mano afferra l’altra mano, stringendo con entrambe il collo e la nuca dell’avversario.

### Crucifix Choke
Il praticante si mette alle spalle dell'avversario e stabilisce prima una
posizione di controllo posteriore. Una volta stabilito il controllo
della schiena, usa le gambe per
intrappolare una delle braccia dell'
avversario. Per evitare che si difenda
dallo strangolamento, aggancia la gamba
sopra il suo braccio e lo stringe con le cosce. Con una delle braccia del tuo
avversario intrappolata, raggiunge il suo
corpo e afferrag il polso con il braccio
opposto. Quindi, avvolge l'altro braccio
intorno al collo e intrappola il braccio,
formando un triangolo con le sue braccia
attorno al collo e al braccio intrappolato. Il Praticante usa il triangolo per
esercitare pressione sul braccio
intrappolato dell'avversario mentre
spinge l'altro braccio sul lato opposto.Se il
soffocamento viene applicato abbastanza
a lungo, restringerà i collo e interromperà
il flusso sanguigno e l'afflusso di aria,
facendogli perdere conoscenza.

### Sliding Lapel Strangle
Chiamata Okuri eri jime nel judo è uno strangolamento attuato con un solo bavero della giacca che si applica da dietro, in una maniera simile alla Sleeper Hold, con il praticante che fa passare un braccio sotto il mento dell'avversario, per poi stringerglielo attorno al collo con l'ausilio del bavero.

### Reverse Cross Strangle
La tecnica è chiamata "inversa" perché i palmi della persona che applica lo strangolamento sono rivolti verso la persona che viene soffocata. I pollici sono in cima, fuori dall'abbigliamento e le dita afferrano l'interno sotto il gi o l'abbigliamento. Le mani sono in alto su ciascun lato del collo. La forbice delle mani esercita una pressione sulle arterie carotidi riducendo il flusso sanguigno, con conseguente rapida perdita di coscienza. Nel judo, questa tecnica viene sempre insegnata sotto stretta supervisione ed è analogamente osservata da vicino dagli arbitri durante le competizioni.

### Normal Cross Strangle

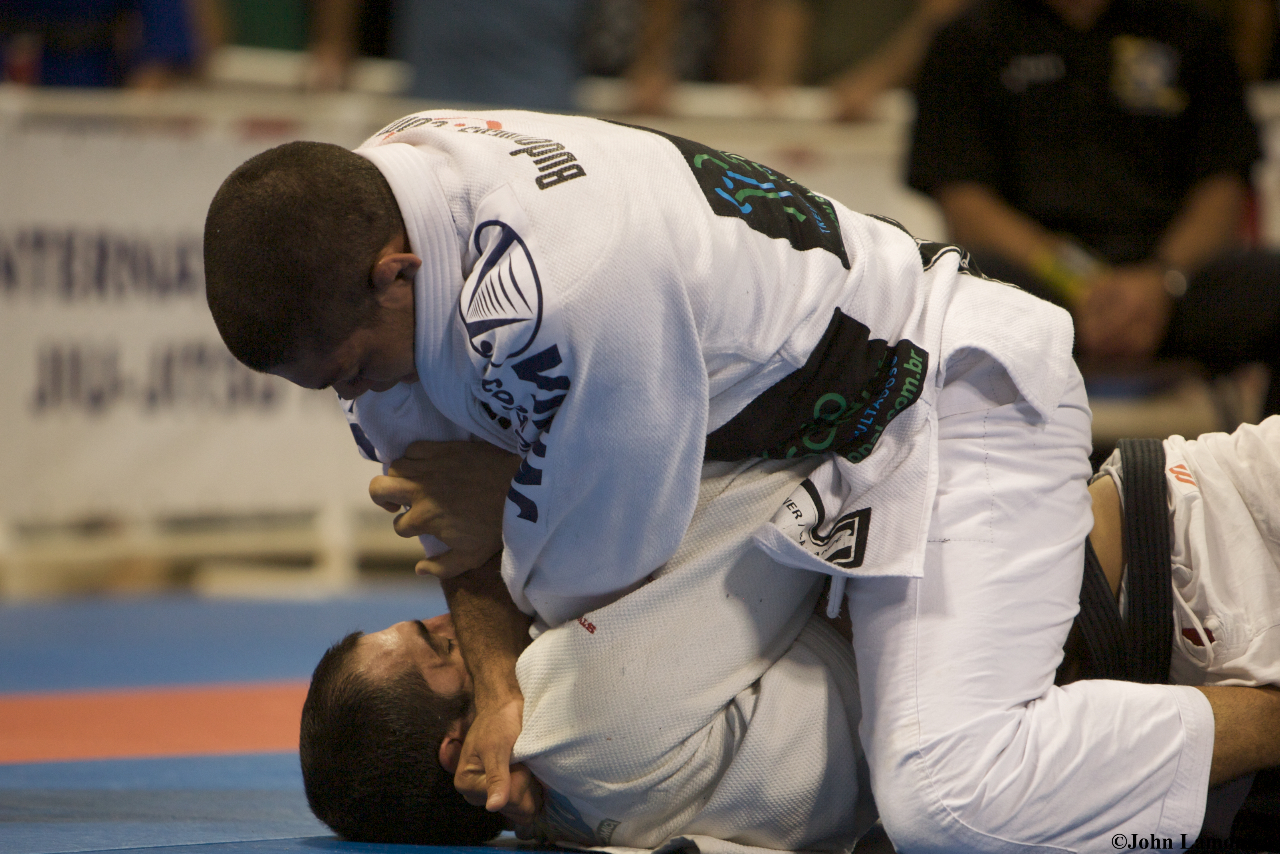

La tecnica è chiamata "normale" perché il dorso di entrambe le mani della persona che applica lo strangolamento è rivolto verso la persona che sta applicando lo strangolamento. Le dita sono in alto e afferrano dall'esterno dell'indumento. I pollici afferrano all'interno sotto il gi o l'abbigliamento. Le mani sono in alto su ciascun lato del collo. La forbice delle mani esercita una pressione sulle arterie carotidi riducendo il flusso sanguigno, con conseguente rapida perdita di coscienza. Nel judo, questa tecnica viene sempre insegnata sotto supervisione ed è analogamente osservata da vicino dagli arbitri durante le competizioni.

### Half-Cross Strangle

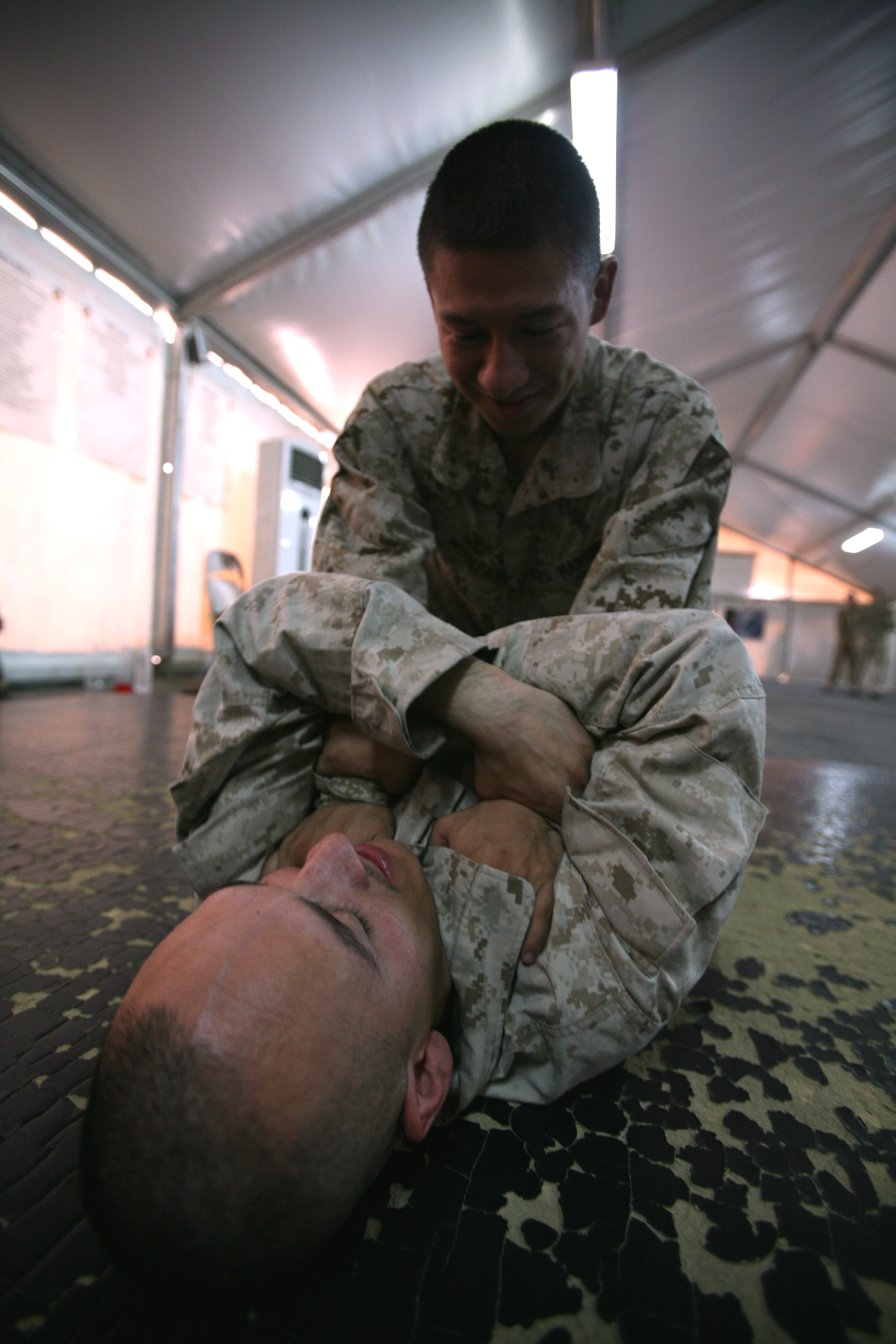

La tecnica è chiamata "strangolamento a metà croce" perché il palmo di una mano della persona che applica lo strangolamento è rivolto verso la persona che sta applicando lo strangolamento e il dorso dell'altra mano è rivolto verso la persona che applica lo strangolamento. Le mani sono in alto su ciascun lato del collo. La forbice delle mani esercita una pressione sulle arterie carotidi riducendo il flusso sanguigno, con conseguente rapida perdita di coscienza. Nel judo, questa tecnica viene sempre insegnata sotto supervisione ed è analogamente osservata da vicino dagli arbitri durante le competizioni.

### One-Hand Strangle
Katate Jime si traduce con “Strangolamento con una mano” e consiste nell’applicare un soffocamento solo con un braccio. La sua efficacia si basa sull’uso delle gambe e dell’altro braccio per limitare la libertà di movimento dell'avversario.
Nell’esecuzione di Katate Jime, l'aggressore afferra con una mano il bavero del nemico e con l’avambraccio applica una pressione sulla porzione frontale del collo provocando un soffocamento.

### Two-Handed Strangle
Il praticante afferra il judogi lateralmente al collo dell'avversario, all’altezza delle giugolari. Grazie ad una rotazione (supinazione) dei polsi, effettua una pressione simmetrica sui due lati del collo. Se la tecnica viene applicata a terra, è essenziale controllare il nemico con le gambe. L’azione di strangolamento di Ryote Jime è prevalentemente sanguigna.

### Thrust Choke
Tsukkomi Jime viene definito spesso come uno strangolamento “a nodo scorsoio”, lasciando intendere un’azione dei baveri sul tipo, appunto, del cappio durante l’impiccagione. Questo strangolamento, infatti, viene effettuato attraverso la compressione del bavero del judogi sul collo dell'aggressore. Il praticante utilizza una spinta rettilinea che compie la maggior parte del lavoro. Il braccio dell'aggressore nella fase cruciale si distende e tutto il peso del corpo appoggia su questo con lo scopo di aumentare l’energia dell’azione.

### Nerve Strangle
In Gyaku Juji Jime il praticante ha il dorso delle mani a contatto col collo del nemico che viene tirato verso di lui. Per assestare la tecnica, l'aggressore si gira sul fianco corrispondente al braccio più in basso e tira su di sé l'avversario. Durante questo movimento le gambe dell'esecutore controllano e “stendono” il corpo dell'avversario fino a strangolarlo. Questa tecnica viene solitamente descritta come uno strangolamento nervoso.

## Sottomissione Tecnica
Una sottomissione tecnica può verificarsi quando l'arbitro ferma l'incontro perché un combattente ha subito una lesione al corpo come un arto rotto o viene reso incosciente mentre si trova in una presa di sottomissione. Un esempio potrebbe essere il braccio di un combattente che si rompe in una joint lock, o un combattente che sviene in una chokehold. In entrambi i casi il combattente non è in grado di uscire, un ufficiale decide che il combattente non può continuare in modo sicuro a combattere e ferma l'incontro. Tale esito della partita può essere definito una sottomissione tecnica o un knockout tecnico a seconda delle regole di combattimento utilizzate per l'incontro. In UFC, una sottomissione ai colpi viene considerata un knockout tecnico.